# Subaru Impreza

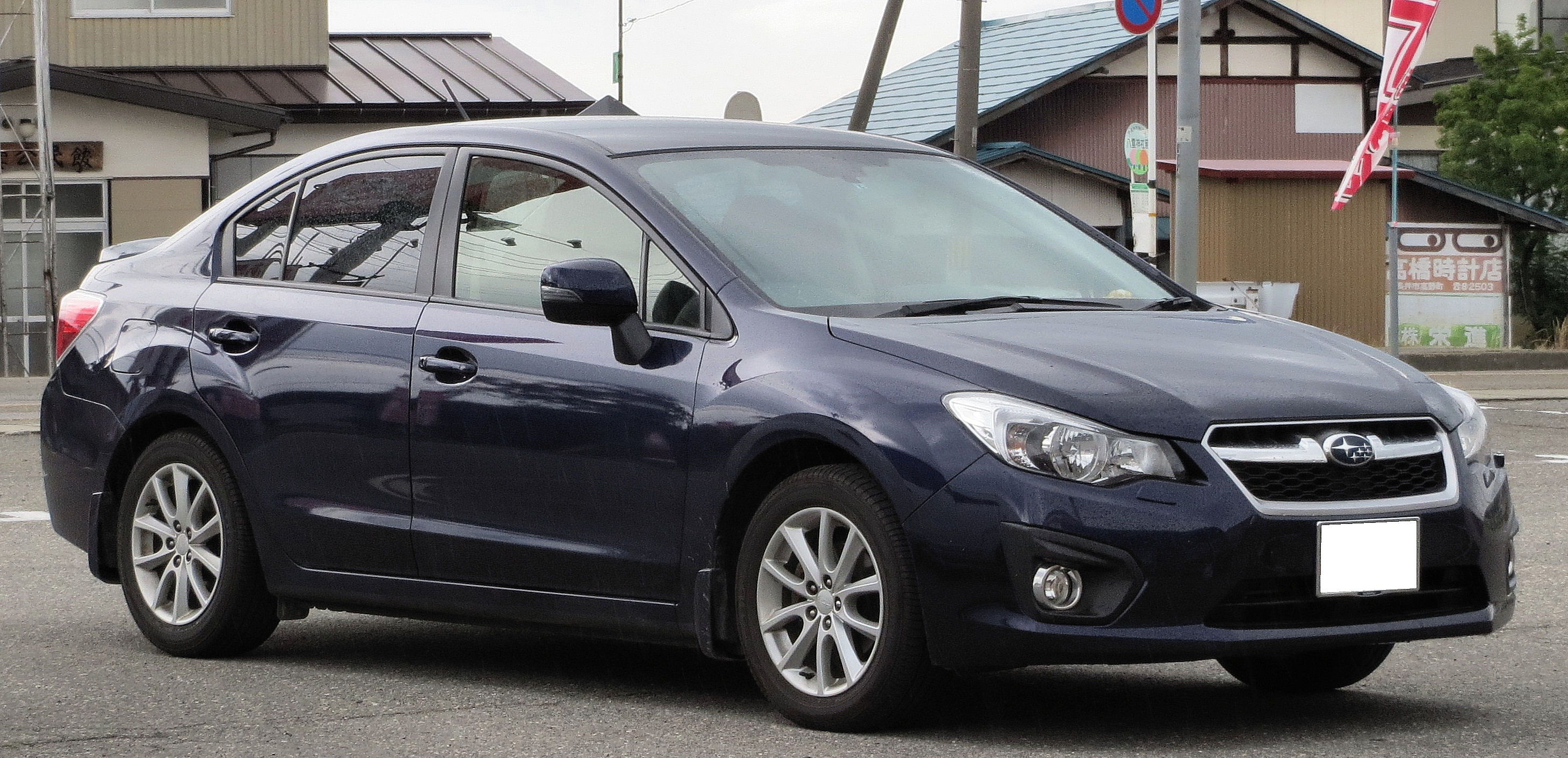
Subaru Impreza 2,0i AWD (2013)

Der Subaru Impreza (jap. インプレッサ) ist ein Pkw der Kompaktklasse des japanischen Fahrzeugherstellers Subaru. Der Name kommt von Englisch impresa (Wappenmotto) und impression (Eindruck).
Der Impreza wurde konzipiert, um die Lücke zwischen dem großen Legacy und dem kleinen Justy zu füllen. Auch sollte er den Legacy in der WRC ablösen. Der Impreza wird als viertürige Limousine, als fünftüriger Kombi und seit Frühjahr 2007 auch als Schrägheckvariante angeboten. Wie bei Subaru üblich, wurde der Großteil der Fahrzeuge mit einem Boxermotor und permanentem Allradantrieb ausgestattet. Die viertürige Limousine stellt das sportlichste Modell der Impreza-Reihe dar. Mit ihm gewann Subaru bisher dreimal in Folge die Konstrukteurs-Rallye-Weltmeisterschaft.
Der Subaru Impreza STI wurde in der Production World Rally Championship (PWRC) im Rahmen der Rallye-Weltmeisterschaft 2011 eingesetzt.
Hayden Paddon gewann nach vier Siegen bei vier Teilnahmen vorzeitig den PWRC-Meistertitel 2011.
Die sportlichsten Modelle der Baureihe werden WRX genannt, sie werden seit 2014 jedoch als eigenständige Baureihe vermarktet.

## Erste Generation (GC/GF/GFC, 1992–2000)
GC und GF sind die jeweiligen Buchstabenkombinationen, die in den zwei Fahrzeug-Identifizierungsnummern der Impreza-Plattformen verwendet wurden. GC bezog sich auf die viertürige Limousine (Sedan) und das GFC ab 1995 erhältliche Coupé. Mit GF wurden die fünftürigen Kombinationskraftwagen (Wagon) gekennzeichnet.
Die FIN des Impreza im Überblick:
| Kennziffer    | Bedeutung                                |
| ------------- | ---------------------------------------- |
| G             | Impreza                                  |
| C/F           | Limousine/Coupé(Gfc)/Kombi               |
| 8/6/4/1       | 2.0/1.8/1.6/1.4                          |
| A/B/C/D/E/F/G | MY92-93/MY94-95/MY96/MY97/MY98/MY99/MY00 |
| 2/4/5         | Zweitürer/Viertürer/Fünftürer            |
| 8/7/E/D/S     | WRX/RA/STI (ab Vers. II)/STI RA/R/22B    |
| D/P           | 5-Gang manuell/4-Stufen-Automatik        |

### Version I (1992–1995)
Die Fertigung des Impreza begann Ende Oktober 1992 in Japan, am 2. November startete der Verkauf. Der Impreza war von Beginn an in zwölf verschiedenen Versionen erhältlich. Die verschiedenen Modelle wurden in drei Gruppen eingeteilt:
- viertürige Limousine Sedan (セダン) in den Versionen HX-Edition S (HXエディションS), HX, CS, CF und CX,
- fünftüriger Kombi Wagon (ワゴン) in den Versionen HX-Edition S (HXエディションS), HX, HX Luftfederung (HXエアサス), CX und CS. Der Sedan und der Wagon waren mit 1,6- und 1,8-Liter-Boxermotor erhältlich, ähnlich den später in Europa erhältlichen Motoren.
- WRX, der als WRX und gewichtsreduziert als WRX-typeRA (RA für Race Altered, ‚Renn-verändert‘). Der Impreza WRX war mit einem 2,0-Liter-Turbo-Boxermotor ausgestattet.[3][4]

1993 wurde der Impreza offiziell in Europa vorgestellt. Zum Verkaufsstart gab es zwei wassergekühlte 4-Zylinder-Leichtmetall-Boxermotoren zur Auswahl – einen 1,6-Liter-Motor mit 66 kW (90 PS) und einen 1,8-Liter-Motor mit 76 kW (103 PS); darüber hinaus umfasste das Angebot zwei Karosserievarianten: den Subaru Impreza (fünftüriger Kombi) und die Subaru Impreza Limousine (viertürige Limousine). Der kleinere Motor entwickelte ein Drehmoment von 128 Nm, der 1,8-Liter-Motor 147 Nm, die Beschleunigung variierte zwischen 11,4 und 14 Sekunden, je nach Ausstattung und Modell. Die Bereifung war bei allen Modellen gleich, es kamen 175/70er-Reifen auf 14″-Felgen zum Einsatz. Auch damals musste bereits bleifreies Super-Benzin getankt werden, der Verbrauch wurde von Subaru zwischen 6,4 und 11,1 Litern angegeben, abhängig von Geschwindigkeit, Ausstattung und Modell. Servo-Lenkung und innen belüftete Scheibenbremsen vorn waren bei allen Modellvarianten serienmäßig. Der Impreza konnte in zwei verschiedenen Grundlackierungen und mit vier optionalen Sonderlackierungen geliefert werden. Die Grundlacke umfassten Arcticweiß (Farb-Nr. 30) und Tornadorot (Farb-Nr. 36). Die nur gegen Aufpreis erhältlichen Sonderlackierungen umfassten Islandgrün (Metallic) (Farb-Nr. 07; nicht für den Impreza 1.6 LX erhältlich), Azurgrün (Metallic) (Farb-Nr. 41), Gletscherblau (Metallic) (Farb-Nr. 68) und Kirschrot (Perl-Effekt) (Farb-Nr. 09; nicht für den Impreza 1.6 LX erhältlich).
In Japan wurde am 3. Juli 1993 der Impreza 2WD 1.6 CS Sperrdifferential (2WD 1.6 CSリミテッド), (erstmals serienmäßig mit einer Klimaanlage ausgestattet) vorgestellt. Nach dem WRC-Debüt im August des gleichen Jahres stieg die Nachfrage nach den WRX-Modellen stark an, am 9. Oktober 1993 kündigte Subaru deshalb mit dem Impreza Wagon WRX eine weitere WRX-Modellvariante an, die erste WRX-Wagon-Variante. Ausgestattet mit einem 162 kW (220 PS) leistenden 2,0-Liter-Turbo-Boxermotor und wahlweise mit manuellem 5-Gang- oder automatischem 4-Stufen-Getriebe mit 205/55er-Reifen auf 15″-Leichtmetall-Felgen erhältlich, war er in vier verschiedenen Farben erhältlich.

#### WRX STI
Am 20. Januar 1994 begann in Japan der Verkauf der ersten Impreza-WRX-STI-Modelle, sie wurden als Limousine und als Kombi angeboten. Grundlage für den WRX STI (oft auch Impreza WRX STI Version I genannt, offiziell hatte er jedoch keine Versionsnummer) bildete der bereits seit längerem erhältliche Impreza WRX. Im März pendelte sich die Produktion der STI-Modelle bei etwa hundert Stück pro Monat ein. Der WRX STI wurde mit einem 2,0-Liter-Turbo-Boxermotor ausgestattet, der 184 kW leistet und ein maximales Drehmoment von 309 Nm liefert. Die Fahrzeugmasse beträgt 1230 kg. Er war eines der ersten Autos von Subaru, das mit dem „Driver’s Control Centre Differential“ (DCCD) ausgestattet wurde. Dieses spezielle Mitteldifferential ermöglicht dem Fahrer zu entscheiden, ob er die Justierung des Differentials dem Computer überlässt oder die Einstellungen manuell wählt. Mit einem drehbaren Regler in der Mittelkonsole kann er die Drehmomentverteilung zwischen Hinter- und Vorderachse des Allradantriebes verändern und somit maßgeblichen Einfluss auf das Straßenverhalten des Fahrzeuges nehmen. Mit der Einführung dieser Technik zielte Subaru wieder auf ambitionierte Rallyefahrer. Äußerlich unterschied er sich von den leistungsschwächeren Ausführungen durch einen riesigen Heckspoiler, große Nebelscheinwerfer und spezielle Felgen. Ein weiteres Merkmal des WRX-STI ist die Tatsache, dass er in Handarbeit hergestellt wurde. Die am Fließband produzierten WRX wurden von den Subaru-Mechanikern aufwendig in eine WRX-STI-Version umgebaut. Ab Version II wurde auch der STI am Fließband produziert. Die Ausstattung des ersten STI war spärlich: keine Lüftung, keine Vorrichtung zum Einbau elektronischer Geräte wie Autoradios oder ähnlichem. Subaru zielte mit dem WRX STI auf kleine Rallye-Teams ab, die die unnötigen Bauteile sowieso entfernt hätten.

#### Sonderversionen

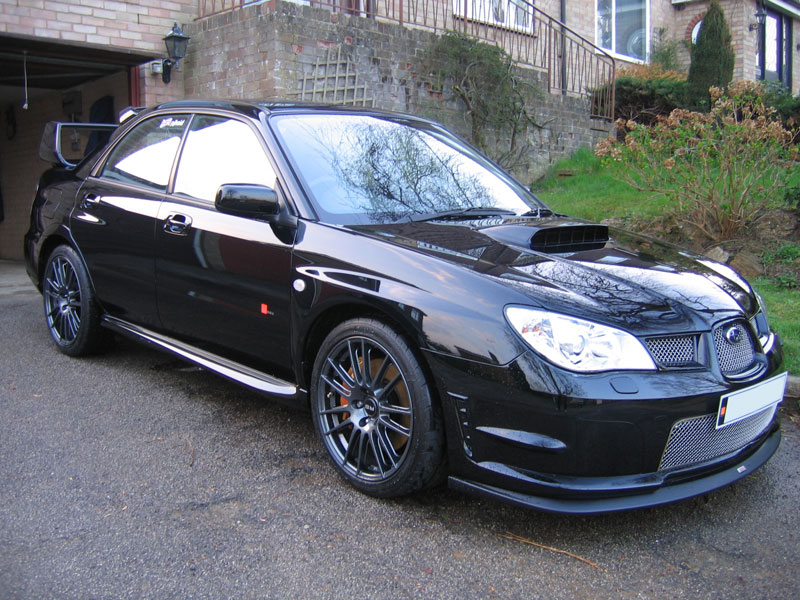
Subaru Impreza RB320 (2007)

##### Impreza GT Turbo
1994 veröffentlichte Subaru in der Schweiz den Impreza GT Turbo, oft auch Impreza GT Turbo Swiss genannt, dessen Motor 155 kW (210 PS) leistet und 260 Nm Drehmoment liefert. Der Turbolader des Schweizer GTs war größer als der der folgenden GT-Modelle in Deutschland; die Inneneinrichtung war spartanisch und die Sitze boten nur wenig Seitenhalt. Die Motorhaube war aus Aluminium gefertigt; eindeutiges Erkennungsmerkmal gegenüber den damaligen Serienmodellen waren die Lufteinlässe und die Lufthutze auf der Motorhaube, zudem war der Kühlergrill nicht von Plastikabdeckungen bedeckt. Passend zur Leistung wurde dem GT Turbo ein kleiner Heckflügel spendiert.

##### Impreza „Pirsch“
Ebenfalls im Jahr 1994 erschien in Europa das Sondermodell Impreza „Pirsch“, das auf die Anforderungen von Jägern abgestimmt wurde. Der „Pirsch“ war gegenüber den Serienfahrzeugen auf 195 mm höher gesetzt, besaß einen Unterbodenschutz, Frontschutzbügel, Laderaum-Schutzgitter, Schweißwannen, Fußwannen vorne, Schmutzfänger, Stoßfänger-Schutzfolien hinten und das obligatorische Dekor „Pirsch“, des Weiteren waren viele optionale Zubehörteile für Jäger im „Pirsch“-Katalog von Subaru zu finden. Grundlage für den „Pirsch“ bildete ein Impreza 1.8 GL mit einer 5-Gänge-„Dual-Range“-Übersetzung.

### Version II (1995–1996)

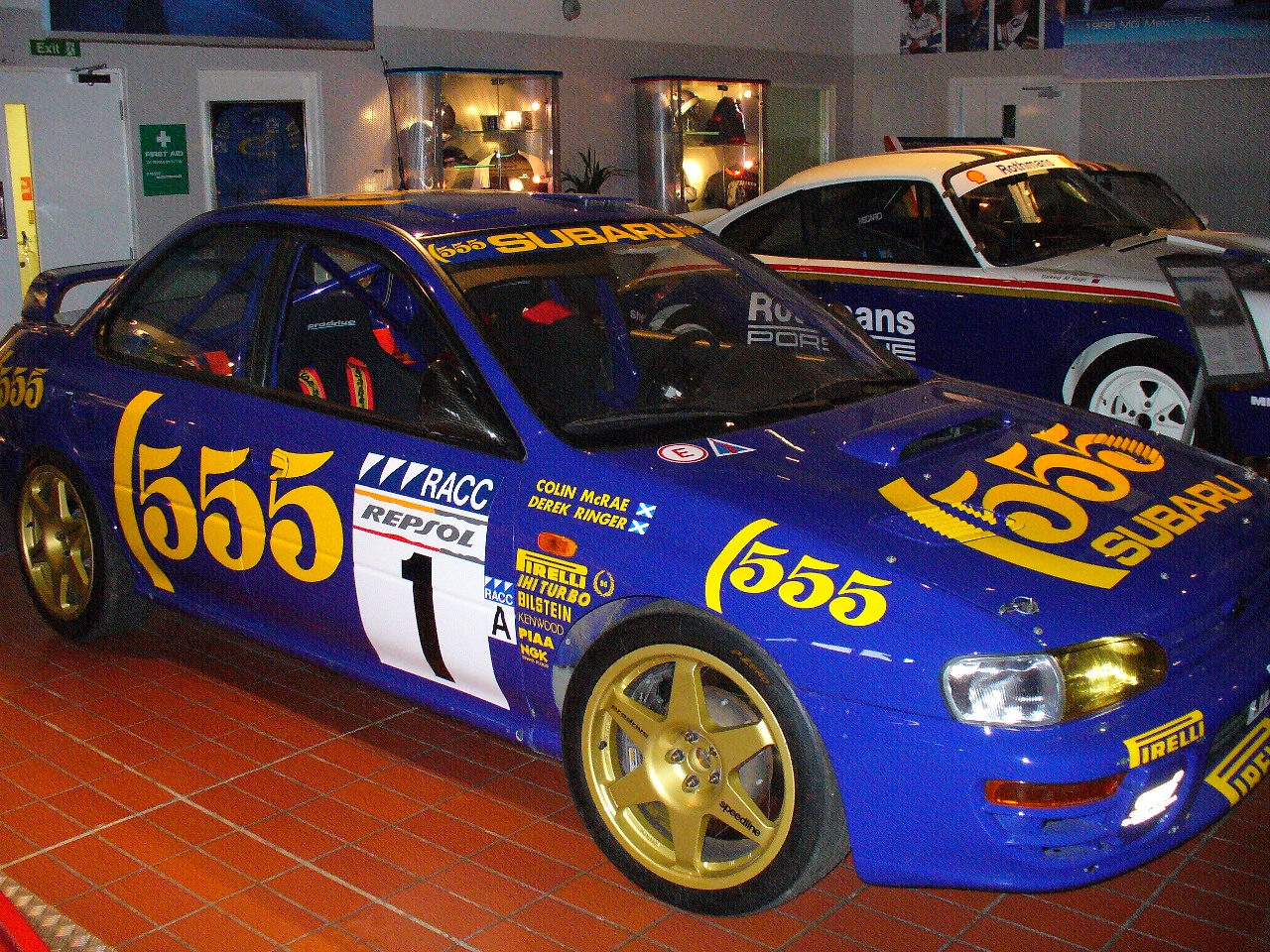
Colin McRaes Subaru Impreza WRC (1995)

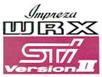
Logo des Impreza WRX STI

1995 holte sich Subaru mit Colin McRae den ersten WRC-Titel sowohl in der Fahrer- als auch in der Konstrukteurswertung. Dies hatte auch Auswirkungen auf das Serienangebot. Die Motorenpalette wurde nach oben erweitert, der 1,8-Liter-Motor wich dem neuen 2,0-Liter-Boxermotor mit 85 kW (115 PS) und einem Drehmoment von 170 Nm. Als Bereifung kamen 185/70er Reifen mit 14″-Felgen zum Einsatz. Hinzu kamen minimale Modellpflegemaßnahmen, so verschwanden zum Beispiel die Schutzbleche vor dem Kühlergrill. Zusätzlich neu ab Version II waren die Rückfahrsperre und die neuen Lackierungen, alle Lackierungen waren im Grundpreis enthalten. Brillantsilber (Metallic) (Farb-Nr. 06) und Calypsorot (Farb-Nr. 59) waren für alle Modelle lieferbar, für den 1.6 LX waren Islandgrün (Metallic) (Farb-Nr. 07), Kirschrot (Metallic) (Farb-Nr. 09), Arcticweiß (Farb-Nr. 30), Karibicblau (Metallic) (Farb-Nr. 40) und Mintgrün (Metallic) (Farb-Nr. 61) nicht verfügbar.
Am 7. Januar 1995 stellte Subaru in Japan das erste Impreza Coupé vor, den Impreza Retna 200R Coupe (jap. リトナ). Das Design entsprach weitgehend dem World-Rallyecar von 1994 und war in drei verschiedenen Motorvarianten erhältlich, mit 1,5-Liter-, 1,6-Liter- und 2,0-Liter-Turbo-Motor. Der 1,5-Liter-Impreza Retna war nur mit Frontantrieb erhältlich, die beiden anderen Versionen lediglich mit permanentem Allradantrieb. Wahlweise waren alle Modelle mit manueller oder automatischer Schaltung erhältlich.

#### WRX STI
Der Impreza WRX STI Version II war – anders als das Vorgängermodell – ein offizielles Modell von Subaru und die Konzeption und Produktion der Modelle fand ausschließlich durch Subaru Tecnica International statt, die auch für die World-Rallyecars verantwortlich sind. Der WRX STI Ver.II wurde als Limousine mit einem nun 200 kW (275 PS) starken 2-Liter-4-Zylinder-Turbo-Boxermotor ausgestattet, das Leergewicht betrug 1235 kg. Der Sports Wagon WRX STI Ver.II leistete 190 kW (260 PS) bei 1270 kg Leergewicht. Eine weitere Modellvariante war der WRX type RA STI Ver.II; RA bedeutete „race altered“, also rennverändert. Der Unterschied bestand in einem niedrigeren Heckspoiler, dem Entfall von Klimaanlage, elektrischen Fensterhebern und Radio, einer kürzeren Getriebeübersetzung und einer Lufthutze auf dem Dach. Zudem war er nur in weiß erhältlich. Optional wählbar war die direkte Lenkung, er brachte ein um 35 kg niedrigeres Leergewicht auf die Waage als der normale WRX STI. Der type RA zielte auf die nationalen privaten Motorsportvereine ab, STI wollte diesen eine solide Grundlage für einen Umbau zu einem Gruppe-N-Wagen bieten.

#### Sonderversionen

##### WRX STI Ver.II 555
Am 22. August 1995 wurden von STI die neuen WRX STI Ver.II-Modelle vorgestellt, gleichzeitig wurden auch die WRX STI Ver.II 555-Modelle eingeführt. Hierbei handelt es sich um einen straßenzugelassenen Nachbau des erfolgreichen World-Rallyecars von STI. Die 555er-Modellvariante war in zwei Versionen erhältlich – als Limousine und als Sports Wagon. Sie konnten lediglich in der Farbe WR Blue Mica mit goldenen BBS-Felgen bestellt werden, optional war es jedoch möglich, die Wagen mit den vom World-Rallyecar bekannten Verzierungen zu bestellen. Es wurden 600 Fahrzeuge gebaut, davon 100 mit der Kombi Karosserie. Die Kombis mussten jedoch ohne den RA typischen Scoopy (Lufteinlass auf dem Dach) auskommen. Mit nur 100 Fahrzeugen ist der Sports Wagon WRX STI Ver.II 555 einer mit der geringsten Stückzahl hergestellten STI-Versionen. Die Wagen waren nur in Japan erhältlich. Wie der Type RA zielten auch diese Modelle auf nationale private Motorsportvereine ab, jedoch sollten die 555er als Grundlage für Gruppe-A-Wagen dienen.

##### Sports Wagon GRAVEL EX
Am 20. Oktober 1995 veröffentlichte Subaru den Impreza Sports Wagon GRAVEL EX (Gravel Express); ähnlich dem bereits zuvor veröffentlichten Impreza „Pirsch“ in Deutschland handelte es sich hierbei um eine Geländevariante des Impreza. Das Fahrzeug hat einen höheren Bodenabstand, Frontschutzbügel, Dachrelinge serienmäßig und den Ersatzreifen stets dabei. Die Lackierung in zwei verschiedenen Farben sollte den Unterschied zu den Straßenfahrzeugen weiter verdeutlichen. Der GRAVEL EX war mit einem 162 kW (220 PS) leistenden WRX-2,0-Liter-Turbo-Boxermotor ausgestattet und profitierte von den Schotterrallye-Erfahrungen der STI-Ingenieure.

##### V-Limited
Es gab zwei limitierte Sonderversionen, den Impreza WRX V-Limited und den Impreza WRX STI V-Limited (das V in V-Limited steht für Victory). Dieses Sondermodell gibt es nur, nachdem Subaru einen Fahrer- bzw. einen Konstrukteurs-Titel in der Rallye-WM gewonnen hat. Der WRX war auf 1000 Stück limitiert und nur in den Farben Weiß, Schwarz und WR Blue Mica erhältlich. Der WRX STI war auf 555 Stück limitiert und nur in WR-Blue-Mica-Lackierung erhältlich. Alle V-Limited-Modelle sind durchnummeriert.

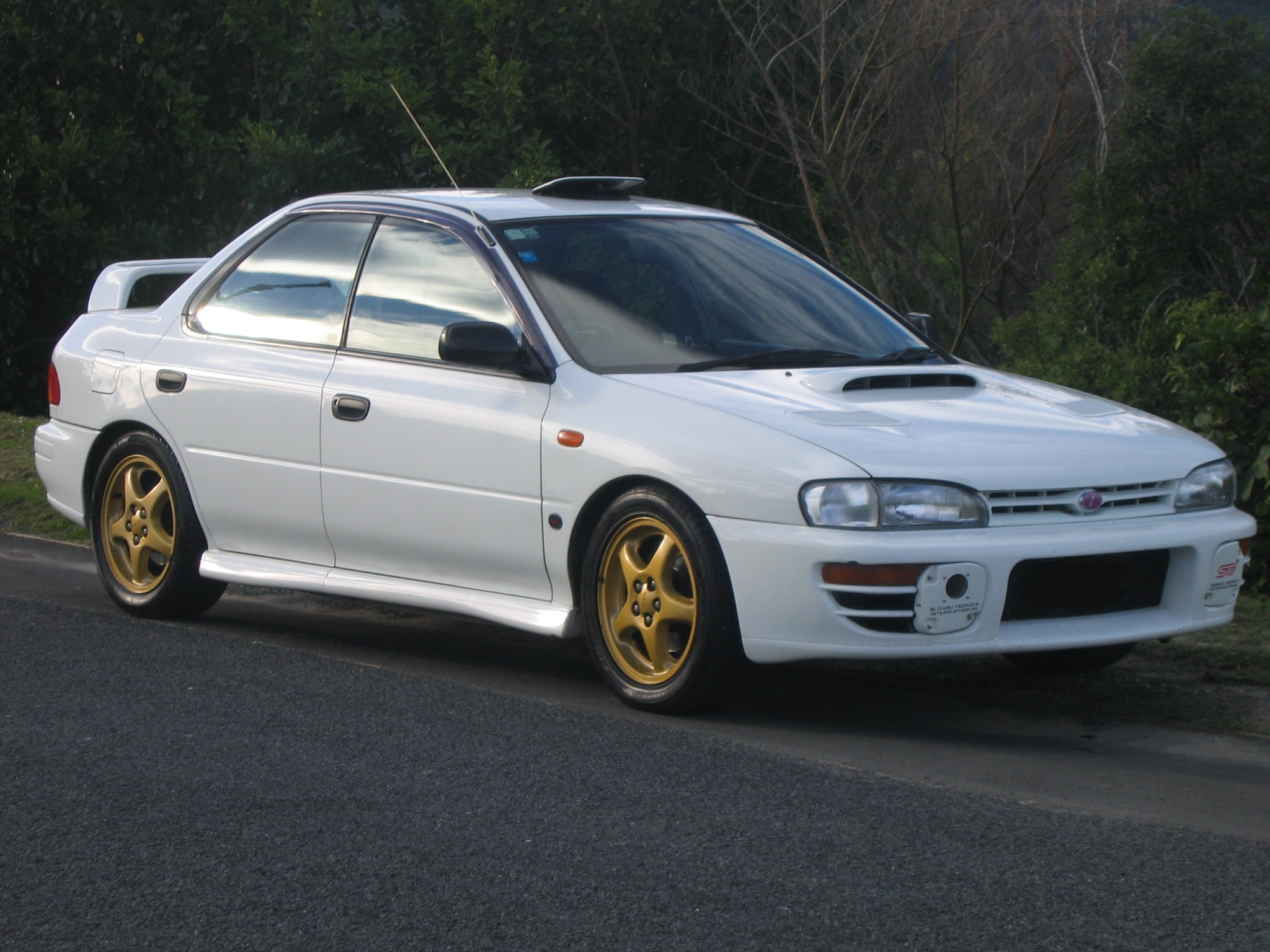
Subaru Impreza WRX STI (1995–1996)
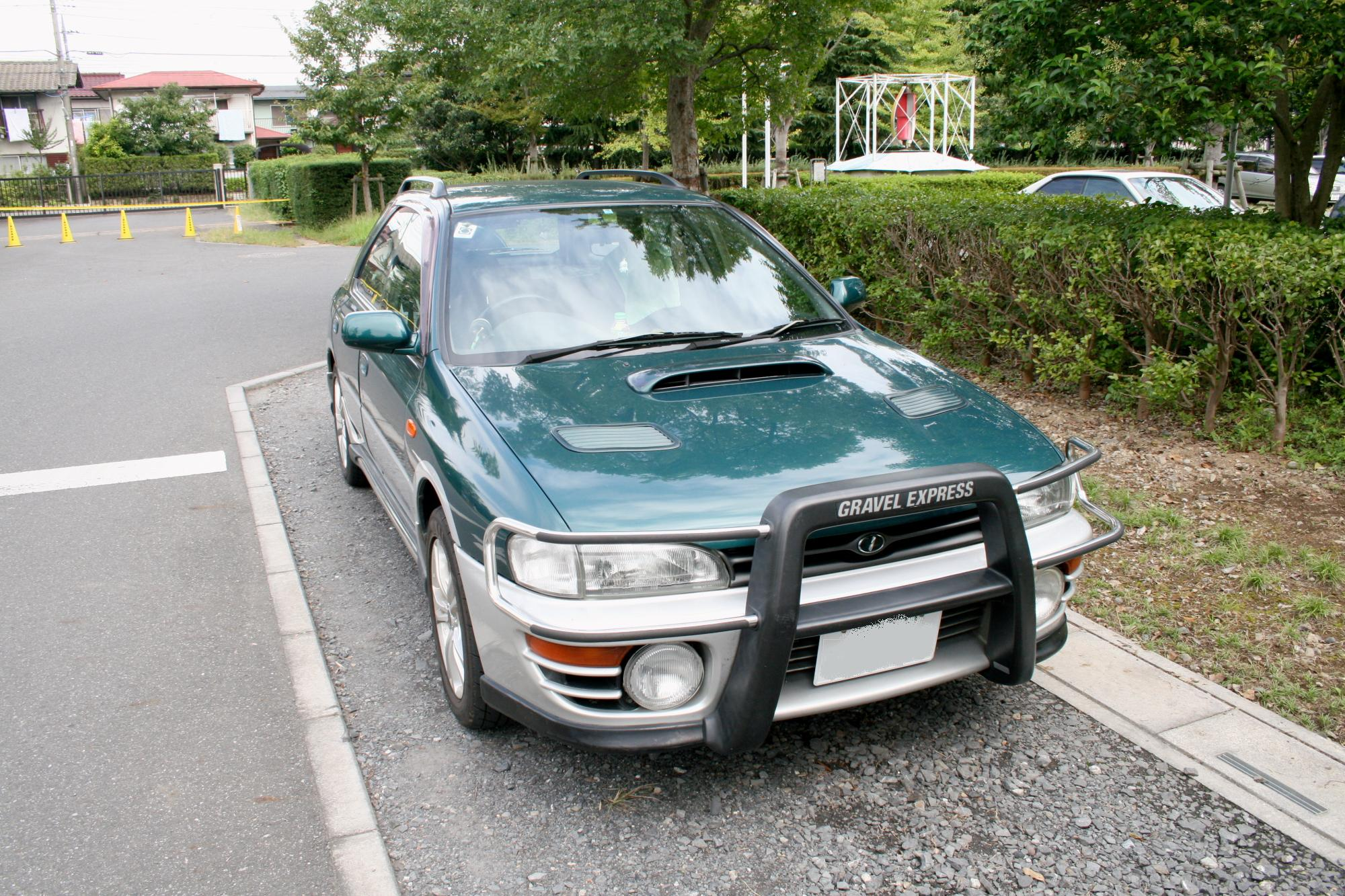
Subaru Impreza Sports Wagon Gravel Express
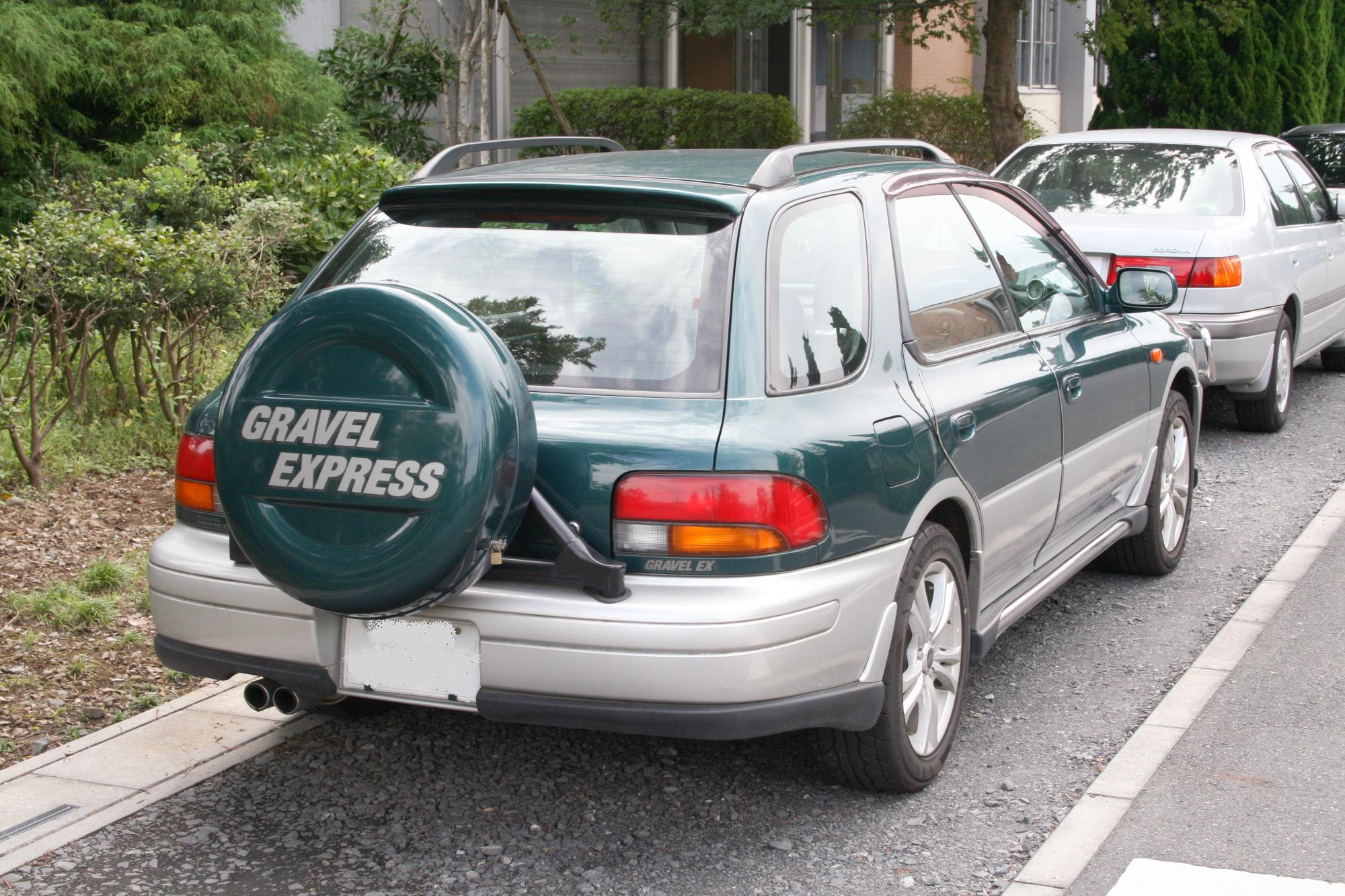
Heckansicht

### Version III (1996–1998)
Am 9. September 1996 stellte Subaru die überarbeitete Version des Impreza vor. Neu am Impreza Version III war unter anderem der Motor, der auf den in der Rallye-Weltmeisterschaft gemachten Erfahrungen aufbaute. Er wurde mit der Bezeichnung BOXER-MASTER 4 beworben. Diesen neuen Motor gab es als 1,5-, 1,8- sowie 2,0-Liter mit und ohne Turbo. Später gab es nur für den US-amerikanischen Markt noch einen 2,2-Liter-Motor mit einer Leistung von 139 PS/102 kW. Der 2,2-Liter-Motor war erst ab dem Modelljahr 1997 und nur im Coupé erhältlich.

#### WRX STi
Mit der Einführung des Impreza WRX STi Version III gab es einige Änderungen. Unter anderem wurde die Leistung von 275 PS (Version II) auf etwa 300 PS angehoben. Später wurde die Leistung auf 280 PS begrenzt, da im selben Jahr in Japan ein „Gentlemen’s Agreement“ – eine nicht verbindliche Vereinbarung unter den japanischen Automobilherstellern – zur Leistungsbeschränkung von Neufahrzeugen vereinbart wurde. Diese Grenze liegt bei 206 kW.
Der WRX STI Version III wurde gegenüber dem Vorgänger 25 kg schwerer (nunmehr 1250 kg). Das Fahrzeug war außen von der Serienversion durch einen größeren Heckspoiler sowie goldene BBS-Felgen zu unterscheiden.

#### Sonderversionen

##### WRX Type R STi
Eine weitere Neuerung, die am 22. Januar 1997 vorgestellt wurde, war das von Subaru auf Basis des WRX STi Version III gebaute Coupé. Dieses Coupé wurde Subaru Impreza WRX Type R STi genannt und nur auf Bestellung gebaut. Der Type R wurde im Vergleich zur Limousine leichter (1240 kg) und die Karosserie verwindungssteifer. Nur in Japan wurde der Type-R für 2.985.000 Yen verkauft. Ihn gab es in Blue Mica, Weiß und in Gelb, gelbe Type R wurden in Verbindung mit dunklen Felgen als Signature-Sondermodell verkauft. Das Coupé wurde von Prodrive genutzt, um ein WRC-Fahrzeug aufzubauen. Dies wurde so erfolgreich eingesetzt, dass Subaru im Jahr 1997 sich den Konstrukteurstitel holen konnte.

##### WRX Type RA STi
Von beiden WRX-STi-Bauformen – Limousine und Coupé – gab es eine WRX Type RA STi-Version. Beide Fahrzeuge hatten eine geringere Geräuschdämmung, eine kürzere Getriebeübersetzung kam zum Einsatz, das Getriebegehäuse wurde verstärkt. Ebenso verfügen beide über ein Wassersprühsystem für den Ladeluftkühler, das die Wirkung des Kühlers verstärkt. Die Limousine verfügt außerdem über eine Motorhaube und einen Grill aus Aluminium sowie dünneres Glas. Der Type RA wurde noch verwindungssteifer und wog jetzt nur noch 1190 kg. Es gab von der Limousine noch eine WRX Type RA-Version, sie unterschied sich durch den fehlenden Heckspoiler, die Doppelrohr-Auspuffanlage sowie die silbernen Fünf-Speichen-Felgen von der WRX-Type-RA-STi-Version (diese hatte goldfarbene Felgen).

##### WRX STi Version III V-Limited
Aufgrund des Sieges in der Konstrukteurs-Rallye-WM im Jahr 1996 produzierte Subaru den Impreza STI Version III V-Limited. Diesen gab es als Limousine und als Kombi/Sports Wagon. Beide waren auf jeweils 555 Stück limitiert und kosteten in Japan 2.935.000 Yen für die Limousine beziehungsweise 2.915.000 Yen für den Sports Wagon. Alle Fahrzeuge sind mit einer Produktionsnummern-Plakette (z. B. 300/555) ausgestattet und waren nur in der Farbe Mica Blau erhältlich.

### Version IV (1997–1998)
Mit der Version IV präsentierte Subaru 1997 das erste größere Facelift des Impreza der ersten Generation. Der neue Impreza erhielt einen neuen, auffälligeren Kühlergrill, sowie eine komplett überarbeitete Frontstoßstange für alle Modelle ohne Turbo. Auch wurde die hintere Stoßstange leicht modifiziert und ab Modelljahr 1998 bekam der Impreza neue Türinnenverkleidungen und ein neues Armaturenbrett.

#### Sonderversionen

##### Versions IV V-Limited-Modelle
Da Subaru Ende des Jahres 1997 sich den Konstrukteurs-Titel in der Rallye-WM erneut holte, wurden weitere V-Limited-Modelle produziert. Diesmal gab es den Impreza WRX Type RA STI V-Limited, Impreza WRX Type R V-Limited und den Impreza WRX Type R STI V-Limited. Alle Fahrzeuge waren nur in der Farbe Blue Mica sowie mit goldenen Fünf-Speichen-Felgen erhältlich. Der Type RA STI V-Limited war wiederum auf 555 Fahrzeuge limitiert. Während der WRX Type R V-Limited auf 1000 Fahrzeuge limitiert war, wurde der WRX Type R STI V-Limited nur im März 1998 geliefert.

##### Impreza Holzer Edition
Nachdem Armin Kremer 1998 und 1999 mit seinem „Holzer-Rallyeteam“, einem Subaru Werksteam, die deutsche Rallye-Meisterschaft gewann, entschloss sich Subaru, für diesen Erfolg eine kleine Sonderversion aufzulegen. So stellte Subaru exklusiv für den deutschen Markt 450 Fahrzeuge dieser Sonderedition her. 225 Fahrzeuge in Calypsorot, 225 in Brillantsilber. Der sogenannte „Holzer“ war mit dem 2-Liter-EJ20-Motor ausgestattet, der 116 PS / 85 kW leistete. Der Wagen hatte einige Veränderungen zum standardmäßigen Impreza, wie z. B. den großen Heckflügel des 99er GTs, Mittelkonsole/Armaturen in Wagenfarbe, einem Spezial-Sportauspuff und eine Eibach-Federn-Tieferlegung. Charakteristisch sind jedoch der gekreuzte Kühlergrill und Nebelscheinwerfer sowie das Holzer Edition-„Bodykit“.

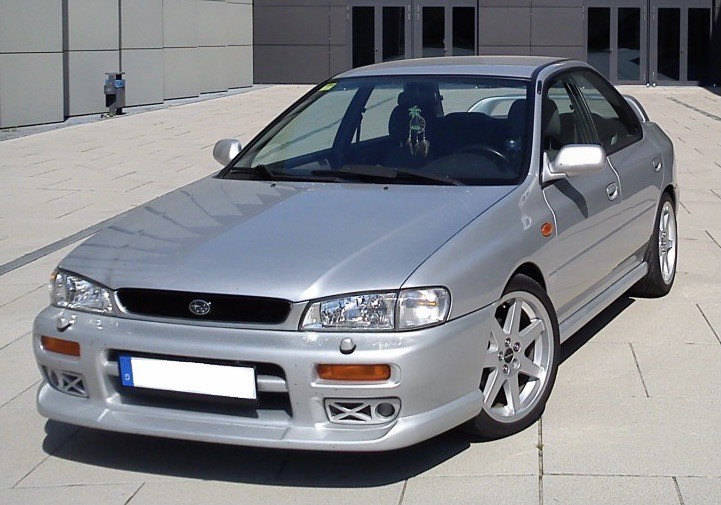
Subaru Impreza „Holzer Edition“

##### Impreza 22B-STI-Version
Der Impreza 22B-STI ist ein Coupé, das als Andenken zum 40. Geburtstag von Subaru und die drei gewonnenen FIA World Rallye Championships ab dem 16. März 1998 verkauft wurde. Als Studie wurde der 22B bereits 1997 auf der Tokyo Motor Show unter dem Namen WRCar-STi vorgestellt. Diese Studie hatte bereits den 2,2-Liter-Motor, jedoch mit einer Leistung von 221 kW (300 PS) und einem Gewicht von 1240 kg.
Auffälligstes Merkmal des 22B sind die einzigartige blaue Lackierung sowie die ausgestellten Kotflügel, die vom damaligen WRC-Auto stammten, das Peter Stevens designt hat. Der ebenfalls sehr markante Heckflügel ist bis auf die Höhe voll einstellbar. Der 22B wurde auf 424 Fahrzeuge limitiert. In Japan wurden 400 Stück verkauft, die innerhalb (je nach Quelle) von 30 Minuten bis 24 Stunden verkauft wurden. Später baute Subaru weitere 24 Fahrzeuge, die nur für den Export bestimmt waren. 16 kamen nach Großbritannien (22B-STi Type UK), fünf Autos nach Australien. Anders als die normalen Imprezas ist der 22B mit dem EJ22 (2212 cm3) ausgestattet. Der Motor leistet wie bei den Serien-Impreza 206 kW, wobei die maximale Motordrehzahl von 8000 auf 7000 min−1 reduziert wurde. Der 22B hat ein Gesamtgewicht von 1270 kg.
Colin McRaes Beifahrer Nicky Grist und David Lapworth von Prodrive bekamen jeweils ein Fahrzeug für ihre Leistungen in der Rallye-WM. Diese drei Fahrzeuge sollen die Chassisnummer 000 tragen.
Es wird viel über den Ursprung des Namens 22B diskutiert. Zum einen wird angenommen, dass der Name aus den 2.2 Litern (22) und dem Bilstein-Fahrwerk (B) zusammengesetzt ist, andererseits könnte der Name von 555, dem Hauptsponsor des WRC-Teams (ein Zigarettenhersteller), aus dem Hexadezimalwert abgeleitet sein (555 in Hexadezimalschreibweise ist 22B).

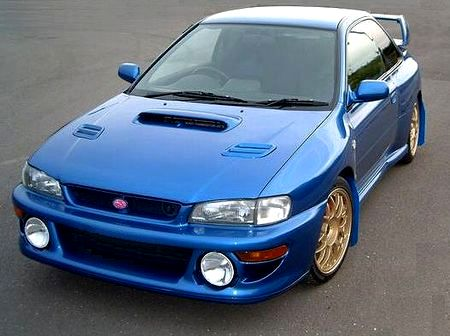
Subaru Impreza 22B STi
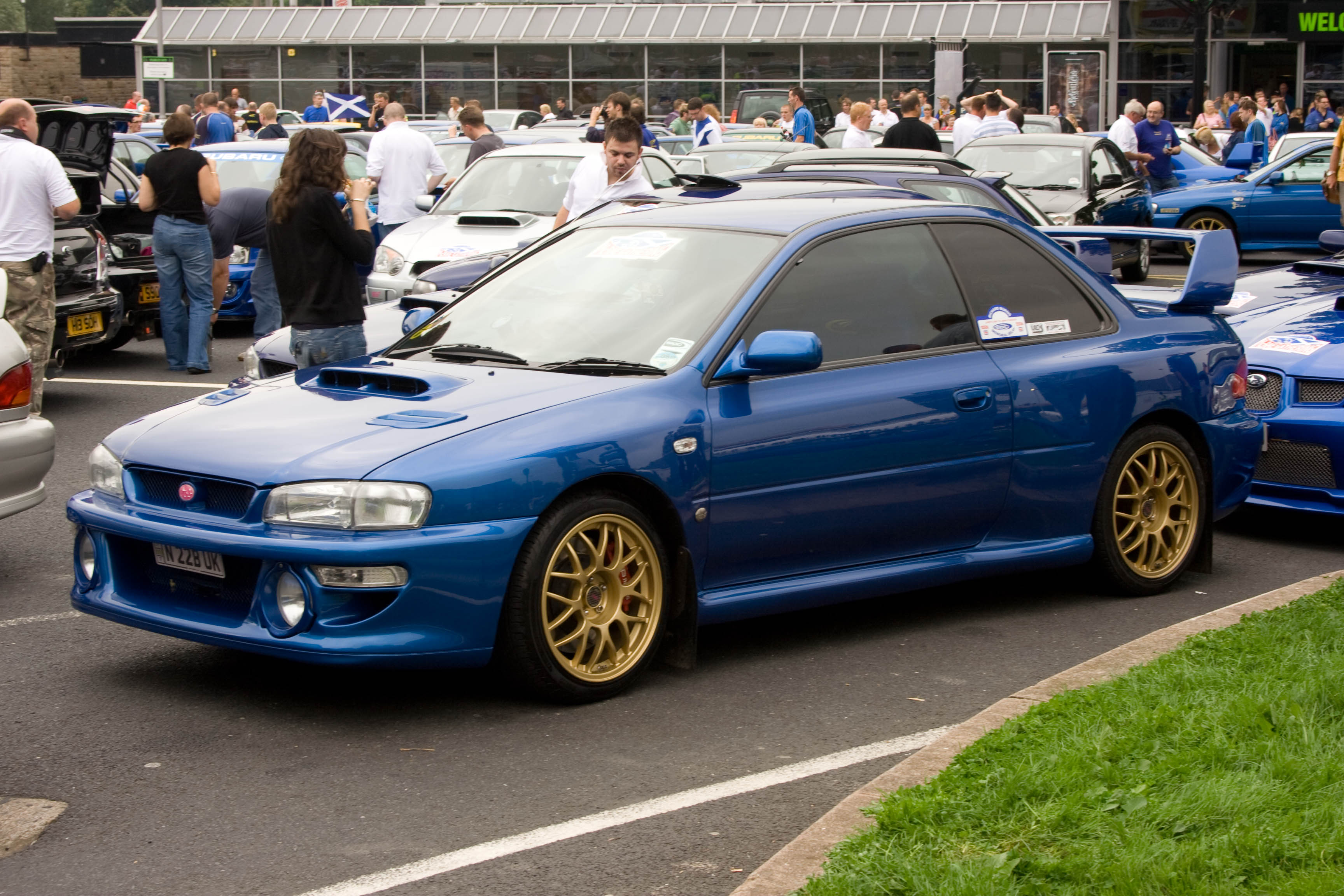
Subaru Impreza 22B STi (UK)

#### Technische Daten
| Subaru Impreza               | 22B-Sti-Version                                                                  |
| ---------------------------- | -------------------------------------------------------------------------------- |
| Motor                        | 4-Zylinder-Boxermotor (Viertakt)                                                 |
| Motortyp                     | EJ22                                                                             |
| Hubraum                      | 2212 cm³                                                                         |
| Bohrung × Hub                | 96,9 mm × 75 mm                                                                  |
| Leistung bei 1/min;          | 206 kW (280 PS) bei 6000                                                         |
| Max. Drehmoment bei 1/min;   | 363 Nm bei 3200                                                                  |
| Verdichtung                  | 8,0:1 ±0,2                                                                       |
| Gemischaufbereitung          | Elektronische Einspritzung, Turbolader, Ladeluftkühler                           |
| Ventilsteuerung              | 2 × 2 obenliegende Nockenwellen, Antrieb über Zahnriemen, 4 Ventile pro Zylinder |
| Kühlung                      | Wasserkühlung                                                                    |
| Getriebe                     | 5-Gang-Getriebe permanenter Allradantrieb                                        |
| Radaufhängung vorn           | Dreiecklenker, Federbeine, Schraubenfedern                                       |
| Radaufhängung hinten         | Längs- und Querlenker, Schraubenfedern                                           |
| Lenkung                      | Zahnstangenlenkung, servounterstützt                                             |
| Karosserie                   | Stahlblech, selbsttragend                                                        |
| Spurweite vorn/hinten        | 1480/1500 mm                                                                     |
| Radstand                     | 2520 mm                                                                          |
| Abmessungen (viertüriger GT) | 4365 mm × 1770 mm × 1390 mm (4350 mm × 1690 mm × 1400 mm)                        |
| Leergewicht                  | 1270 kg                                                                          |
| Höchstgeschwindigkeit        | ca. 238 km/h                                                                     |
| 0–100 km/h                   | ca. 4,2 s                                                                        |

### Version V (1998–1999)
In Version V erhielt der Impreza nochmal minimale optische Überarbeitungen, am auffälligsten sind jedoch der erneut überarbeitete Kühlergrill (jetzt ein leicht nach vorne stehender Kühlergrill, statt einem „flachen“) und der größere Heckflügel bei den GT-Modellen.

#### Casa Blanca
Im Oktober 1997 stellte Subaru die Retro-Studie Impreza Sport Wagon „Casablanca“ (jap. インプレッサ スポーツワゴン「カサブランカ」) vor; der Wagen basierte auf dem Impreza Version V. Zuerst lediglich als Studie gedacht, begann Subaru aufgrund der hohen Nachfrage nur 14 Monate später am 17. Dezember 1998 in Japan, den Wagen unter einem eigenständigen Branding als „Casa Blanca“ (Modellcode GF-GF2) zu verkaufen. Die Bezeichnung „Impreza Casablanca“ oder „Impreza Casa Blanca“ ist nur im Zusammenhang mit dem Konzeptauto von 1997 korrekt. Die Stückzahl der Fahrzeuge war von Subaru von Beginn an auf 5000 begrenzt. Auffälligste Merkmale waren der Chromkühlergrill sowie die runden Frontscheinwerfer, Blinker sowie die Heckbeleuchtung.
Der Casa Blanca wurde nur mit dem 95 PS/70 kW (1493 cm³) leistenden EJ15-Motor sowie Automatikschaltung verkauft. Er war als Limousine oder Kombi erhältlich, die jeweils über Front- oder Allradantrieb verfügten. Als Wagenfarben standen Dark Purple Mica, Royal Blue Mica, Artic Silver Metallic und Grün, ab 1999 ein Champagner-Farbton und Blue Mica zur Auswahl.

#### Sonderversionen

##### Impreza RB5

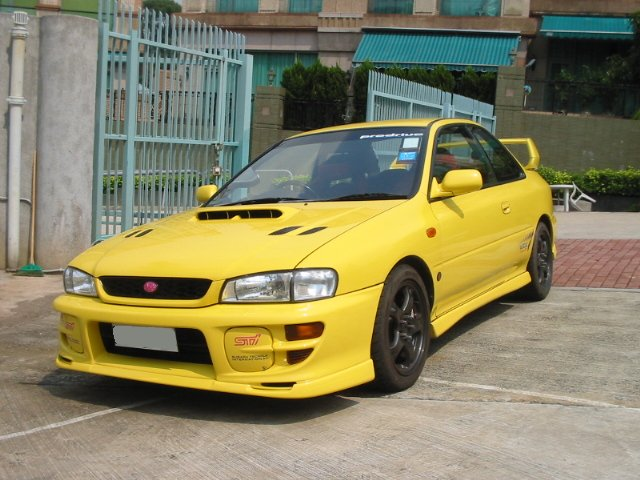
Subaru Impreza WRX Type-R STi (1998–1999)
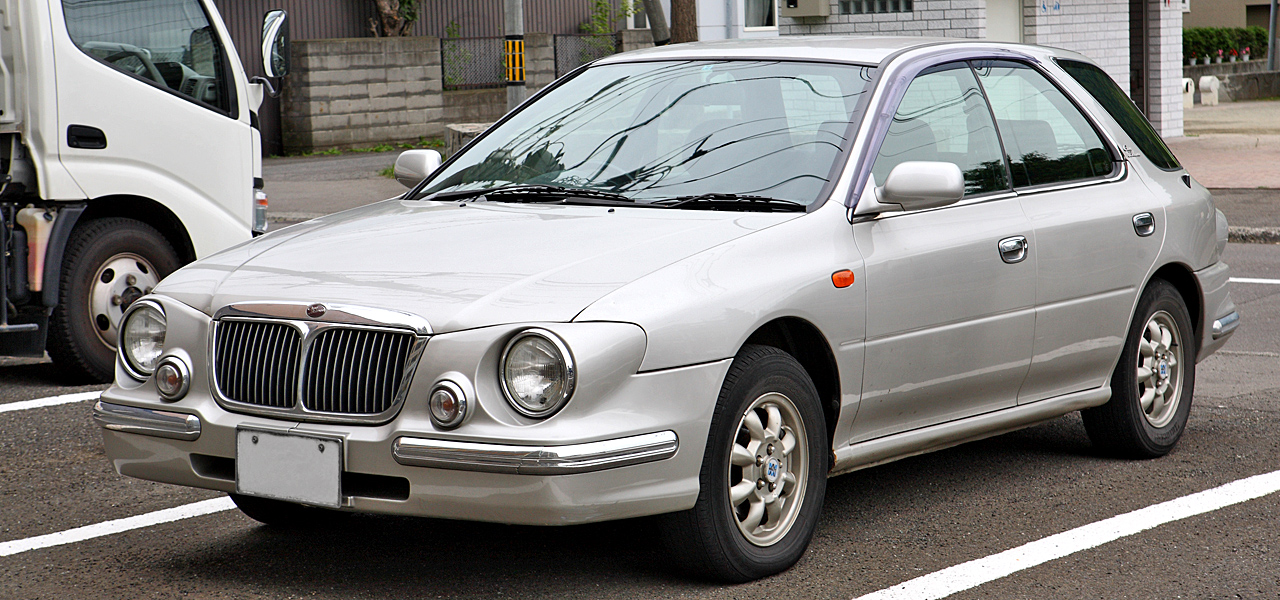
Subaru Impreza „Casa Blanca“
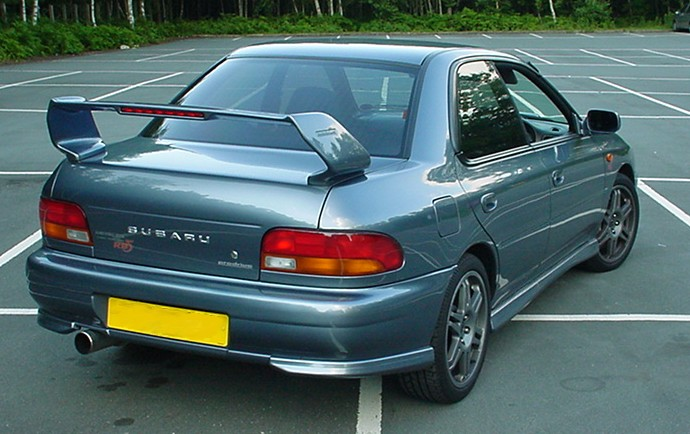
Subaru Impreza RB5

### Version VI (1999–2000)

#### Sonderversionen

##### Impreza S201-STi-Version
Der S201 ist das erste Fahrzeug der so genannten S-Serie von Subaru Tecnica International, die es in einer limitierten Produktion von WRX STi mit serienmäßig mehr als 206 kW Leistung gibt. Der auf lediglich 300 Fahrzeuge limitierte S201 wurde ab dem 3. April 2000 in Japan verkauft. Es ist außerdem bis heute (2008) das einzige Fahrzeug der S-Serie, das mit einem Bodykit ausgerüstet wurde. Dieses Bodykit kam von im Jahr 1999 vorgestellten Studie Electra One. Bis auf einige Kleinigkeiten wurde diese Studie komplett im S201 umgesetzt. Der beim S201 verwendete Heckflügel wurde von der Luftfahrt-Abteilung bei Fuji Heavy Industries entwickelt und war bereits einige Monate vor dem Verkauf des S201 erhältlich. Der S201 wurde nur mit einer Zweiton-Lackierung (Artic Silver Metallic/Dark Grey) sowie mit goldenen Sechs-Speichen-Felgen (17 Zoll) verkauft.

##### Prodrive P1
Der P1 (Prodrive One), auch Subaru Impreza P1 genannt, basiert auf dem Impreza WRX STI Type-R Coupé, der 1999 auf der London Motor Show (Earls Court) vorgestellt wurde. Das Auto gab es nur in der Farbe Sonic Blue Mica. Es wurden der komplette Motor, die Elektronik sowie der Katalysator überarbeitet und er leistet wie der Type-R 206 kW/280 PS. Der P1 wiegt 1283 kg und erreicht eine Höchstgeschwindigkeit von 248 km/h. Ursprünglich plante Prodrive, zu einem Preis von 31.495 GBP 500 Exemplare zu bauen, letztendlich wurden jedoch über 1000 Fahrzeuge produziert.
Im Jahr 2006 stellte Prodrive den Prodrive P2 vor, dieser war als Nachfolger des P1 geplant. Es blieb aber bei nur einem Prototyp.

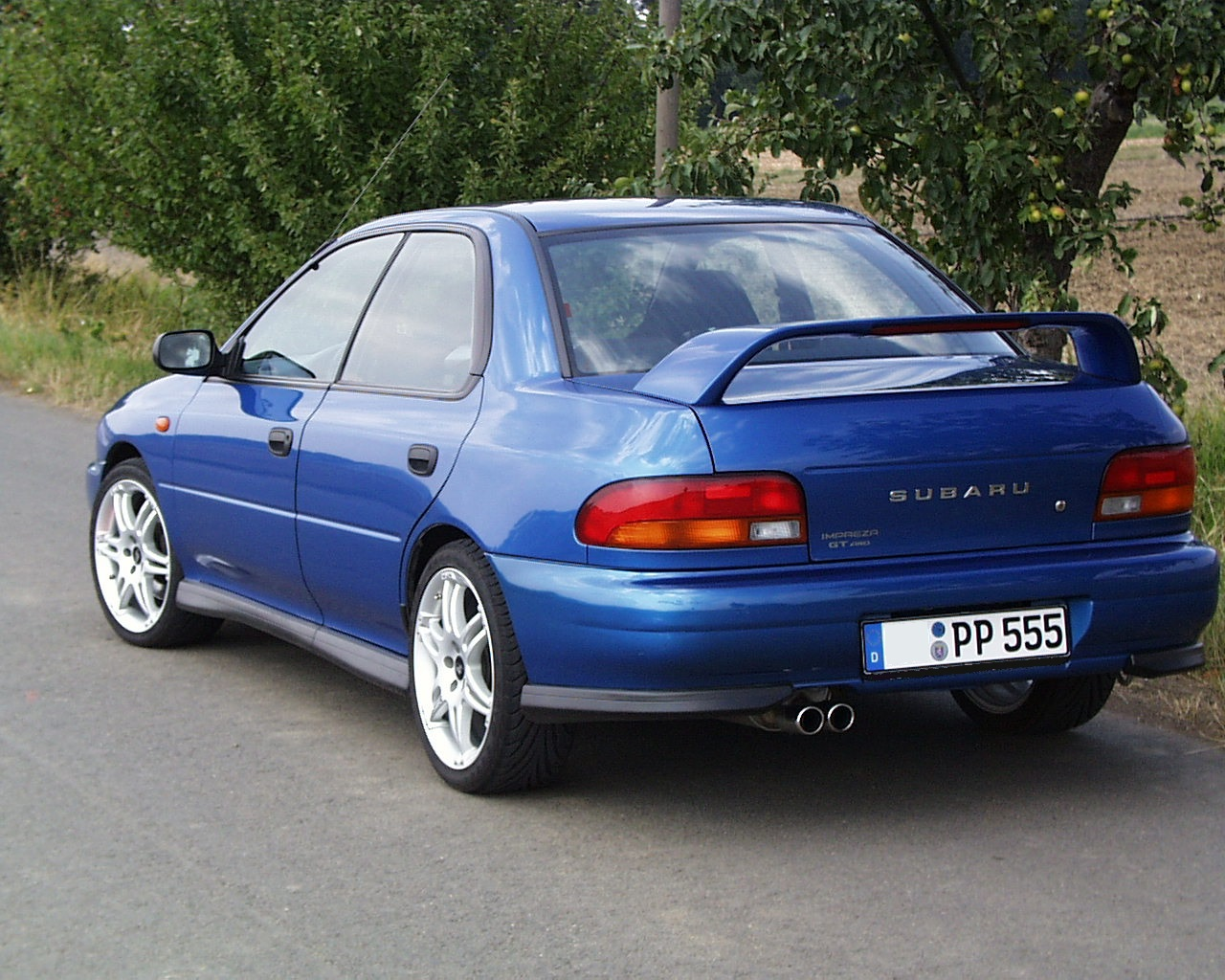
Subaru Impreza 2.0 GT (1999)
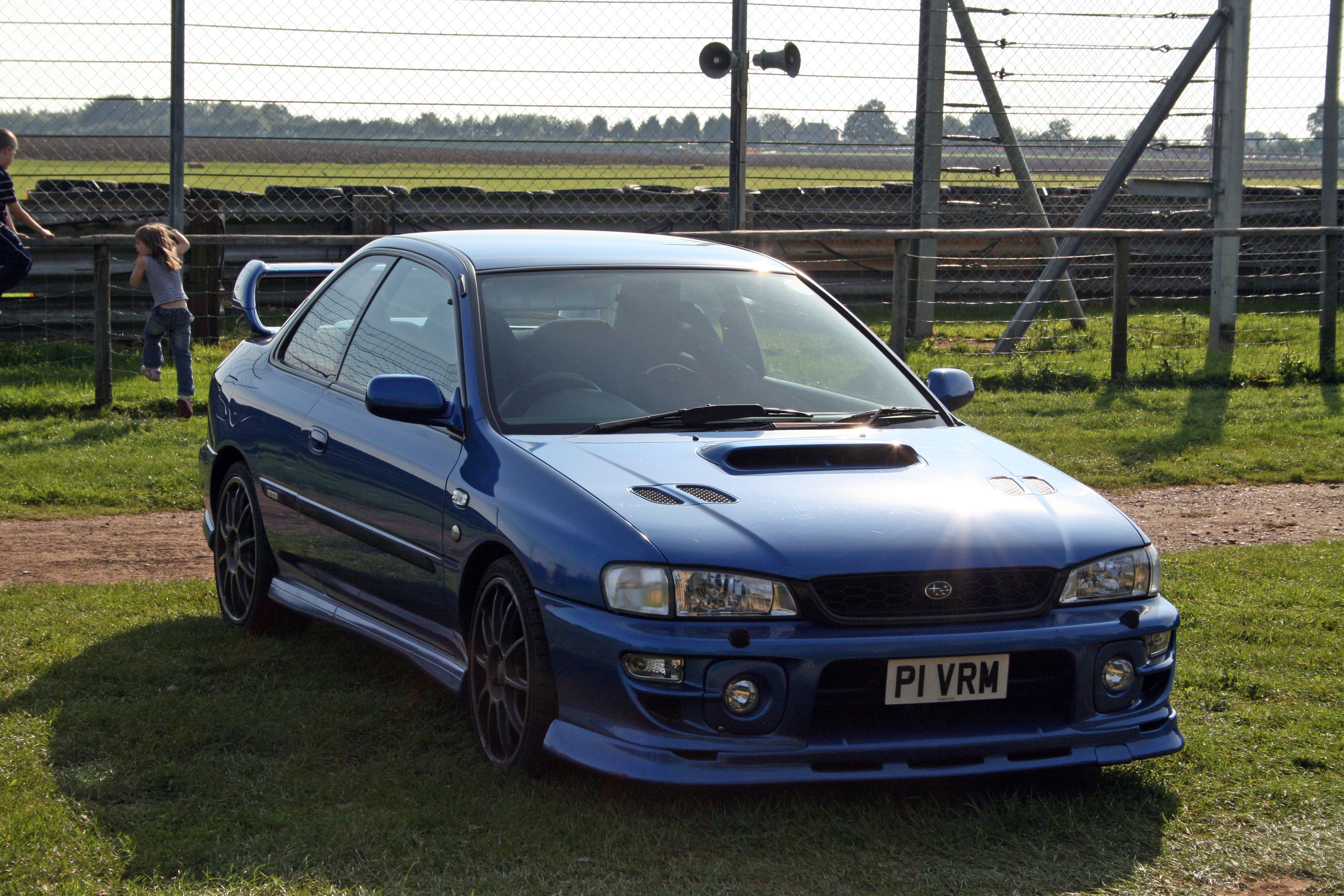
Subaru Impreza Prodrive P1
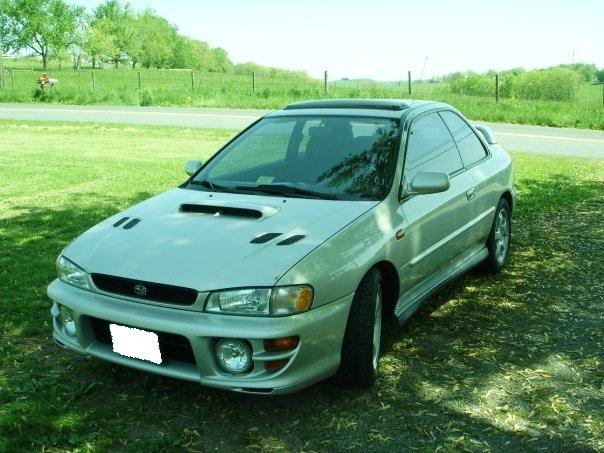
Subaru Impreza 2.5RS Coupé (nur USA)

#### Technische Daten
| Subaru Impreza               | S201 STi-Version                                                                 |
| ---------------------------- | -------------------------------------------------------------------------------- |
| Motor                        | 4-Zylinder-Boxermotor (Viertakt)                                                 |
| Motortyp                     | EJ20                                                                             |
| Hubraum                      | 1994 cm³                                                                         |
| Bohrung × Hub                | 92 mm × 75 mm                                                                    |
| Leistung bei 1/min           | 221 kW (300 PS) bei 6500                                                         |
| Max. Drehmoment bei 1/min    | 353 Nm bei 4000                                                                  |
| Verdichtung                  | 8,0:1 ±0,2                                                                       |
| Gemischaufbereitung          | Elektronische Einspritzung, Turbolader, Ladeluftkühler                           |
| Ventilsteuerung              | 2 × 2 obenliegende Nockenwellen, Antrieb über Zahnriemen, 4 Ventile pro Zylinder |
| Kühlung                      | Wasserkühlung                                                                    |
| Getriebe                     | 5-Gang-Getriebe permanenter Allradantrieb                                        |
| Radaufhängung vorn           | Dreiecklenker, Federbeine, Schraubenfedern                                       |
| Radaufhängung hinten         | Längs- und Querlenker, Schraubenfedern                                           |
| Lenkung                      | Zahnstangenlenkung, servounterstützt                                             |
| Karosserie                   | Stahlblech, selbsttragend                                                        |
| Spurweite vorn/hinten        | 1470/1460 mm                                                                     |
| Radstand                     | 2520 mm                                                                          |
| Abmessungen (viertüriger GT) | 4375 mm × 1690 mm × 1405 mm (4350 mm × 1690 mm × 1400 mm)                        |
| Leergewicht                  | 1270 kg                                                                          |
| Höchstgeschwindigkeit        | unbekannt                                                                        |
| 0–100 km/h                   | unbekannt                                                                        |

### Outback Sport (1994–2001)
Zwischen 1994 und 2001 gab es den Impreza Kombi in Nordamerika auch als Crossover-Version Outback Sport, die über ein Offroad-Paket mit zweifarbiger Lackierung verfügte; ansonsten blieb die Technik der Plattform unverändert. Der Name Outback wurde vom größeren Legacy Outback übernommen.

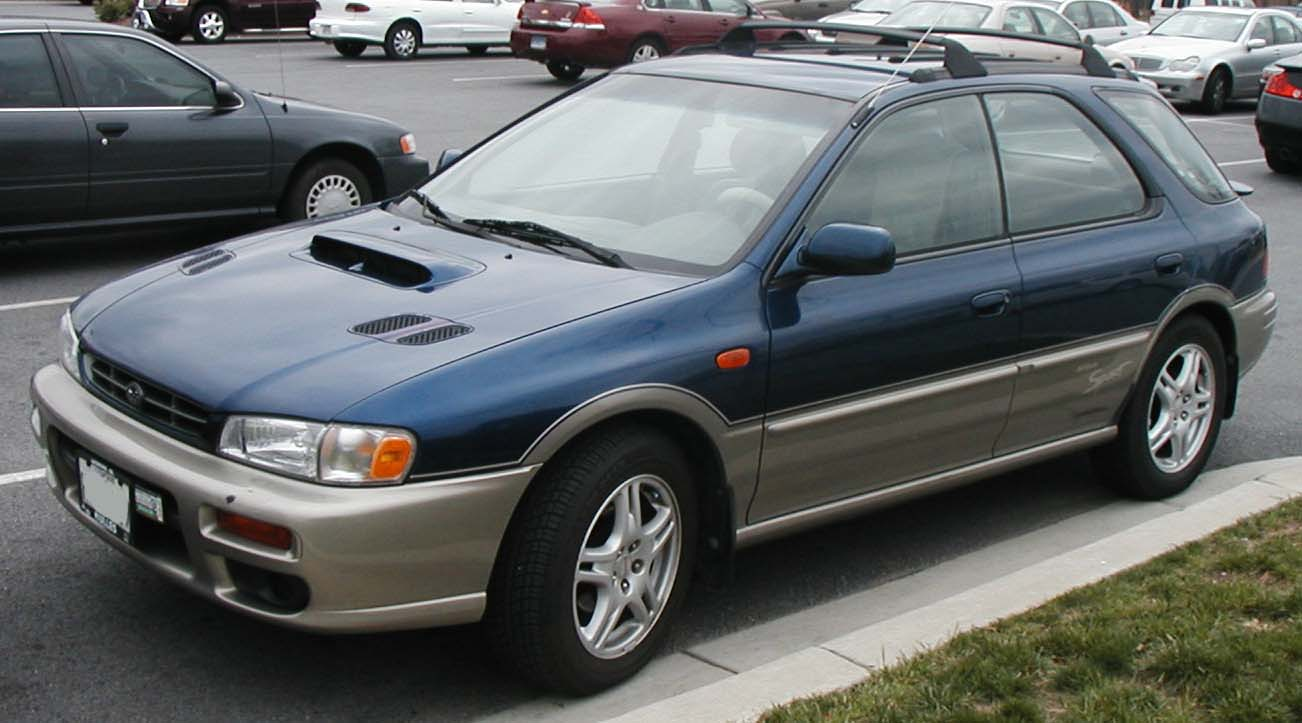
Subaru Impreza Outback Sport (1994–2001)
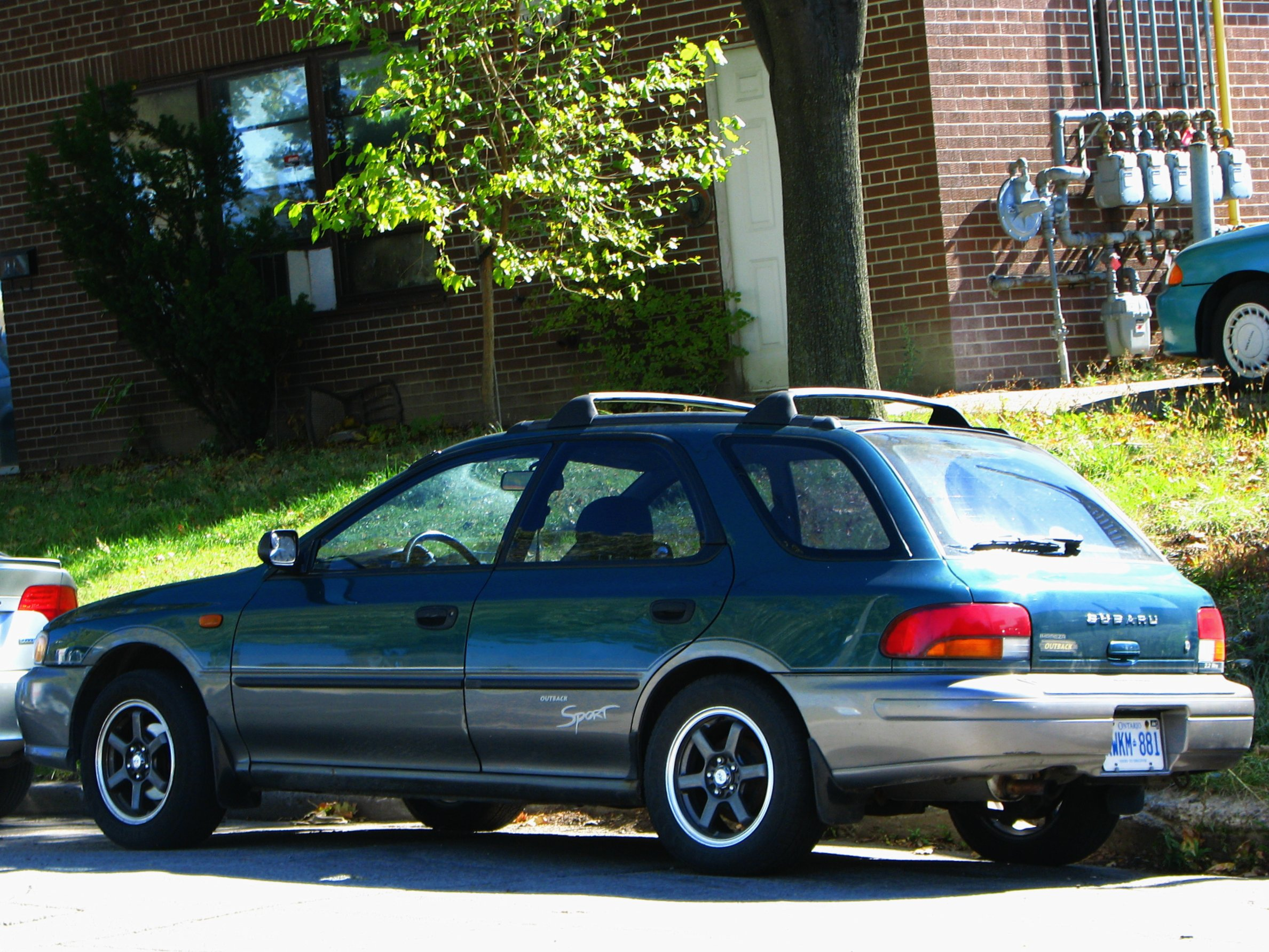
Heckansicht

## Zweite Generation (GD/GG, 2000–2007)

### 1. GD A–B (2000–2002)
Im Oktober 2000 wurde eine neue Generation eingeführt, die sich vom Vorgängermodell vor allem durch ein vollständig überarbeitetes Chassis unterschied. Es bildete auch die Basis für alle Folgemodelle bis einschließlich zum Produktionsende im Sommer 2007. Auch wurde mit der Einführung der GD-Modelle keine Unterteilung in Versionen mehr vorgenommen.

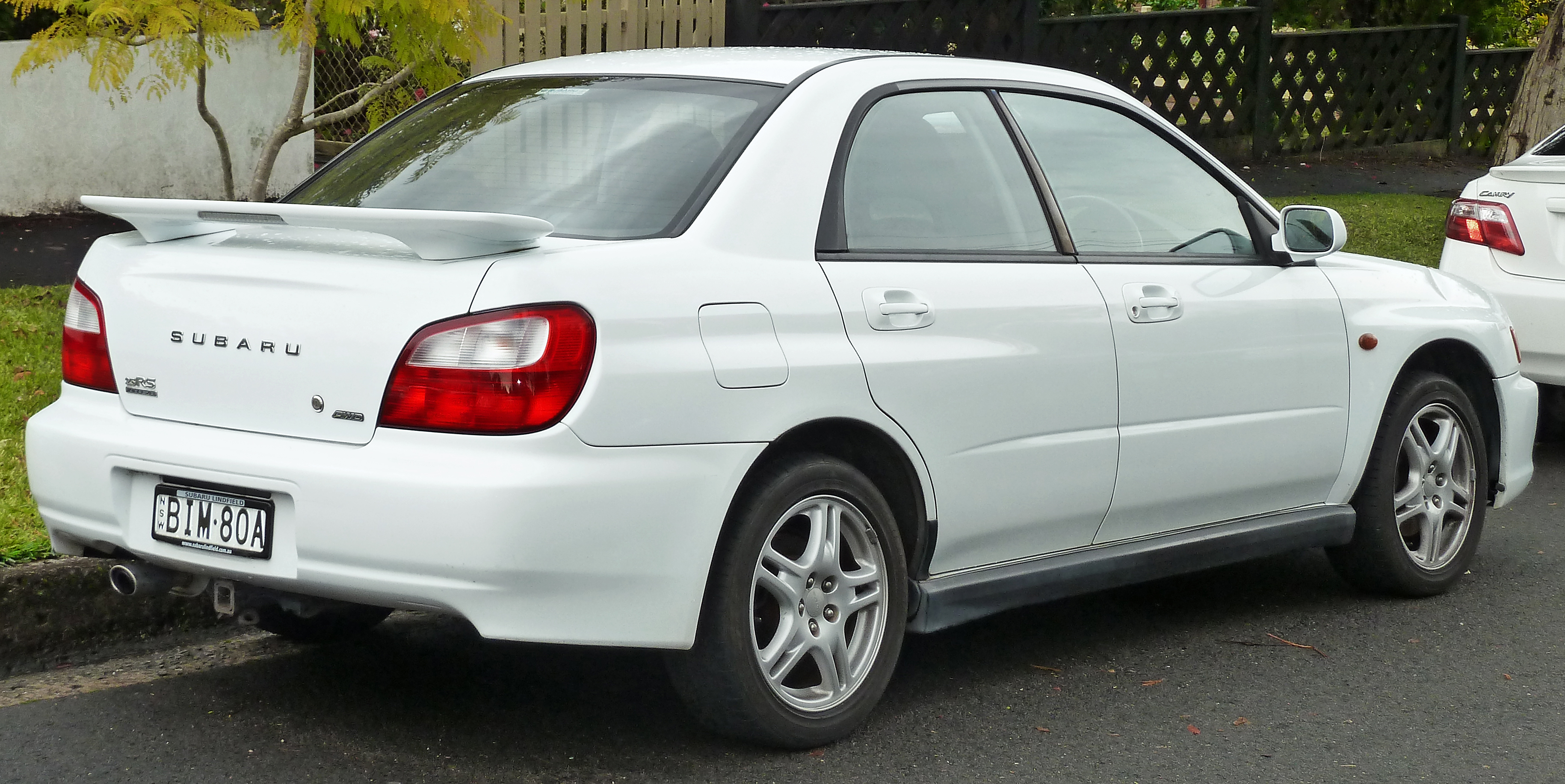
Heckansicht
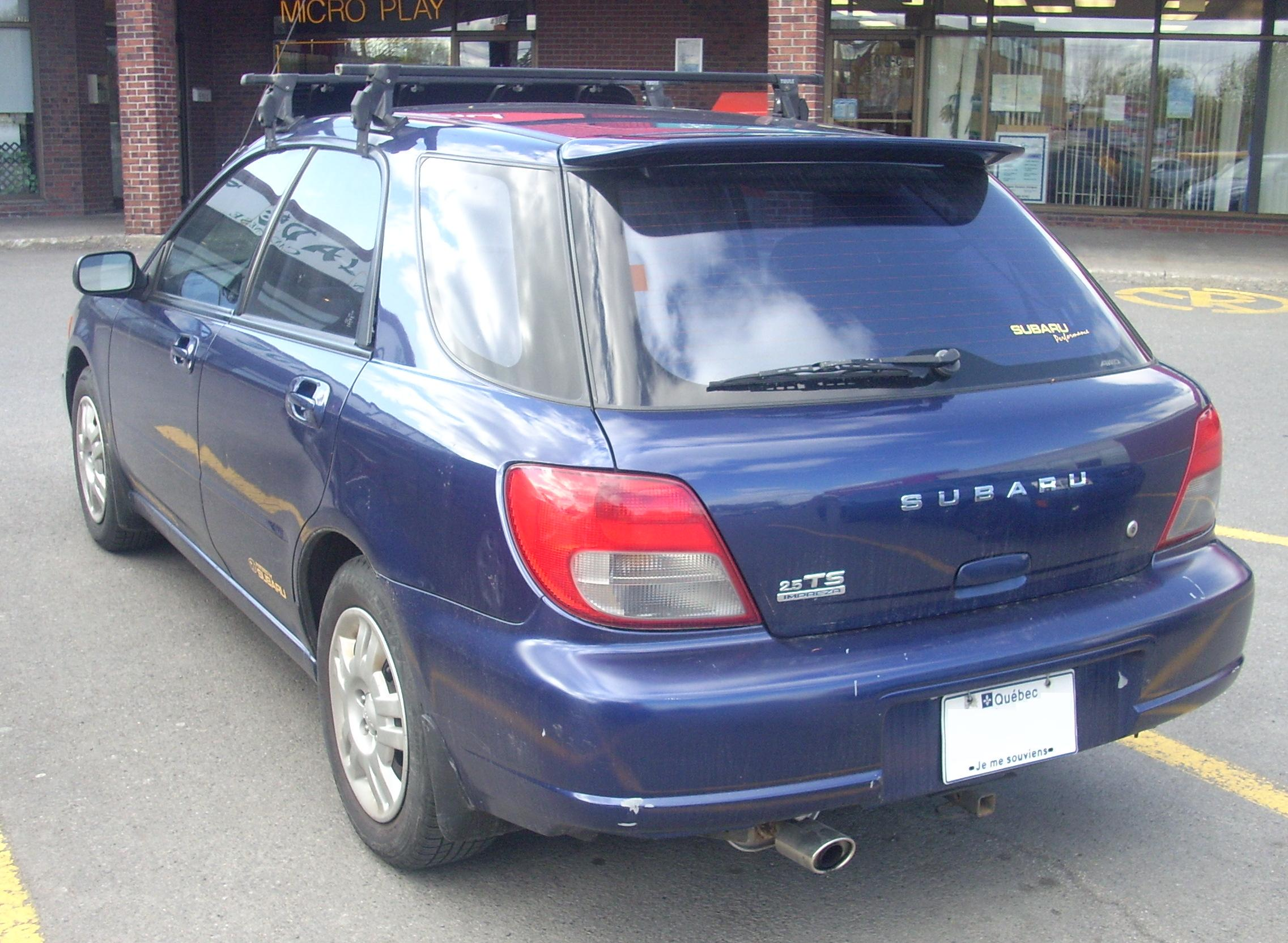
Subaru Impreza Sportkombi (2000–2002)

#### EU-Ausführung
In Europa wurde der GD/GG-Impreza in vier verschiedenen Ausstattungslinien angeboten. Es gab die Wahl zwischen einer Limousine und einem Kombi, allerdings wurde die Grundausstattung 1.6 TS nur als Kombi angeboten und die Höchstausstattung WRX STi nur als Limousine. Für den 2.0 GX war optional ein Automatikgetriebe erhältlich, die anderen Ausstattungslinien wurden nur mit Schaltgetriebe angeboten.
- Impreza 1.6 TS – 70 kW (95 PS) bei 5.200/min, 143 Nm bei 3.600/min; Fahrleistungen: 0–100 km/h in 12,8 s, Vmax 169 km/h mit Fünfgangschaltung, 14-Zoll-Felgen, EJ16-Motor, 91 Oktan
- Impreza 2.0 GX – 92 kW (125 PS) bei 5.600/min, 184 Nm bei 3.600/min; Fahrleistungen: 0–100 km/h in 10,2 s (5-Gang-Schaltgetriebe) bzw. 12,7s (4-Gang-Automatikgetriebe), Vmax 176 km/h (Automatik, Kombi) bis 190 km/h (Schalter, Limousine), 15-Zoll-Felgen, EJ201-Motor, 95 Oktan

- Impreza 2.0 WRX – 160 kW (218 PS) bei 5.600/min, 292 Nm bei 3.600/min; Fahrleistungen: 0–100 km/h in 6,2 s, Vmax 230 km/h mit Fünfgangschaltung, 17-Zoll-Alufelgen und hinterem Visco-Sperrdifferenzial, EJ205-Motor, 95 Oktan
- Impreza 2.0 WRX STi – 195 kW (265 PS) bei 6.000/min, 343 Nm bei 4.000/min; Fahrleistungen: 0–100 km/h in 5,5 s, Vmax 238 km/h mit Sechsgangschaltung, 17-Zoll-Alufelgen, vorderem/hinterem Sperrdifferenzial sowie Sportpaket (Spoiler, Sportfahrwerk, ABS, Schalensitze), EJ207-Motor, 98 Oktan[34]

Beim WRX erhielten europäische Kunden gegenüber dem US-Modell eine stärkere Bremsanlage mit Vier-Kolben-Festsätteln auf der Vorderachse und Zwei-Kolben-Festsätteln auf der Hinterachse. Die Sättel sind dabei vollkommen identisch mit den im GC-8-STI-Modell verwendeten Bremssätteln, werden im GD-A WRX jedoch mit Scheiben im Format 294 mm und 290 mm bestückt. Die hintere Crashbox entfällt gegenüber dem US-Modell. In der EU kommt der Open-Deck-Motor EJ205 mit TD04-Turbolader zum Einsatz.

#### US-Ausführung
Die US-Modelle des Subaru WRX in der GDA-Version unterscheiden sich in mehreren Punkten gegenüber den Modellen des japanischen und europäischen Marktes: So verfügen US-Modelle über größere und wesentlich stabiler gebaute Crashboxen hinter dem vorderen und hinteren Stoßfänger. Bei der Bremsanlage kommen an der Vorderachse Festsättel mit zwei Kolben zum Einsatz, auf der Hinterachse werden Schwimmsättel mit einem Kolben verwendet. Der Motor orientiert sich weitestgehend am EU-Modell. Er basiert auf dem EJ205 Open-Deck mit TD04-Turbolader.

#### JDM-Ausführung
Das japanische Modell des Impreza WRX besitzt die gleiche Bremsanlage, wie sie auch im EU-Modell verwendet wird, dafür wurde die vordere Crashbox durch eine Strebe ersetzt, die gegenüber dem klassischen Träger Gewicht spart. Zudem verwenden die japanischen WRX-Modelle einen Semi-Closed-Deck-Motor EJ207, der in den USA und in der EU nur im Impreza WRX STI verbaut wurde. Dieser Motor unterscheidet sich gegenüber dem EJ205 durch einen stabileren Shortblock sowie von 2001 bis Ende 2002 verwendete Schmiedekolben. Ab 2003 wurden im Rahmen des Facelift (GD-B-Modell) die Schmiedekolben durch sogenannte Hypercast-Kolben ersetzt. Als Turbolader wird der IHI VF35 statt des Mitsubishi TD04 verwendet.
Das japanische WRX-STI-Fahrzeug enthält ebenfalls den im WRX verbauten EJ207-Motor, jedoch kommen hier noch die variable Ventilsteuerung (AVCS) sowie ein größerer Turbolader und Ladeluftkühler hinzu.
Japanische GDA-WRX-Modelle im Überblick:
- Impreza 2.0 WRX – 183 kW (250 PS), EJ207-Motor, 98 Oktan
- Impreza 2.0 WRX STi – 206 kW (280 PS) mit Sechsgangschaltung, EJ207-Motor mit AVCS, 98 Oktan

UK-Ausführung
- Impreza WRX UK 300 (2001). 300 Exemplare des 2001 GD-A Impreza WRX wurden eigens für Großbritannien durch Prodrive umgebaut. Merkmale sind Achtzehnzollprodrive-OZ-Leichtmetallfelgen mit Pirelli-Rosso-P-Zero-Reifen in den Dimensionen 225/45 ZR18, blaues Alcantarainterieur wie beim STi (jedoch ohne STi-Emblembestickung), UK 300 Fuß- und Kofferraummatte, Prodrive-WRC-Style-Scheinwerfer, weiße Seitenblinker und Reflektoren, UK-300-Prodrive-Frontspoiler, UK-300-Prodrive-Heckspoiler sowie die markante blaue Lackierung WR Blue Mica. Alle UK-300-Modelle wurden mit einer nummerierten UK-300-Plakette im Innenraum versehen; die Anbringung der Plakette geschah an verschiedenen Orten, jedoch bevorzugt in der Mittelkonsole unter dem Aschenbecher.

### 2. GD C–E (2002–2005)
Am 11. September 2001 wurde auf IAA in Frankfurt die Revision B des Impreza (GD) vorgestellt. Ebenfalls wurde der WRX STi 195 kW vorgestellt.
Auffälligstes Merkmal dieser Ausführung dürften die neuen Scheinwerfer sowie die überarbeiteten Rückleuchten sein. Ebenfalls wurde das Motormanagement des WRX-Modells modifiziert und die Leistung von 160 kW (218 PS) auf 165 kW (225 PS) erhöht. Dadurch benötigen GD-B-Modelle 98-Oktan-Super-Plus-Benzin, während der Motor des GD-A-Modells mit normalem 95-Oktan-Super-Benzin betrieben wird.
- Impreza 2.0 GX – 92 kW (125 PS) bei 5.600/min, 184 Nm bei 3.600/min Fahrleistungen: 0-100 km/h in 10,2 s, Vmax 191 km/h, mit Fünfgangschaltung oder Automatik sowie 16-Zoll-Alufelgen
- Impreza 2.0 WRX – 165 kW (225 PS) bei 5.600/min, 300 Nm bei 4.000/min; Fahrleistungen: 0–100 km/h in 5,9 s, Vmax 232 km/h, mit Fünfgangschaltung, 17-Zoll-Alufelgen und hinterem Sperrdifferenzial, EJ205-Motor, 98 Oktan
- Impreza 2.0 WRX STi – 195 kW (265 PS) bei 6.000/min, 343 Nm bei 4.000/min; Fahrleistungen: 0–100 km/h in 5,5 s, Vmax 238 km/h mit Sechsgangschaltung, 17-Zoll-Alufelgen, vorderem/hinterem Sperrdifferenzial sowie Sportpaket (Spoiler, Sportfahrwerk, ABS, Schalensitze), EJ207-Motor, 98 Oktan

Während es bei den Modellen GX und WRX Fahrer/Beifahrer-Airbags sowie Seitenairbags mit integrierten Kopfairbags gab, fehlten im Spitzenmodell WRX STi die Seitenairbags mit integrierten Kopfairbags.
Die Kombivariante war als 1.6 GTS 70 kW (95 PS) mit Fünfgangschaltung erhältlich, ansonsten so wie die Limousine nur ohne WRX STi.
Alle GD-A–E-Turbo-Modelle erfüllen die Euro-3-Abgasnorm. In diesen Baureihen wurden zudem die letzten 2,0-Liter-Turbo-Motoren der EJ20-Reihe eingesetzt. Nachfolgende Modelle erhielten den EJ25-Motor mit 2,5 Liter Hubraum.

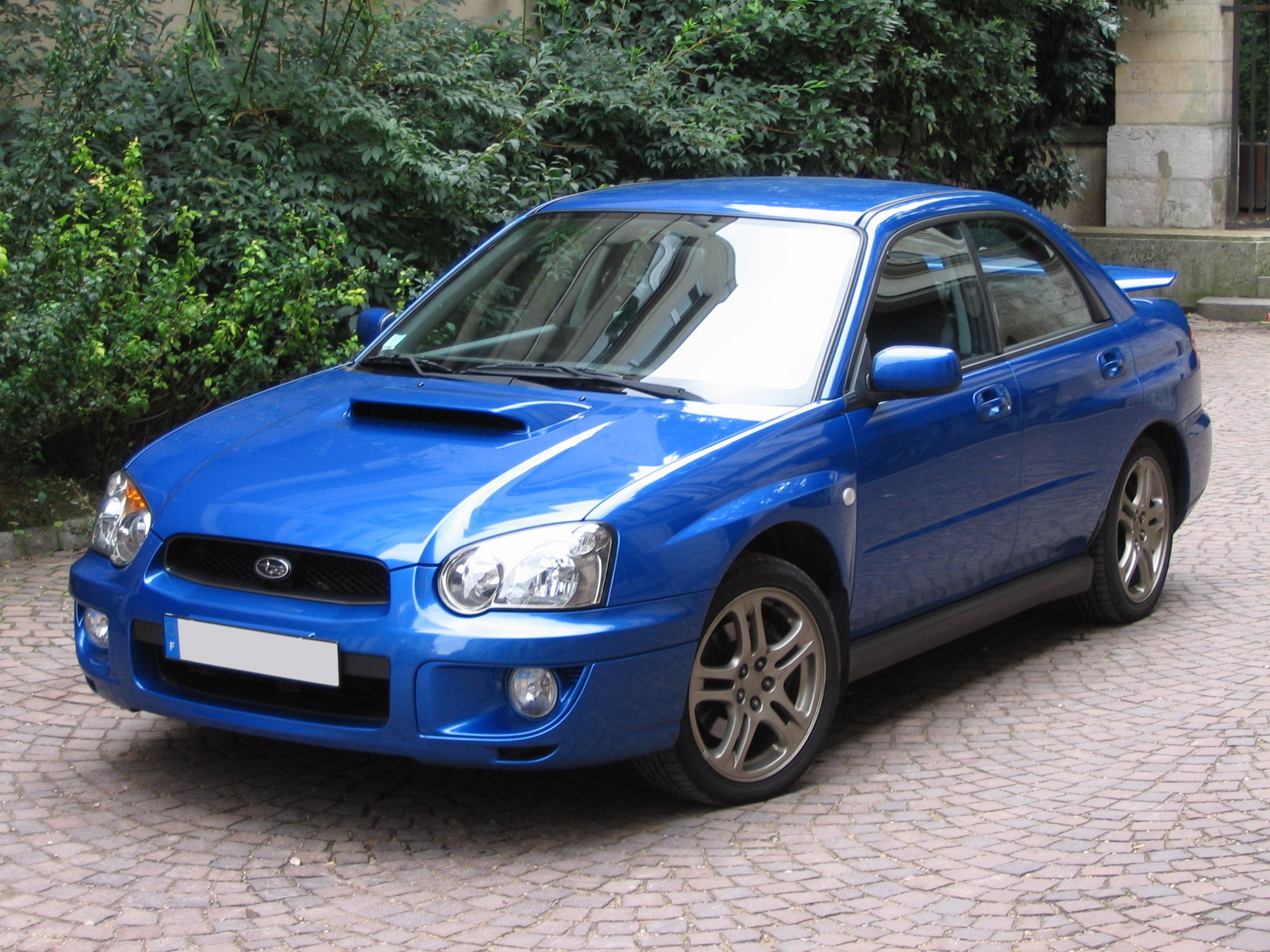
Subaru Impreza WRX Limousine (2002–2005)
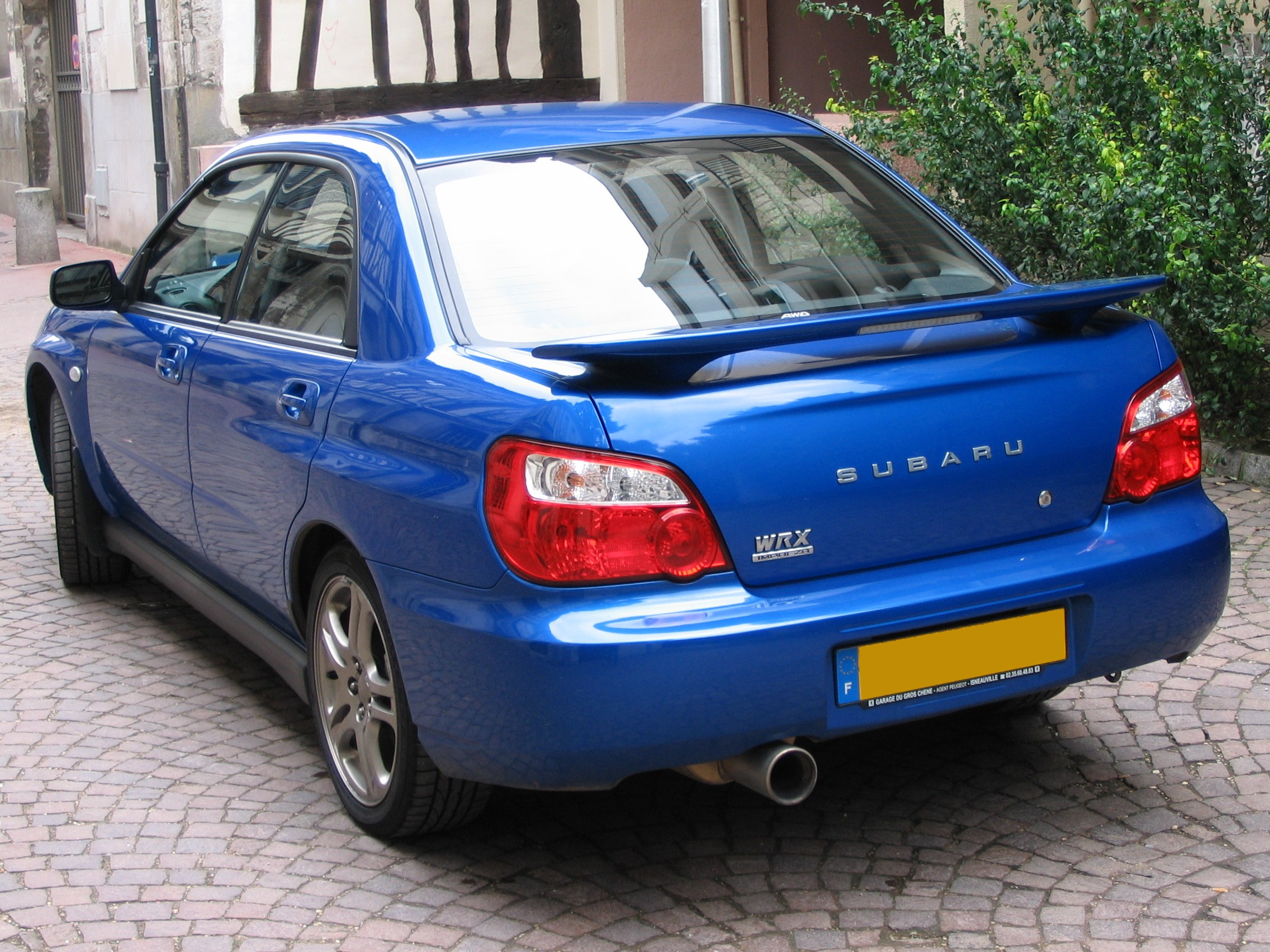
Heckansicht
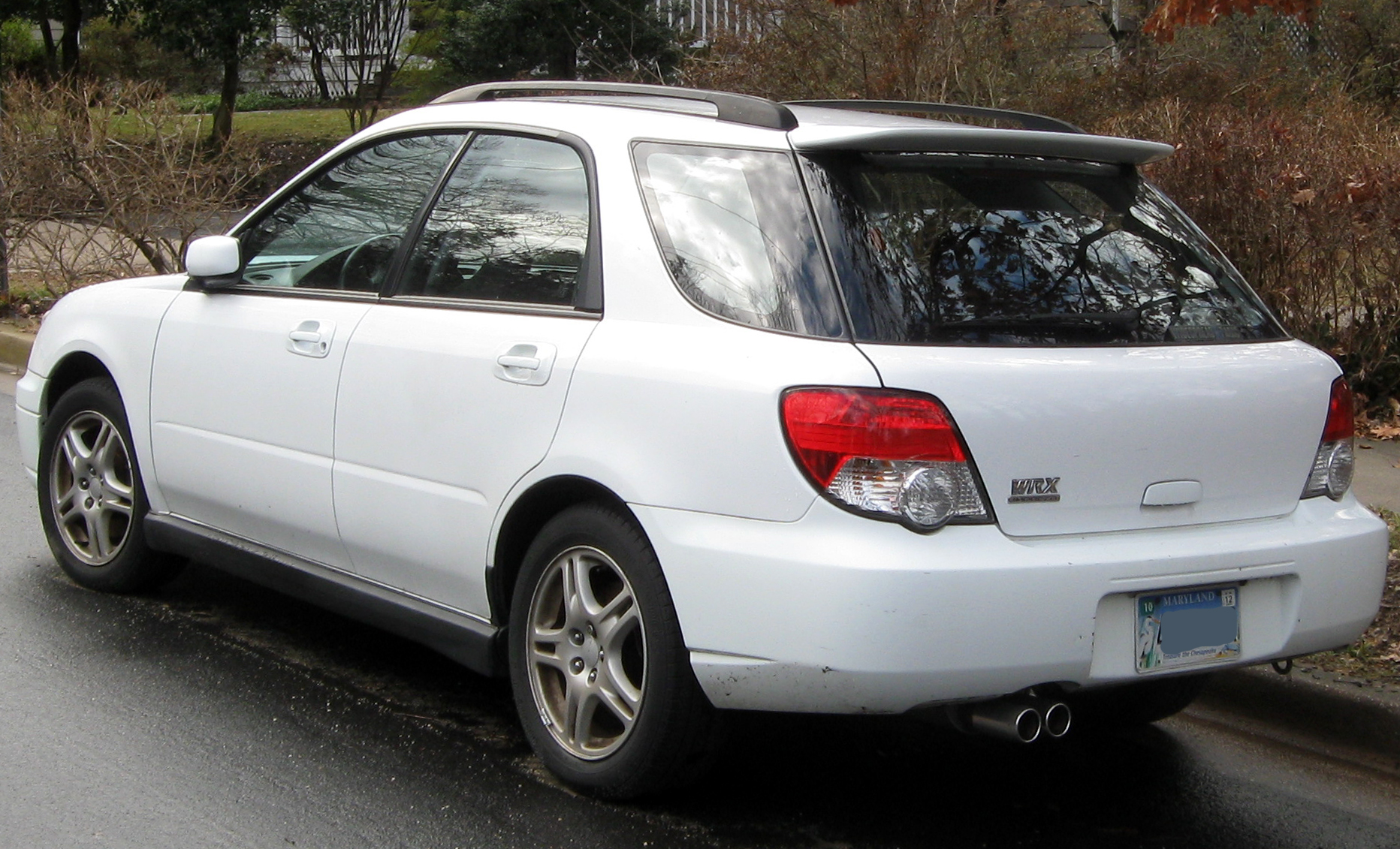
Subaru Impreza WRX Sportkombi (2002–2005)
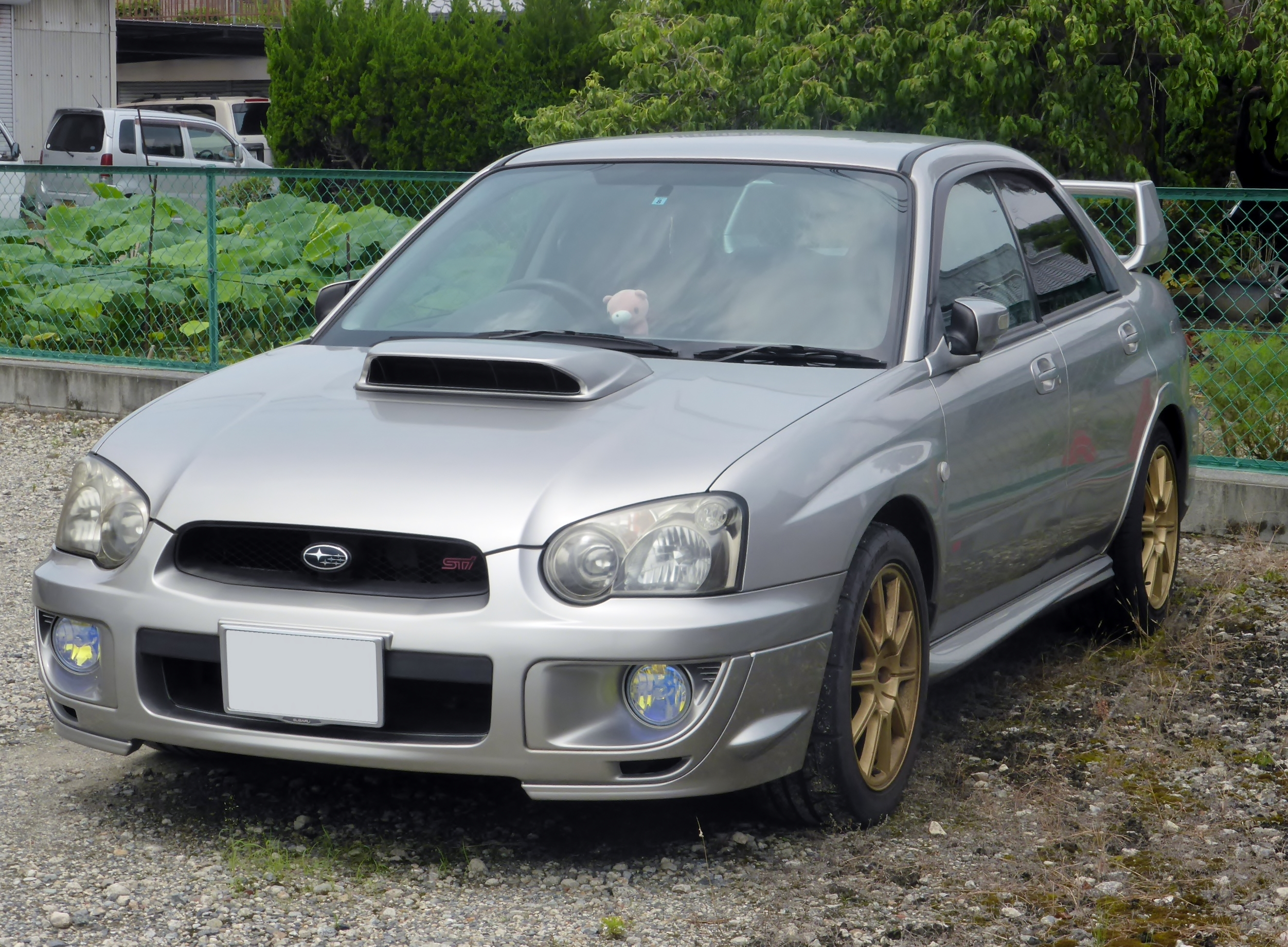
Subaru Impreza WRX STi (2002–2005)

### 3. GD F–G (2005–2007)
Mit der Einführung des Impreza GD F im Herbst 2005 gab es neben äußerlichen (u. a. Scheinwerfer, Rückleuchten und ein dreiteiliger Kühlergrill) auch technische Veränderungen. Neu waren der 1,5-Liter- sowie der 2,5-Liter-Motor, den es sowohl für die Limousine als auch den Kombi gab.
- Impreza 1.5R – 77 kW (105 PS) mit Fünfgangschaltung oder Automatik, wahlweise mit Frontantrieb
- Impreza 2.0R – 118 kW (160 PS) mit Fünfgangschaltung oder Automatik als Active- oder Comfort-Modell (Unterschiede in der Ausstattung)
- Impreza 2.5 WRX – 169 kW (230 PS) bei 5.600/min, 320 Nm bei 3.600/min; Fahrleistungen: 0–100 km/h in 5,9 s, 230 km/h mit Fünfgangschaltung und hinterem Sperrdifferenzial, EJ255-Motor (95 Oktan)
- Impreza 2.5 WRX STi – 206 kW (280 PS) bei 6.400/min, 392 Nm bei 4.000/min; Fahrleistungen: 0–100 km/h in 5,4 s, 255 km/h mit Sechsgangschaltung, EJ257-Motor (98 Oktan)

Alle F- und G-Modelle erfüllen die Euro-4-Abgasnorm.

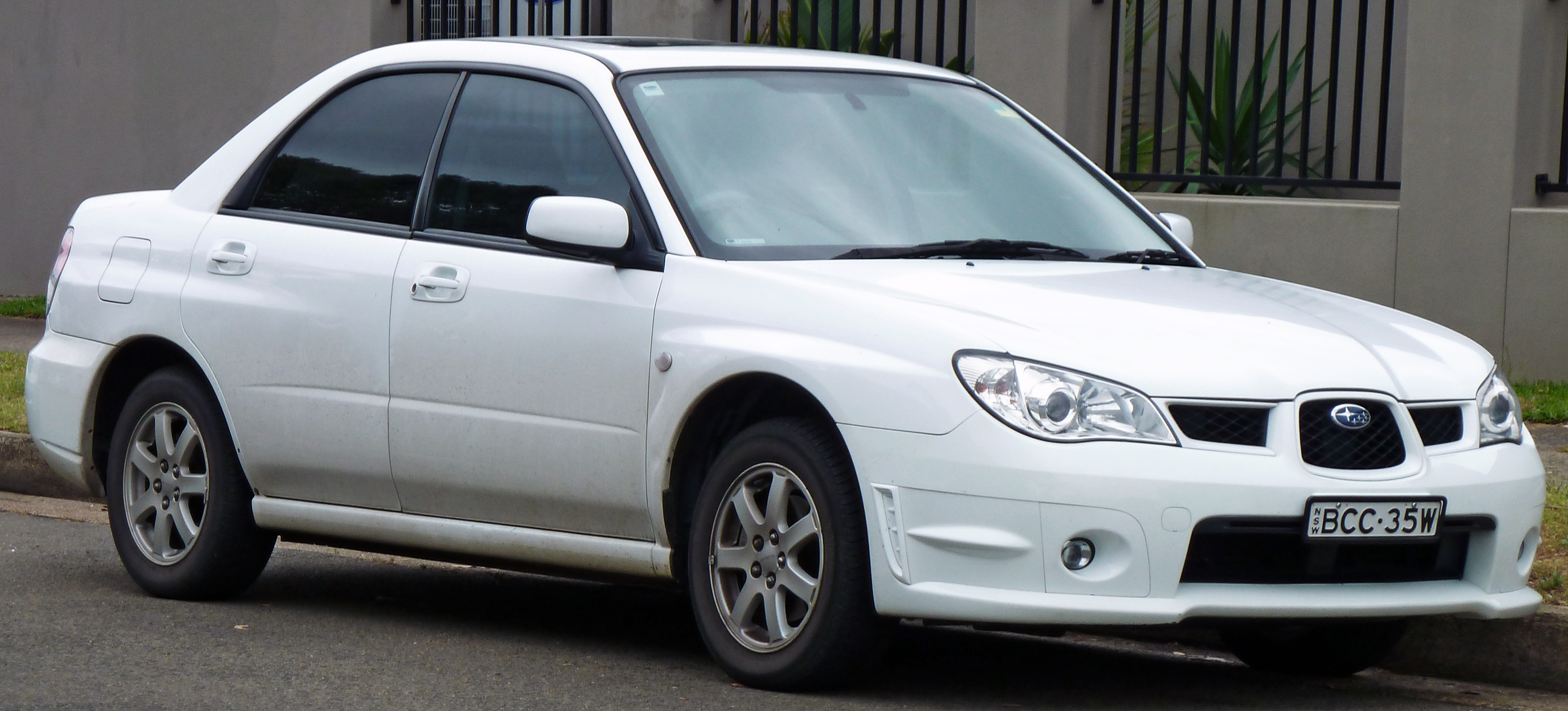
Subaru Impreza Limousine (2005–2007)
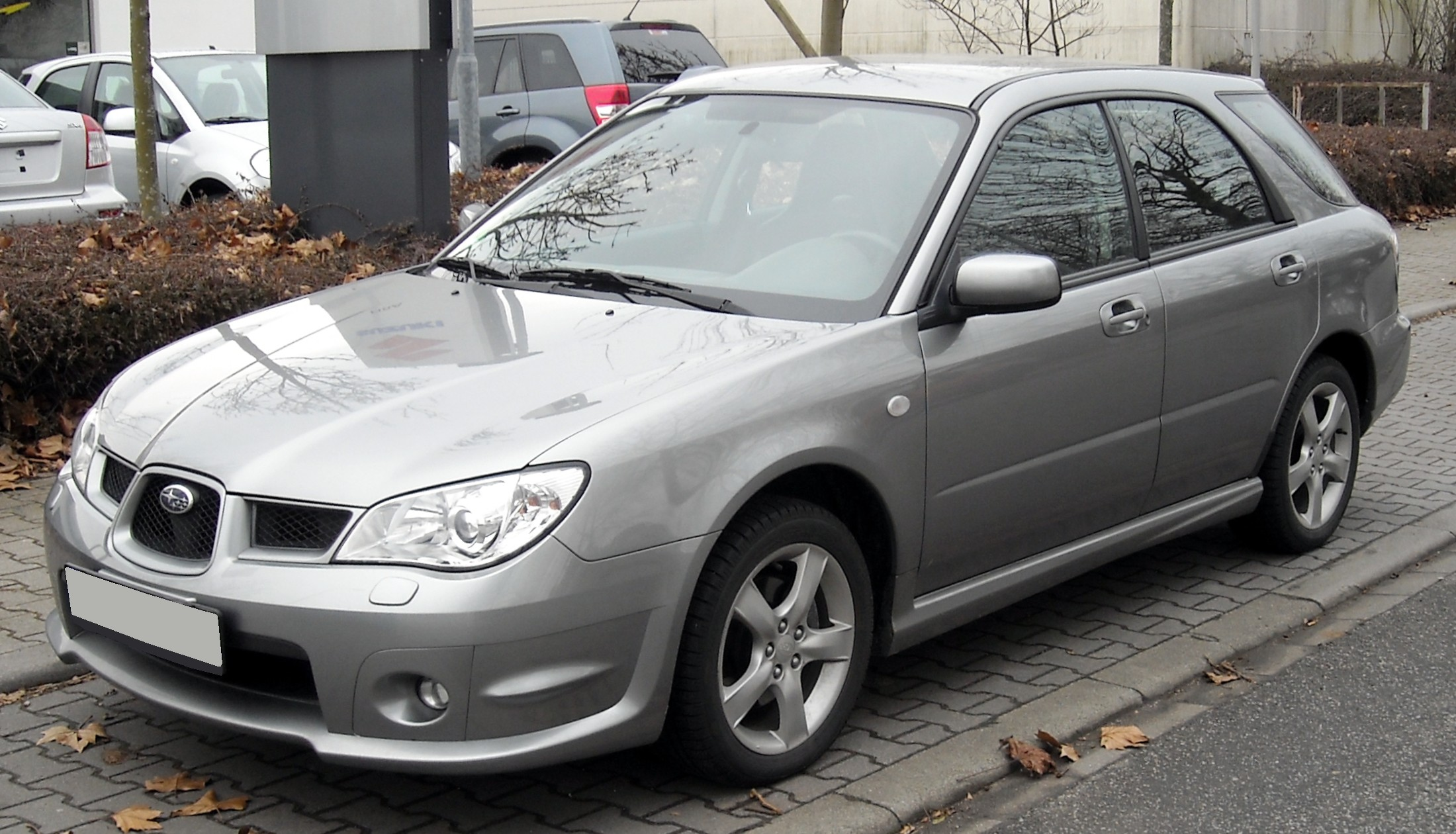
Subaru Impreza Sportkombi (2005–2007)
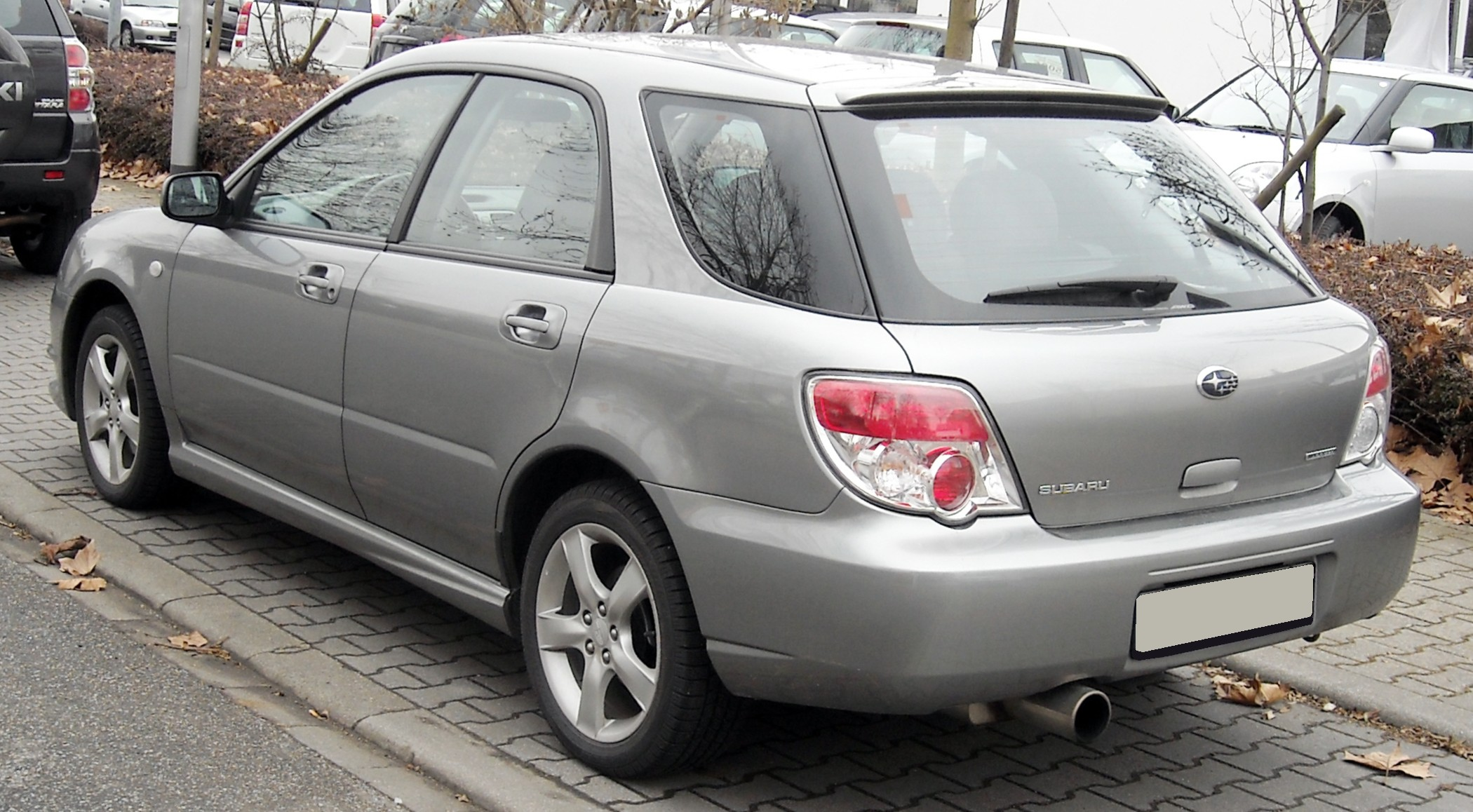
Heckansicht

#### WRX 2.5 STi

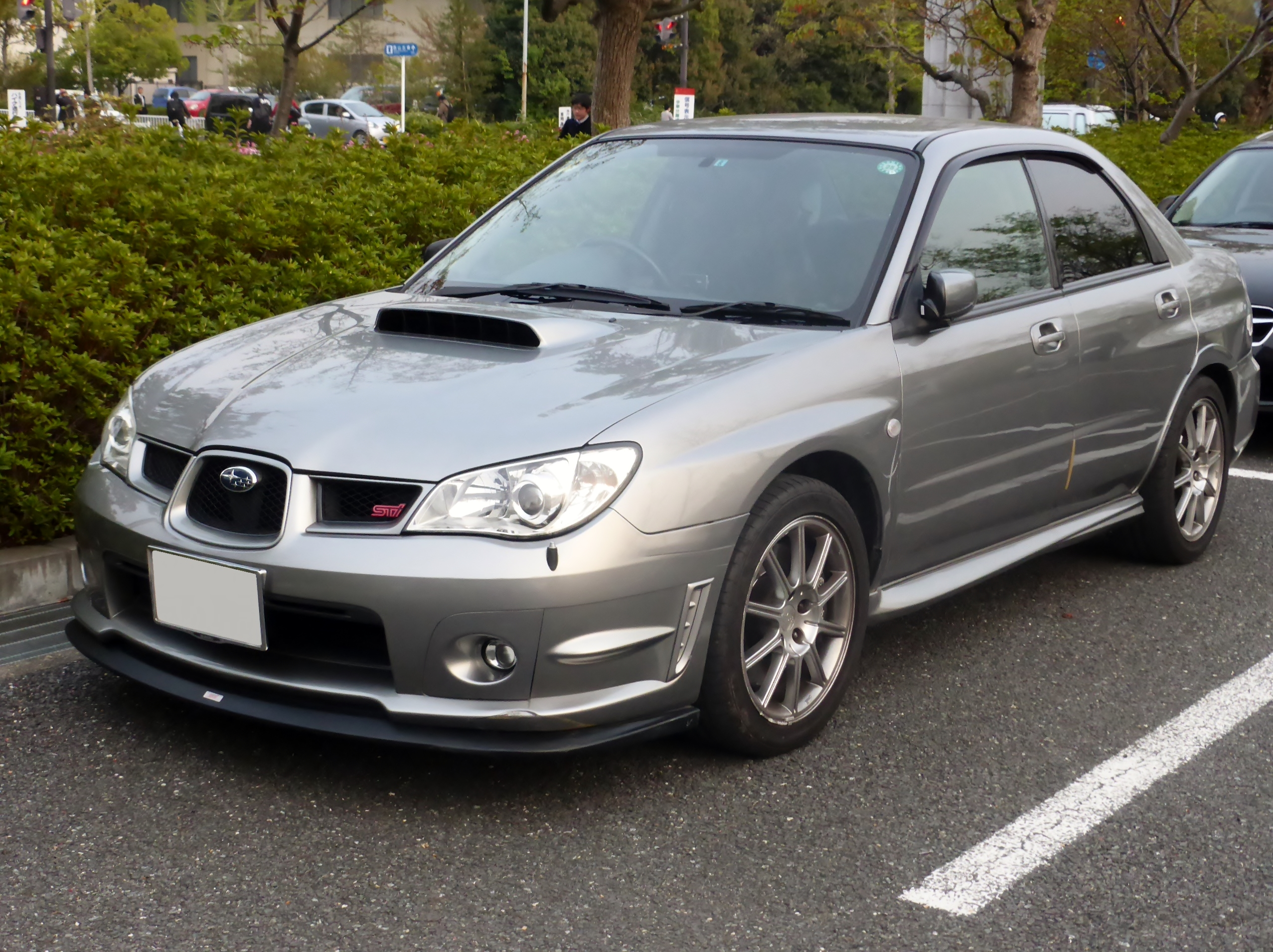
Subaru Impreza WRX STi (2006)

Logo des Impreza WRX STi

Der (europäische) Impreza WRX STi leistet 206 kW (280 PS) aus einem Vierzylinder-Boxermotor mit 2,5 Litern Hubraum und Turboaufladung. Der Ladeluftkühler sitzt oben auf dem Motor (Kühlung durch die Hutze auf der Motorhaube) und sorgt durch die kurzen Ladeluftleitungen für gutes Ansprechverhalten. Auch kann bei Bedarf durch den Fahrer aktiv durch eine Düse Wasser auf den Ladeluftkühler gesprüht werden, um durch die verbesserte Ladeluftkühlung die Leistung zu erhöhen (Subaru gibt dabei eine (kurzzeitige) Leistungsanhebung von bis zu drei Prozent an).
Wie alle Impreza ist auch der WRX STi mit einem symmetrischen permanenten Allradantrieb ausgestattet. Der Fahrer hat zusätzlich die Möglichkeit, das Mitteldifferenzial zu sperren. An Vorder- und Hinterachse befinden sich Suretrac-Sperrdifferenziale. Die Kraft überträgt ein Sechsgang-Schaltgetriebe.
Das Fahrwerk des Impreza WRX STi ist vorn mit MacPherson-Federbeinen und Querlenkern ausgestattet. Hinten ist eine Doppelquerlenkerachse eingebaut. Die Verzögerung übernimmt eine Brembo-Bremsanlage in Verbindung mit einem Vierkanal-Antiblockiersystem mit elektronischer Bremskraftverteilung. Werksseitig wurden Ultra-High-Performance-Sommerreifen (Bridgestone Potenza RE070) verwendet.
Der 2.5 Liter WRX STi mit 206 kW untersteuerte wegen Anpassungen der Fahrwerk-Reifenkombination weniger als frühere Modelle. Von diesem WRX STi wurden von Subaru leicht modifizierte Modelle mit der Bezeichnung „Limited Edition“ angeboten. Diese Ausstattungsvariante hatte unter anderem eine „zivilere“ Ausprägung (silber lackierte Leichtmetallräder, zusätzliche Geräuschdämmung und einen kleineren Heckflügel). Laut Subaru reagierte man damit auf Kundenwünsche nach einem „unauffälligeren“ Auftritt des STi.

### Sonderversionen
- Impreza S202 STi-Version (2002)[36] GDB-Version des WRX STi Type RA Spec-C die nur 400-mal gebaut wurde. Neben den Type-RA-Spec-C-Eigenschaften hatte das Auto eine andere Motorsteuerung, einen Titan-Schalldämpfer, exklusive Anzeigeinstrumente sowie einen für Subaru untypischen Heckflügel. Das Fahrzeug leistet 235 kW und wurde nur in Japan für etwa 3.600.000 Yen verkauft. Der Käufer hatte die Auswahl zwischen vier Wagenfarben: Gelb, Weiß, Schwarz und WR Blue Mica.

Logo des WRX Sti spec C TYPE RA

- Impreza Sedan WRX STi spec C TYPE RA (2004)[37] Dies ist gewichtsreduzierte Version des WRX STi. Den Spec-C gab es ab den GDA und wurde von da an mit jeder neuen Impreza-Generation (C und F) wieder aufgelegt. Das Fahrzeug war – wie fast alle Sonderversionen – nur in Japan lieferbar. Limitiert auf nur 300 Stück war der Impreza Sedan WRX STi spec C TYPE RA in drei verschiedenen Farben erhältlich (Reinweiß, Rot (Sonderlackierung) und WR Blue Mica[38]).
- Impreza S203 (2004)[39] Beim S203 handelt es sich um einen Impreza WRX STi, der mit allen verfügbaren Teilen aus dem STi-Katalog ausgestattet wurde. Beim Impreza S203 wurde festgestellt, dass es beim Heckflügel aufgrund von Schwingungen zu Rissen kommen kann; davon betroffen waren alle vom Dezember 2004 bis zum März 2005 hergestellten 516 Fahrzeuge. Laut STi sei es jedoch ausreichend, die bestehenden kleinen Beilagscheiben durch größere zu ersetzen.[40]
- WR1 Impreza (2004)[41] Nachdem Petter Solberg 2003 die Rallye-Weltmeisterschaft gewonnen hatte, produzierte Prodrive für Subaru UK diese limitierte Sonderversion. Prodrive entwickelte ein neues Leistungspaket, wobei die Motorleistung des WR1 Impreza auf 235 kW (320 PS) und ein Drehmoment 420 Nm angehoben wurde. Der WR1 beschleunigt in 4,27 s auf 100 km/h und in 10,7 s auf 160 km/h. Außerdem erhielt der Prodrive-WR1 vorn ein überarbeitetes Fahrwerk und anthrazitfarbene 18″-P-FF7-Aluminiumfelgen. Prodrive wählte die Farbe Ice blue metallic als Alleinstellungsmerkmal der Sonderversion WR1. Weitere Details wie beispielsweise der aus rostfreiem Stahl gefertigte Grill sollten die Sonderstellung des WR1 herausstreichen.
- Impreza WRX STi spec C TYPE RA 2005 (2005)[42] Neuauflage des gewichtsreduzierten WRX STi, limitiert auf 350 Stück und nur in Japan in nur drei verschiedenen Farben erhältlich (Reinweiß, Premium-Silber metallic (Sonderlackierung) und WR Blue Mica[43]).
- Impreza S204 (2005)[44] Bei dem Ende 2005 vorgestellten S204 handelt es sich um einen WRX STi, der bis auf einige Kleinigkeiten mit dem S203 baugleich ist. Das Fahrzeug ist auf 600 Stück limitiert und mit einem Zwei-Liter-Boxermotor (EJ20) ausgestattet, der 235 kW leistet.
- Impreza WRX STi spec C TYPE RA-R (2006)[45] Ein von STi modifizierter Impreza (GDG) mit 235 kW, der auf 300 Stück limitiert ist. Das Fahrzeug gibt es nur in drei Farben: Reinweiß, Gelb (Sonderlackierung) und WR Blue Mica. Auch diese Sonderversion war nur in Japan erhältlich.
- WRX STi A-Line
- Impreza WRX STi V-Limited

- WRX STi RB320[46] Ein von Prodrive modifizierter Impreza (GDG) mit 235 kW (320 PS) und 450 Nm. Das Fahrzeug war nur in der Farbe Obsidian Black Pearl und lediglich in Großbritannien erhältlich. Dieses Auto wurde zur Erinnerung an den WRC-Fahrer Richard Burns gebaut, der 2005 an Krebs gestorben war.

### Outback Sport (2001–2007)
Ab 2001 gab es die zweite Generation der Crossover-Variante Impreza Outback Sport, die zwischenzeitlich auch in Europa angeboten wurde.

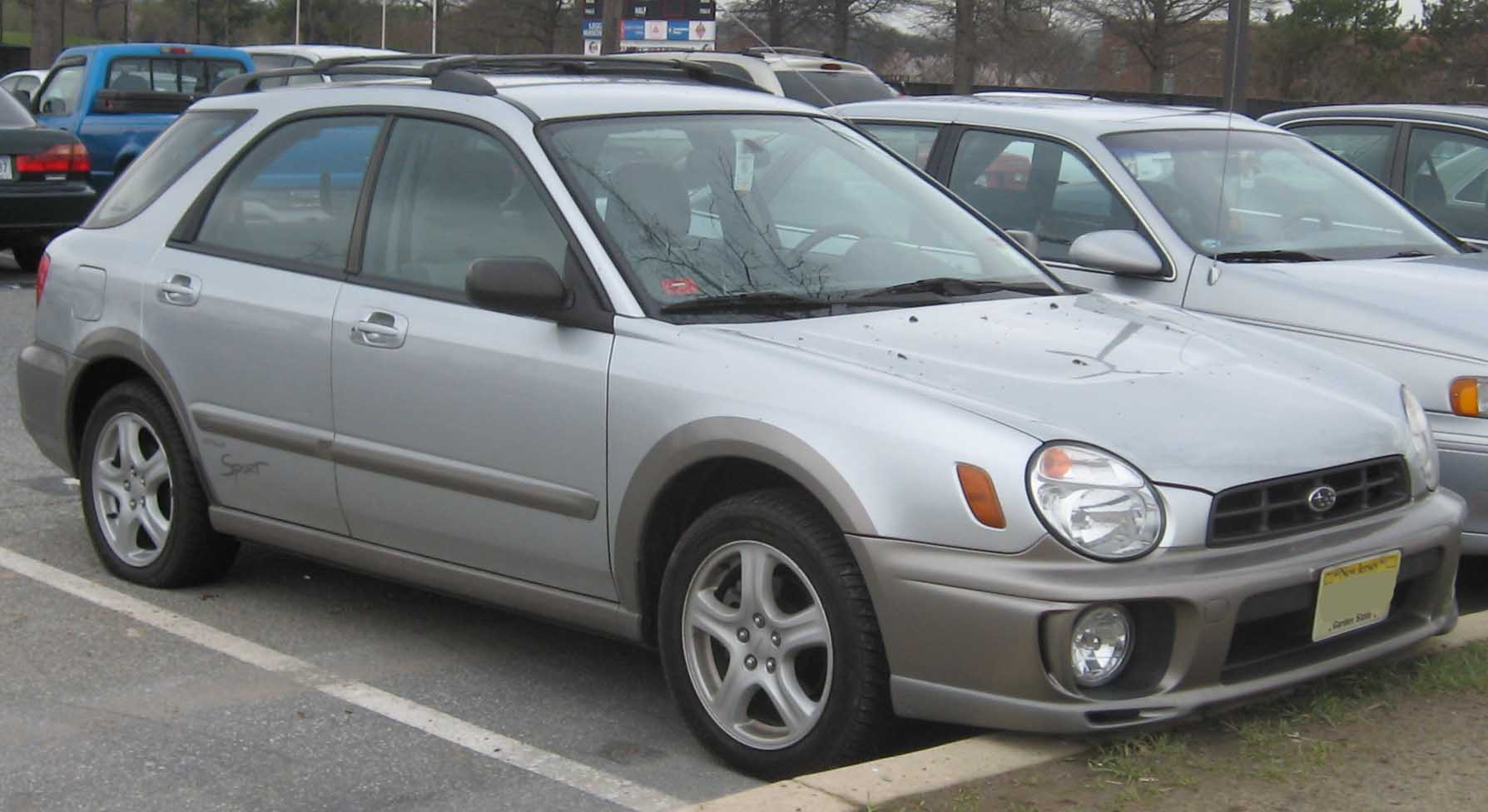
Subaru Impreza Outback Sport (2001–2003)
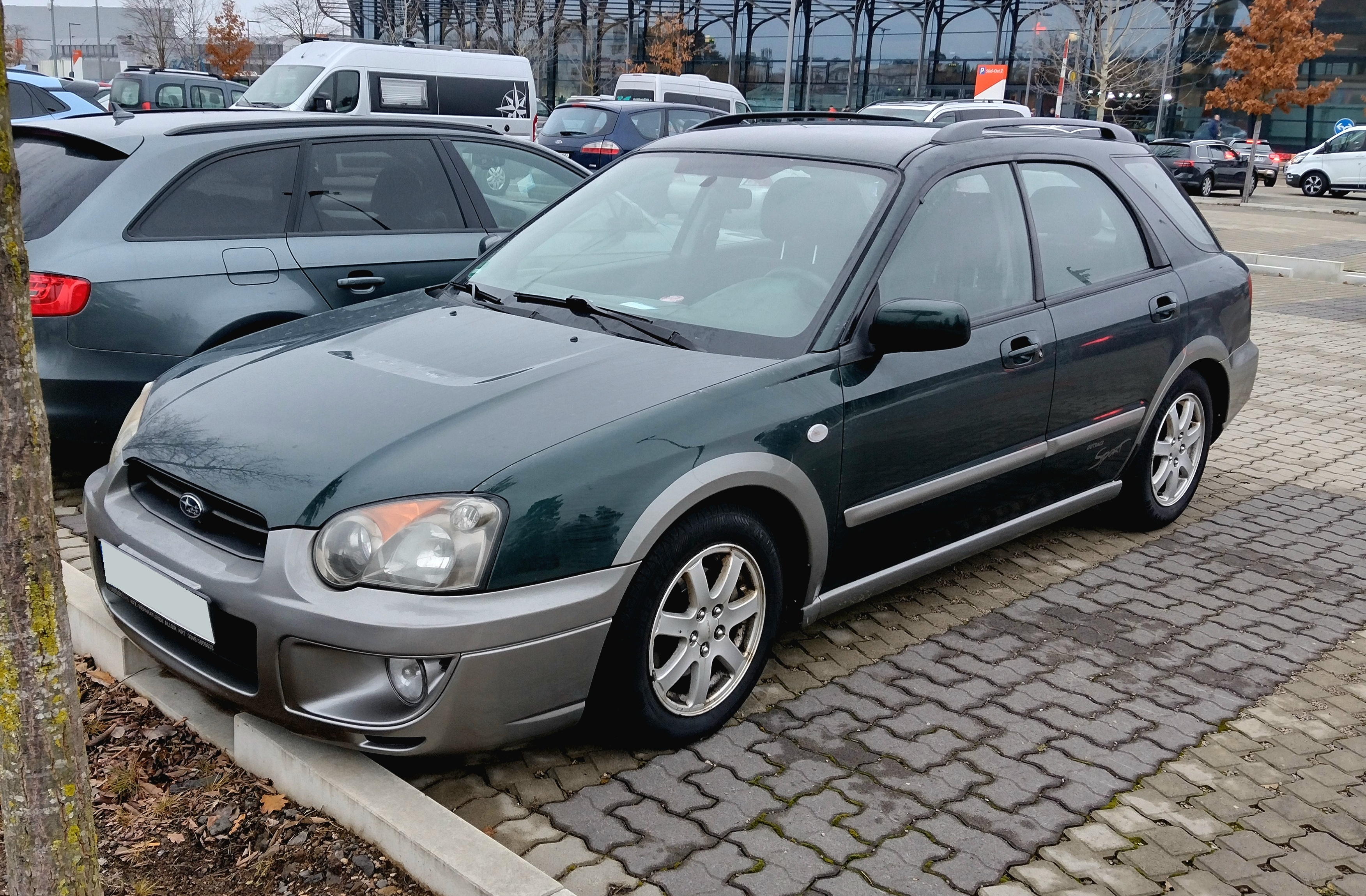
Subaru Impreza Outback Sport (2003–2005)
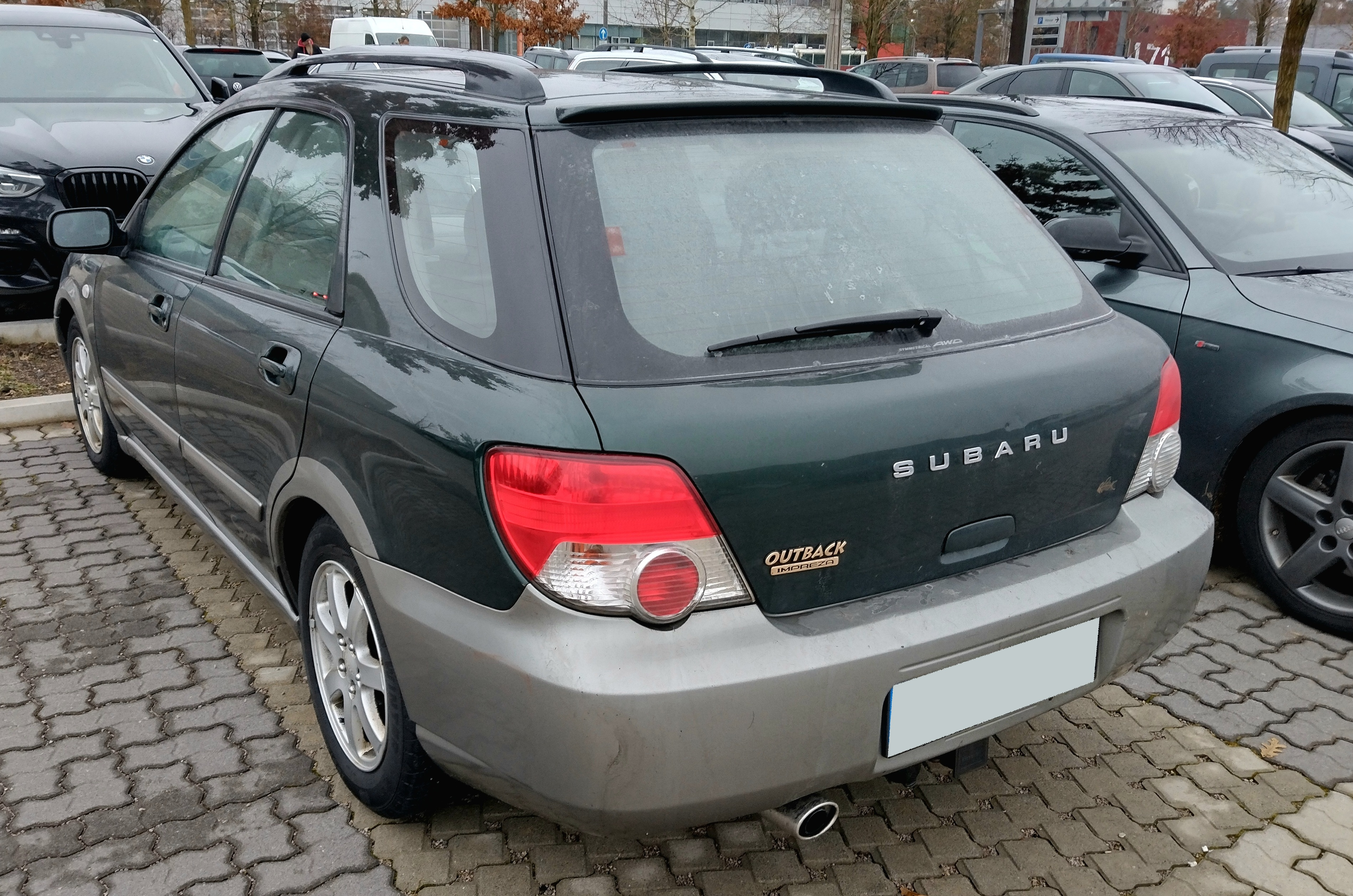
Heckansicht
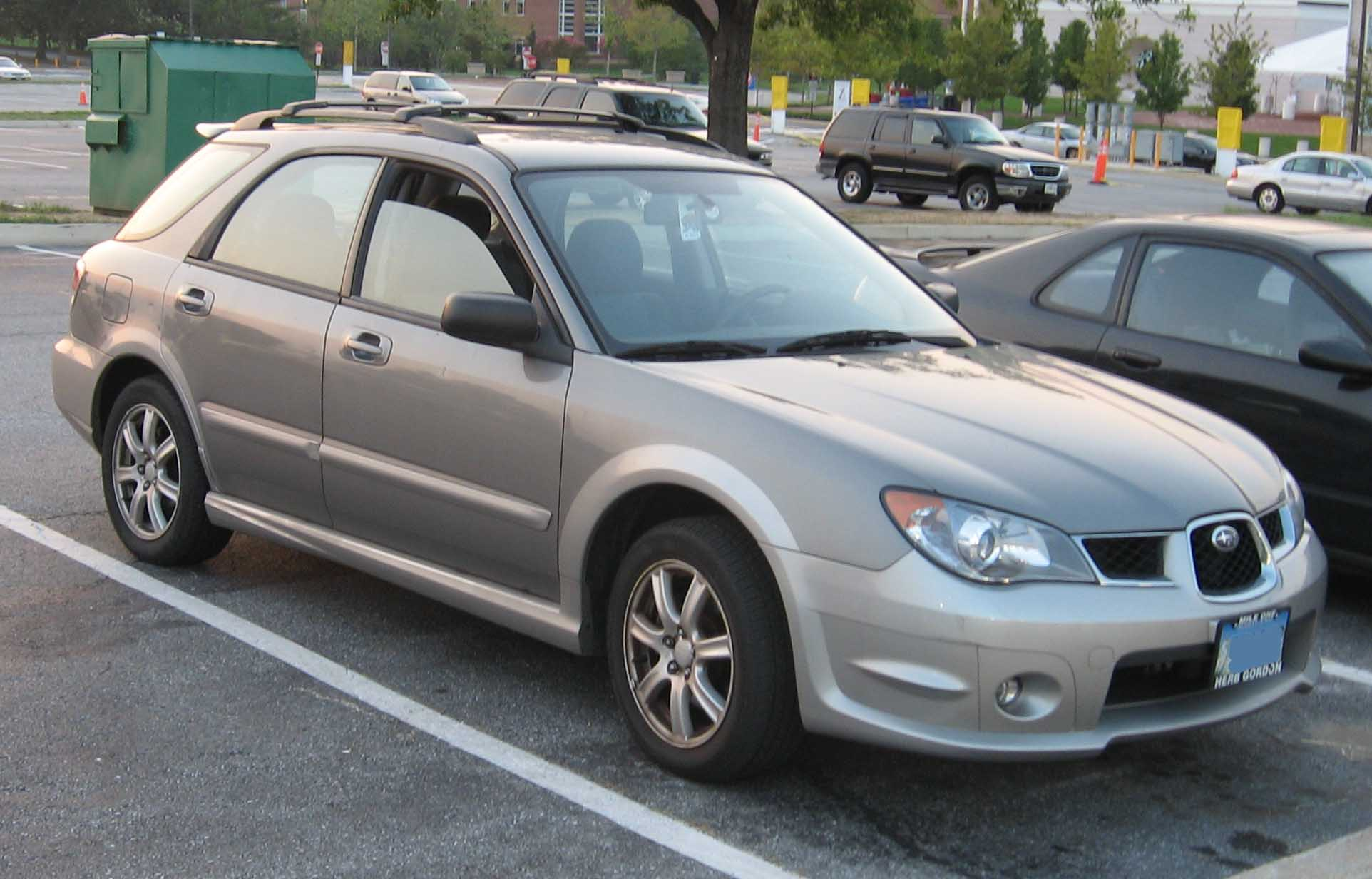
Subaru Impreza Outback Sport (2005–2007)
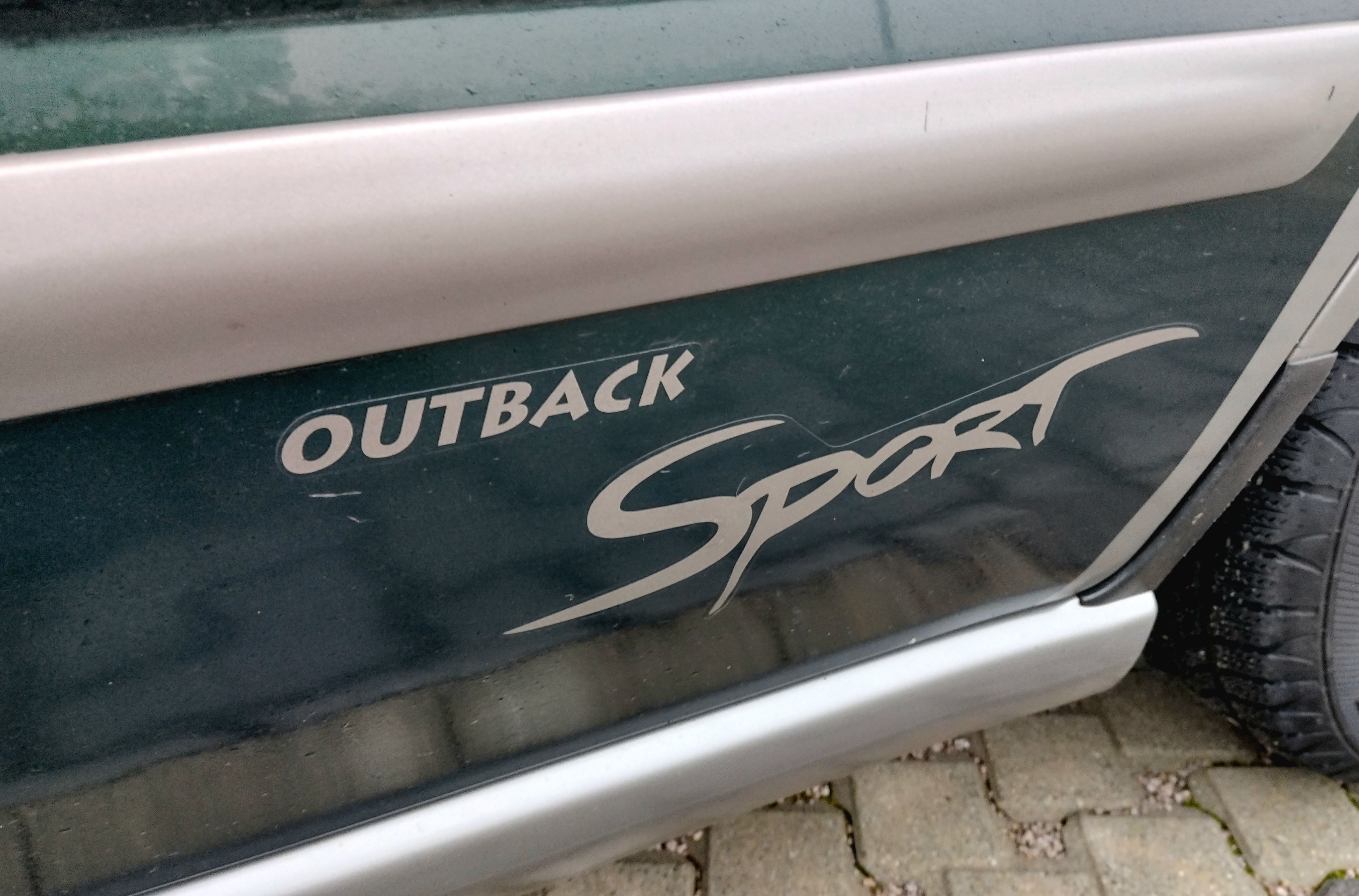
Logo

### Saab 9-2X
Der Saab 9-2X ist ein Pkw-Modell der schwedischen Automobilmarke Saab. Produziert wurde der 9-2X in Japan in der Ota-Gunma-Fabrik von Fuji Heavy Industries zusammen mit dem baugleichen Subaru Impreza der 2. Generation.
Die beiden Modelle unterscheiden sich äußerlich auf den ersten Blick nur wenig, obwohl nur die Fahrgastzelle und die Türen gleich sind. Kotflügel, Motorhaube, Heckklappe, Leuchten und Stoßfänger sind für Saab geändert worden. Der Innenraum des Saab wurde größtenteils vom Impreza übernommen, was ihm zu dem Spitznamen Saabaru verhalf.
Als erster Saab verfügte der 9-2X über permanenten Allradantrieb und Boxermotoren. Zur Auswahl standen als Basismotor ein 2,5-Liter-Vierzylinder-Boxer mit 123 kW (165 PS) sowie ein Boxer-Turbotriebwerk mit 2,0 Litern Hubraum und 169 kW (227 PS) für die Topversion Aero. Letzterer verfügte an der Hinterachse zusätzlich über ein Sperrdifferenzial für bessere Traktion und ein leichteres Handling.
Die Produktion des Modells wurde mit Ende des Modelljahres 2006 wegen mangelnder Nachfrage eingestellt. Das Fahrzeug wurde ausschließlich in Nordamerika angeboten, wo das Modellangebot von Saab um ein etwas kleineres und preisgünstigeres Fahrzeug erweitert werden sollte.

In Europa, somit auch in Deutschland und im Saab-Heimatland Schweden, wurde der 9-2X offiziell nicht vertrieben.

## Dritte Generation (GR, 2007–2014)
| Sterne im Euro-NCAP-Crashtest | Euro-NCAP-Crashtest: 4 Sterne |

Am 3. April 2007 präsentierte Subaru die dritte Generation des Impreza auf der New York International Auto Show, der ab dem 9. September 2007 auf dem deutschen Markt erhältlich war.
Den Impreza gab es wie bisher als viertürige Stufenheck-Limousine (in Japan Impreza Anesis genannt) oder als fünftürige Schrägheckvariante, die mit einem 2,5-Liter-Motor (EJ255) präsentiert wurde. Einen Kombi gab es nicht mehr. Das Fahrzeug basierte auf einer gekürzten Legacy-Plattform. Erstmals gab es mit dem Impreza auch einen Subaru mit Dieselmotor, der ebenfalls als Boxermotor konzipiert war.

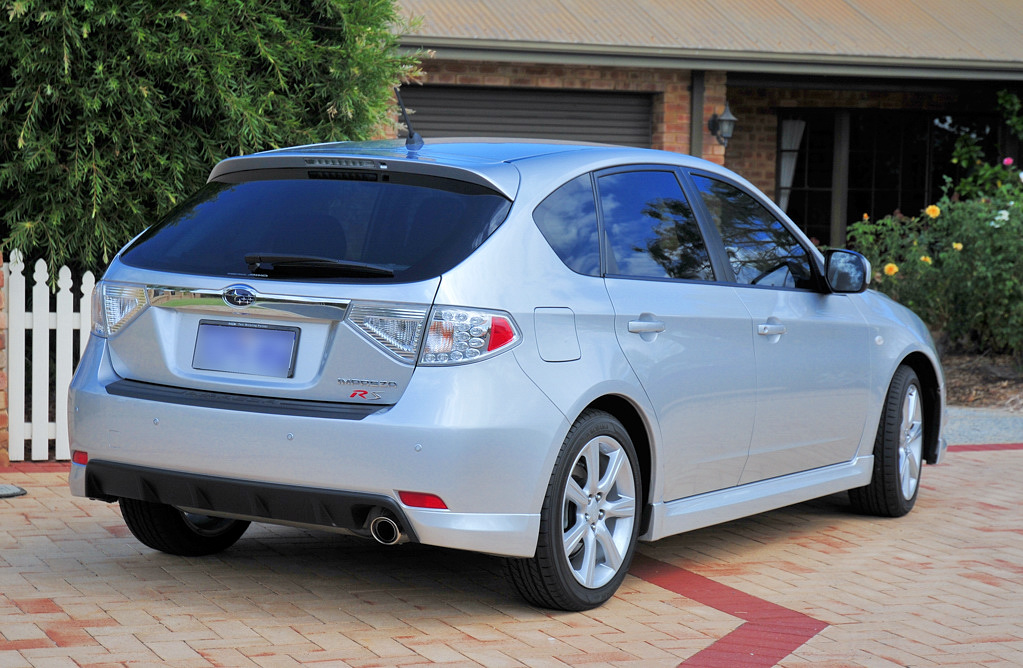
Heckansicht
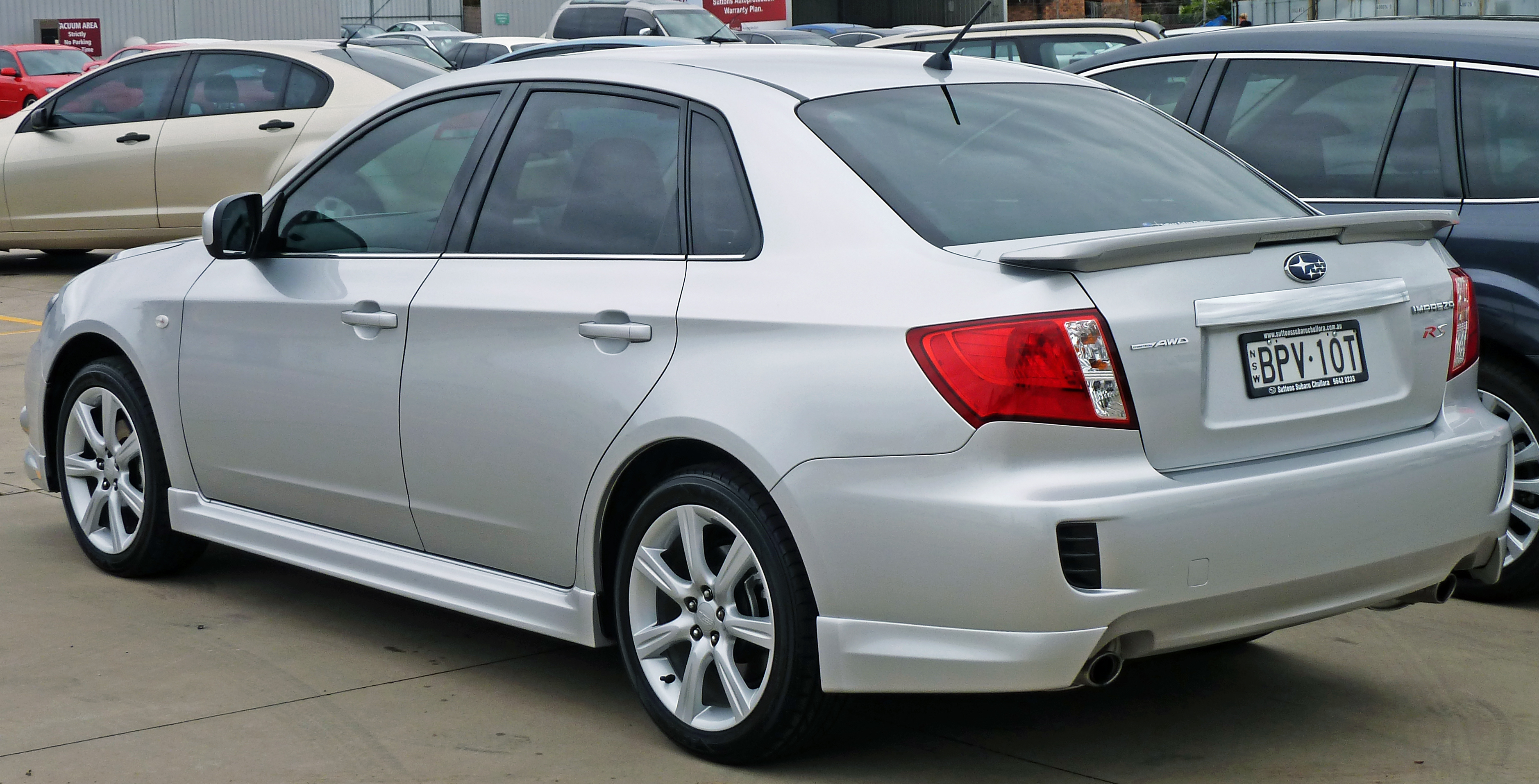
Subaru Impreza Limousine (2007–2012)

Folgende Versionen wurden in Deutschland von Subaru vertrieben:
| Modellbezeichnung | Hubraum (cm³) | Leistung (kW/PS) | Antriebsart   | Getriebe    |
| Ottomotoren       | Ottomotoren   | Ottomotoren      | Ottomotoren   | Ottomotoren |
| ----------------- | ------------- | ---------------- | ------------- | ----------- |
| Impreza 1.5RF     | 1498          | 79/107           | Frontantrieb  | 5-Gang      |
| Impreza 1.5R      | 1498          | 79/107           | Allradantrieb | 5-Gang      |
| Impreza 2.0R      | 1994          | 110/150          | Allradantrieb | 5-Gang      |
| Impreza WRX STI   | 2457          | 221/300          | Allradantrieb | 6-Gang      |
| Dieselmotor       |               |                  |               |             |
| Impreza 2.0D      | 1998          | 110/150          | Allradantrieb | 6-Gang      |

Auf dem Schweizer Markt ist zusätzlich folgende Version erhältlich:
- W. R. X. Impreza, 2,5-Liter-Turbomotor mit 169 kW (230 PS) und Fünfgangschaltung

### WRX STI
Der Subaru Impreza WRX STI war in zwei Grundausstattungsversionen erhältlich: Als WRX STI und als WRX STI 17″-Version. Der normale WRX STI besaß 18″-Guss-Aluminiumfelgen (× 8 1/2J) in einem dunklen Grau. Optional konnten geschmiedete 18″-BBS-Aluminiumfelgen in Silber (mit Ausnahme der Fahrzeuge mit der Farbe WR Blue Mica, diese nur mit goldfarbener Beschichtung) gekauft werden; als Bereifung kamen der Potenza RE050A in den Dimensionen 245/40R18 zum Einsatz. Die 17″-Version erhielt 17″-Guss-Aluminiumfelgen in Silber (× 8JJ), als Bereifung kam der Potenza RE070 in den Dimensionen 235/45R17 zum Einsatz. Die beiden Versionen unterschieden sich nur geringfügig. Die 17″-Version ist lediglich in den Farben Reinweiß und WR Blue Mica zu einem Grundpreis von 3.444.000 Yen (3.280.000 Yen ohne Steuern) erhältlich. Der normale WRX STI hingegen war in zwei verschiedenen Innenraumausstattungen erhältlich und in insgesamt sieben verschiedenen Lackierungsvarianten (Rot ist eine Sonderlackierung und kostete 31.500 Yen Aufpreis), der Preis betrug 3.654.000 Yen (3.480.000 Yen ohne Steuern).
In Deutschland war der WRX STI in zwei verschiedenen Versionen erhältlich, wobei beide 221 kW (300 PS), Allradantrieb, 6-Gang-Schaltung und 2457 cm³ gemein hatten. Das Impreza-WRX-STI-Modell kostete 43.770 Euro und das Impreza-WRX-STI-Sport-Modell 48.770 Euro, jeweils unverbindliche Preisempfehlungen vom Hersteller. Anders als beim Standardmodell mit 5-Gang-Getriebe entfiel hier wie bei allen Subaru-Modellen mit 6-Gang-Getriebe die zusätzliche Geländeuntersetzung. Die beiden Modelle unterschieden sich lediglich in der Ausstattung, die Fahrleistungen sollten identisch sein. Die Beschleunigung von 0–100 km/h wurde von Subaru mit 5,2 s und die Höchstgeschwindigkeit mit 250 km/h angegeben, das maximale Drehmoment betrug 407 Nm bei 4000 min−1.
Anfang des Jahres 2009 stellte Subaru in Japan den WRX STi A-Line vor. Dieser sollte Kunden ansprechen, die ein komfortables, aber sportliches Fahrzeug haben wollen. Gegenüber dem Serien-WRX-STi verfügte das A-line-Modell über eine 5-Stufen-Automatik mit Lenkradwippen und auf acht Stufen einstellbare Sitze (auch mit Leder). Als Motor wurde der bekannte 2,5-Liter-4-Zylinder-Boxer mit 221 kW/300 PS verwendet. Mit der Einführung des A-Line wurde auch die Wagenfarbe Satin White Pearl verfügbar. Der Subaru Impreza WRX STI heißt seit Herbst 2010 nur noch WRX STI. Ab dem Modelljahr 2011 war die Stufenheckversion des WRX STI erhältlich.
Mit einer Weite von 82 Metern stellte Travis Pastrana an Silvester 2009 mit dem Subaru Impreza WRX STI einen neuen Weltrekord im Auto-Weitsprung auf.

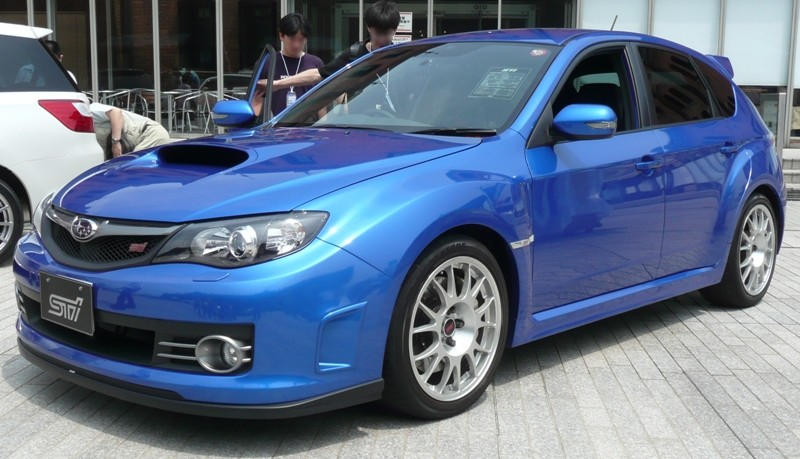
Subaru Impreza WRX STI (2007–2012)
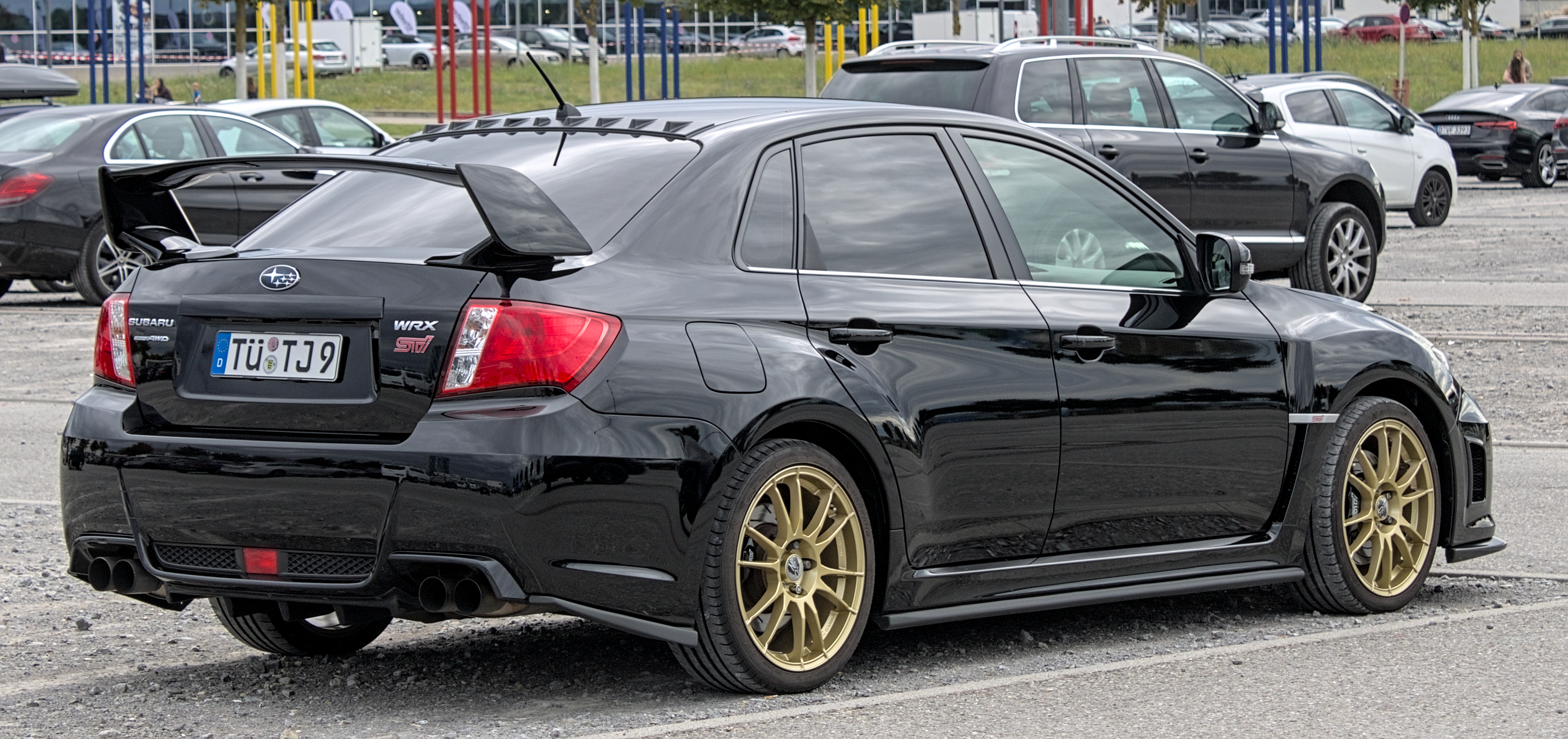
Subaru Impreza Limousine WRX STI (2009–2012)
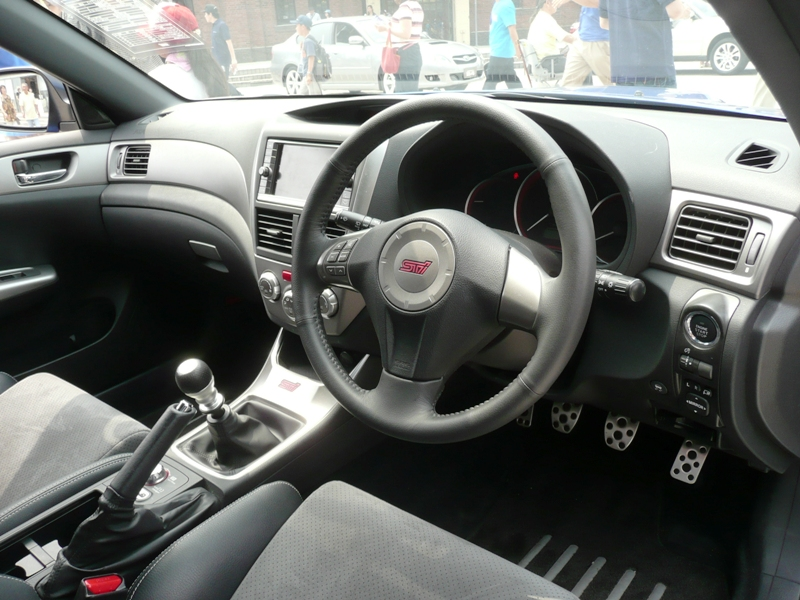
Interieur

### Sonderversionen

#### STI 20th Anniversary Edition
Seit geraumer Zeit ist der Subaru WRX STI als Jubiläumsversion in Japan erhältlich. Diese Sonderversion ist auf 300 Stück limitiert und lediglich in drei Farben erhältlich (Weiß, WR Blue Mica und Schwarz). Der Preis beträgt 4.126.500 Yen (3.930.000 Yen ohne Steuern).

#### 2.5T AWD WRX Celebration
Zum 30-jährigen Jubiläum der SUBARU Schweiz AG (1979–2009) wurde zum 5. Januar 2009 ein spezielles Sondermodell exklusiv für die Schweiz von Subaru präsentiert, der Impreza 2.5T AWD WRX Celebration. Für 35.900 CHF wurde dieses Sondermodell verkauft, der Celebration enthält gegenüber den handelsüblichen Modellen einen 2,5-Liter-4-Zylinder-16V-Leichtmetall-Boxermotor mit 169 kW (230 PS) bei 5200 min−1 und ein maximales Drehmoment von 320 Nm bei 2800 min−1; darüber hinaus ein manuelles 5-Gang-Schaltgetriebe, Fahrer-, Beifahrer- und Seitenairbags vorne, Kopfairbags vorne und hinten, Sportsitze mit Sitzheizung vorne, eine elektronische Fahrdynamikregelung, Tempomat und eine automatische Klimaanlage inklusive Pollenfilter.

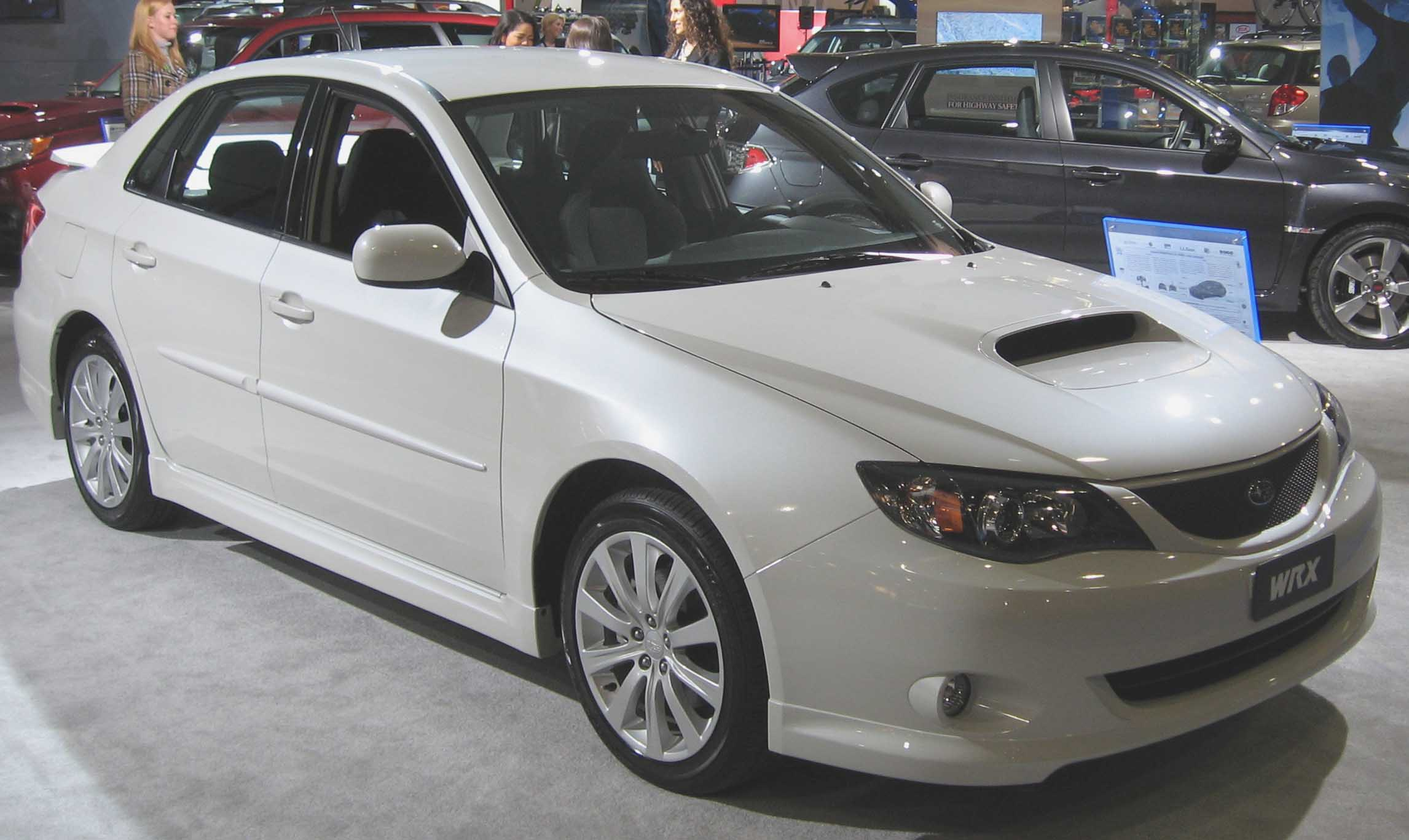
Subaru Impreza WRX Sedan (Anesis) auf der New York Auto Show (2008)
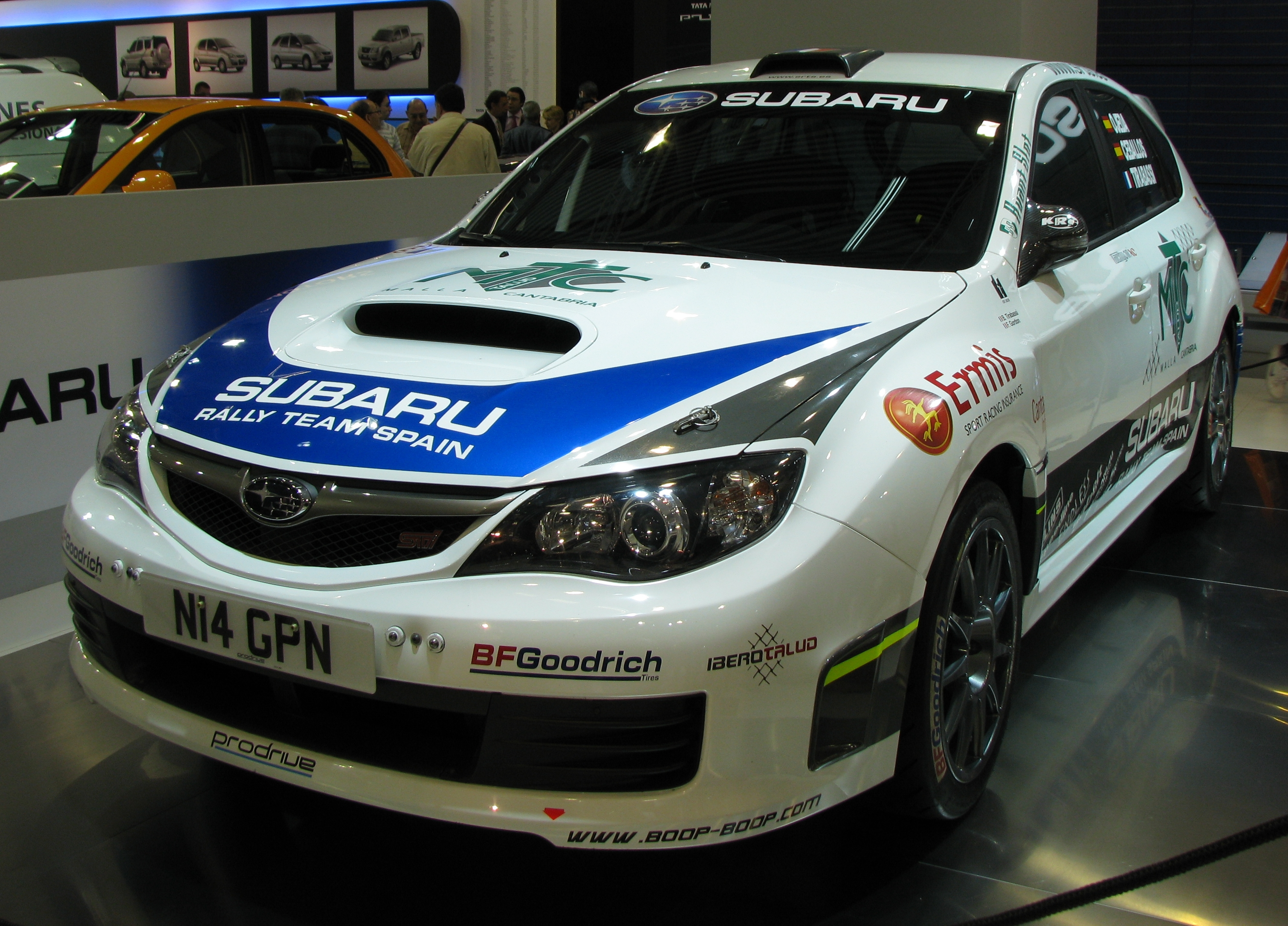
Subaru Impreza N14 (Subaru Rallye Team Spain) auf der Barcelona Auto Show (2009)
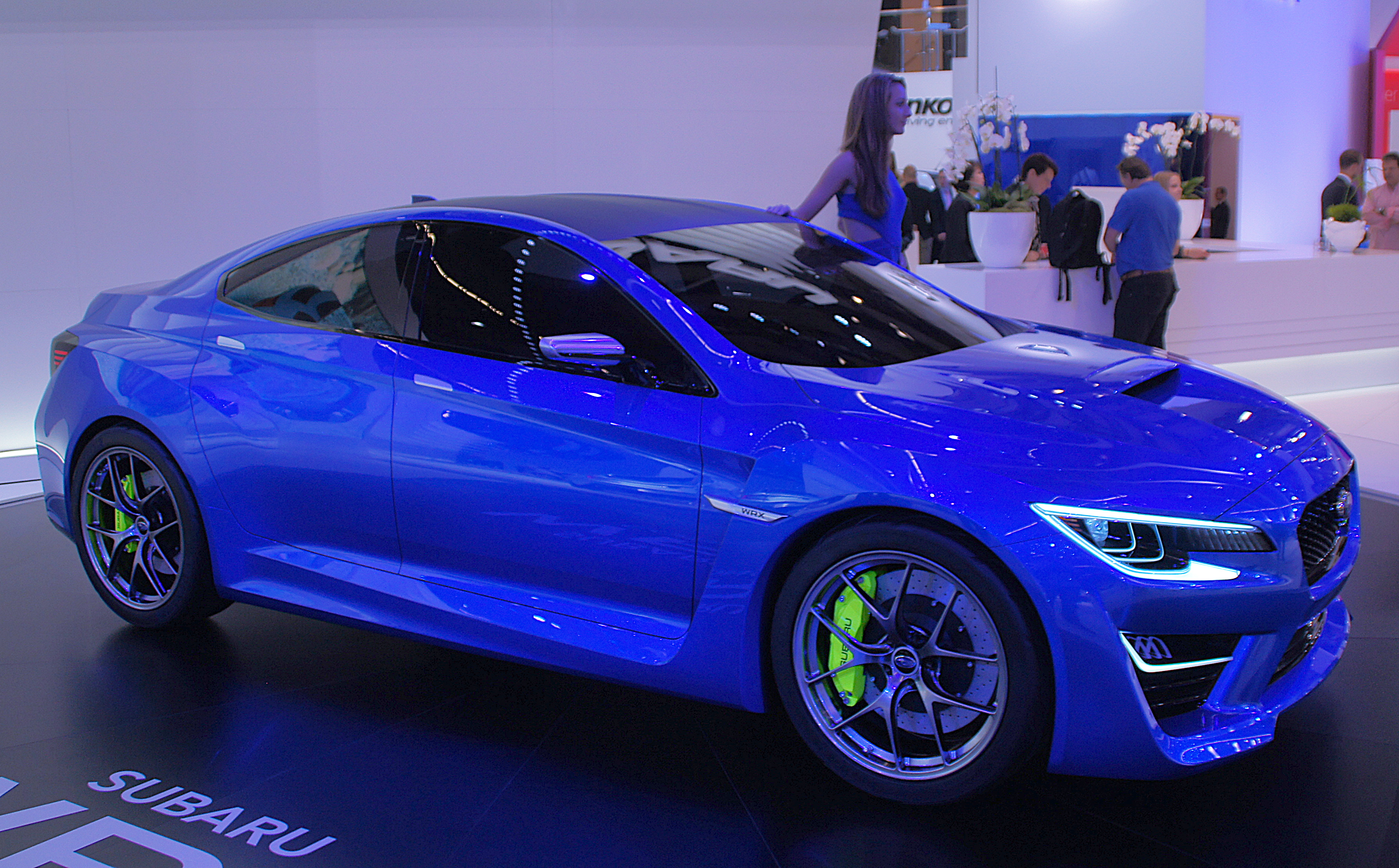
Subaru WRX Concept (IAA 2013)

#### Impreza XV
Nur in der dritten Generation wurde der Impreza als Crossover-Variante Impreza XV angeboten, bevor sich daraus die eigenständige Baureihe Subaru XV entwickelte. Dieser ersetze den vorherigen Outback Sport. Ab Oktober 2010 war der Impreza XV in den bereits vorhandenen Motorisierungen 2.0D und 2.0R erhältlich, wobei letztere nun mit einer Vierstufen-Automatik kombiniert werden konnte. Äußere Merkmale dieser Variante sind ein rundumlaufender Steinschlagschutz aus schwarzem Hartplastik, eine Dachreling sowie ein geänderter Kühlergrill. Ausgestattet ist der Impreza XV standardmäßig mit Tempomat, Multifunktionslenkrad, Klimaautomatik und Sportsitzen mit Sitzheizung vorne.

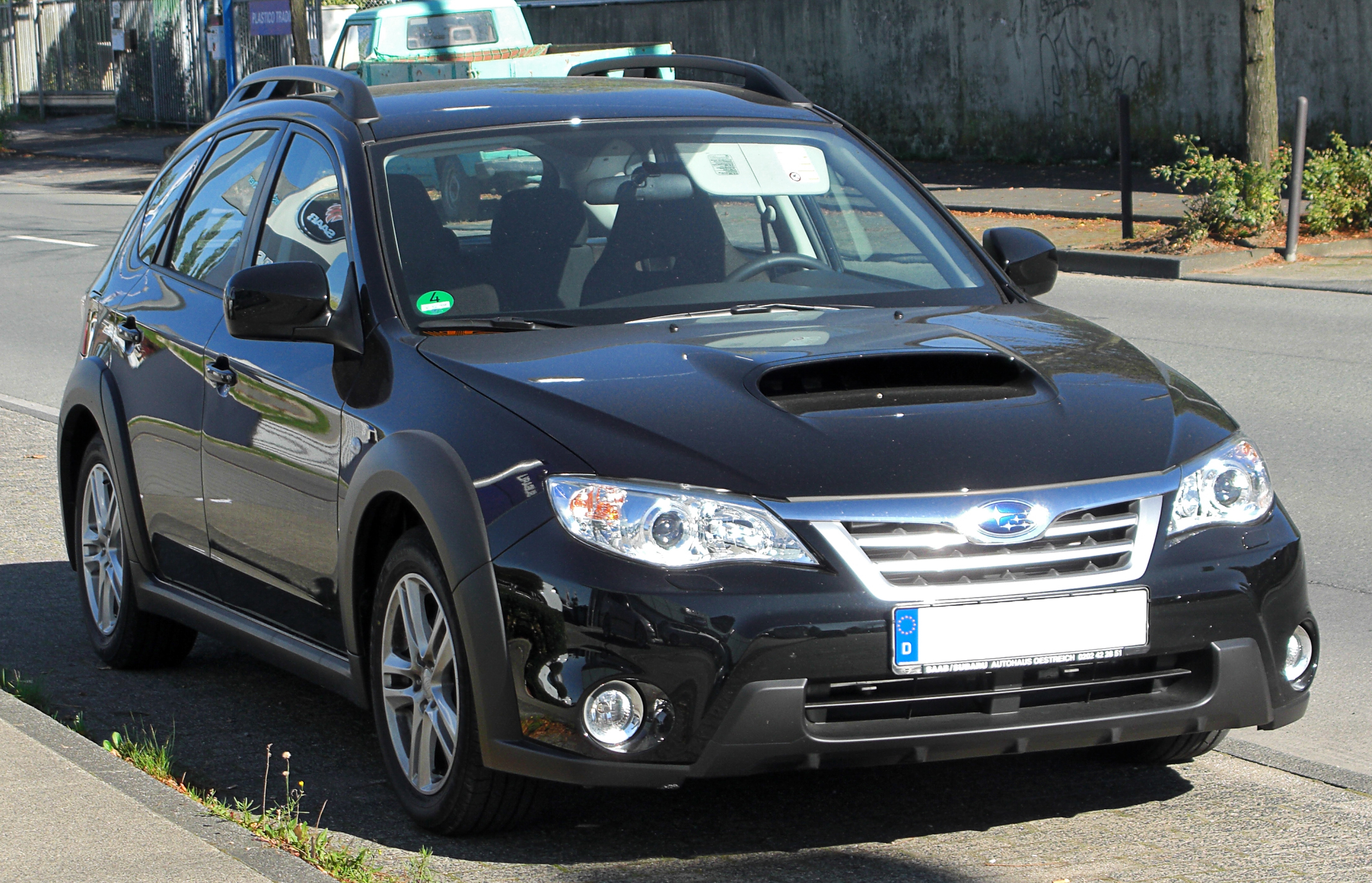
Subaru Impreza XV 2.0D Frontansicht
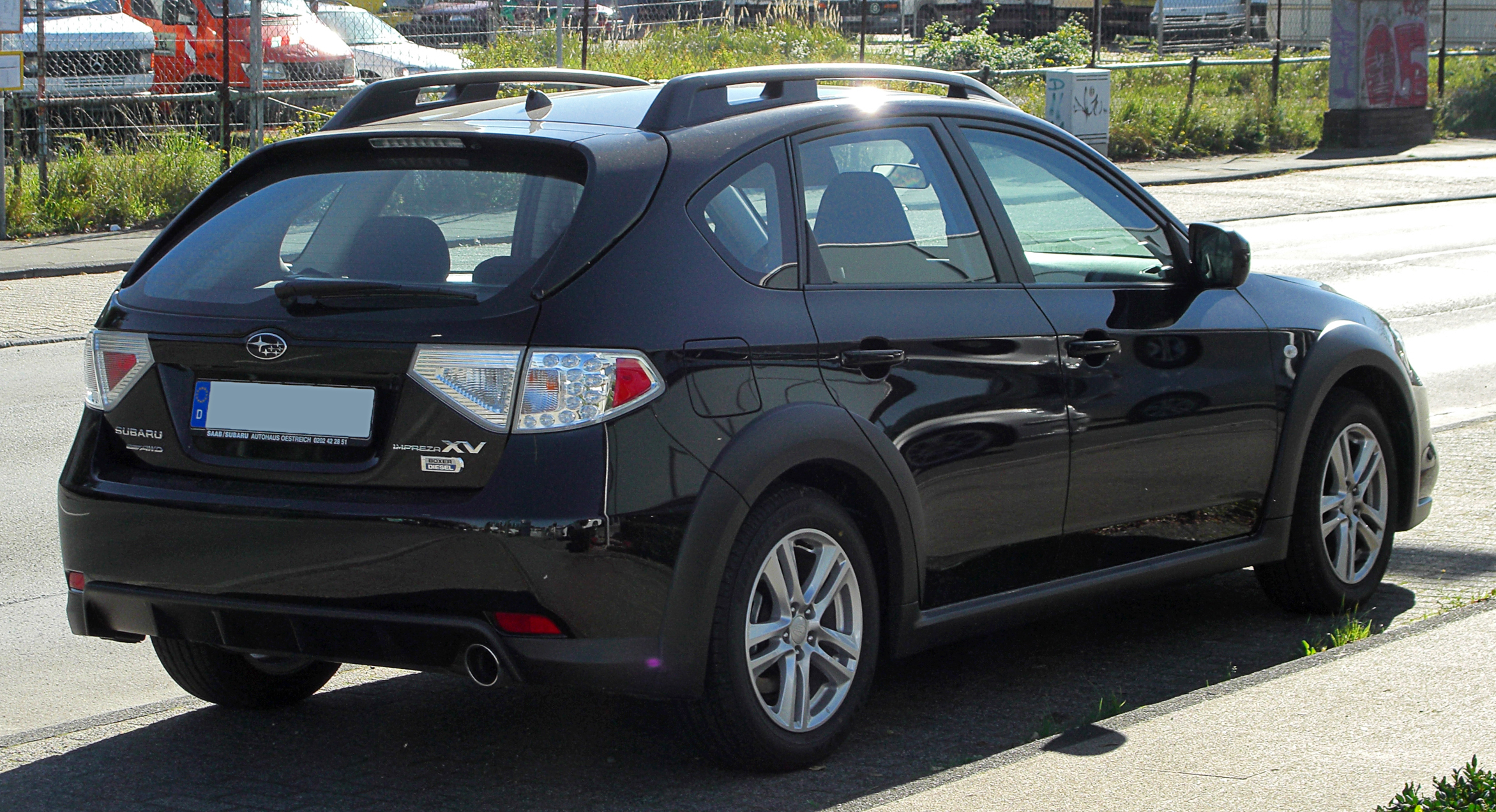
Subaru Impreza XV 2.0D Heckansicht

### Technische Daten
| Subaru Impreza                     | 2.0D Active                                            |
| ---------------------------------- | ------------------------------------------------------ |
| Motor                              | Boxer-Diesel (4 Zylinder)                              |
| Hubraum                            | 1998 cm³                                               |
| Leistung bei 1/min                 | 110 kW (150 PS) bei 3600                               |
| Max. Drehmoment bei 1/min          | 350 Nm bei 1800–2400                                   |
| Gemischaufbereitung                | Common-Rail-Direkteinspritzung, Ladeluftkühler         |
| Ventilsteuerung                    | Steuerkette                                            |
| Kühlung                            | Wasserkühlung                                          |
| Getriebe                           | 6-Gang-Getriebe permanenter Allradantrieb              |
| Radaufhängung vorn                 | Einzelradaufhängung                                    |
| Radaufhängung hinten               | Einzelradaufhängung                                    |
| Lenkung                            | Zahnstangenlenkung mit elektrischer Servounterstützung |
| Karosserie                         | Stahlblech, selbsttragend                              |
| Spurweite vorn/hinten              | 1495/1500 mm                                           |
| Radstand                           | 2620 mm                                                |
| Abmessungen                        | 4415 mm × 1740 mm × 1470 mm                            |
| Leergewicht                        | 1410 kg                                                |
| Höchstgeschwindigkeit              | ca. 205 km/h                                           |
| 0–100 km/h                         | ca. 8,6 s                                              |
| EG-Verbrauch (Liter/100 Kilometer) | 5,8 l                                                  |

| Subaru Impreza                                   | WRX STI                                                                          |
| ------------------------------------------------ | -------------------------------------------------------------------------------- |
| Motor                                            | 4-Zylinder-Boxermotor (Viertakt)                                                 |
| Motortyp                                         | EJ25                                                                             |
| Hubraum                                          | 2457 cm³                                                                         |
| Bohrung × Hub                                    | 99,5 mm × 79 mm                                                                  |
| Leistung bei 1/min                               | 221 kW (300 PS) bei 6000                                                         |
| Max. Drehmoment bei 1/min                        | 407 Nm bei 4000                                                                  |
| Verdichtung                                      | 8,2:1                                                                            |
| Gemischaufbereitung                              | Elektronische Einspritzung, Turbolader, Ladeluftkühler                           |
| Ventilsteuerung                                  | 2 × 2 obenliegende Nockenwellen, Antrieb über Zahnriemen, 4 Ventile pro Zylinder |
| Kühlung                                          | Wasserkühlung                                                                    |
| Getriebe                                         | 6-Gang-Getriebe permanenter Allradantrieb                                        |
| Radaufhängung vorn                               | Dreiecklenker, Federbeine, Schraubenfedern                                       |
| Radaufhängung hinten                             | Längs- und Querlenker, Schraubenfedern                                           |
| Lenkung                                          | Zahnstangenlenkung, servounterstützt                                             |
| Karosserie                                       | Stahlblech, selbsttragend                                                        |
| Spurweite vorn/hinten                            | 1530/1540 mm                                                                     |
| Radstand                                         | 2625 mm                                                                          |
| Abmessungen                                      | 4415 mm × 1795 mm × 1475 mm                                                      |
| Leergewicht                                      | 1470–1480 kg                                                                     |
| Höchstgeschwindigkeit                            | ca. 250 km/h                                                                     |
| 0–100 km/h                                       | ca. 5,2 s                                                                        |
| Verbrauch (Liter/100 Kilometer, japanische Norm) | 9,6 l                                                                            |

### Auszeichnungen
- 2009: Top Safety Pick 2010[57]

## Vierte Generation (2011–2018)
| Sterne im Euro-NCAP-Crashtest | Euro-NCAP-Crashtest: 5 Sterne |

Im Herbst 2011 hat Subaru die nunmehr vierte Generation des Impreza in den USA und in Japan eingeführt, nachdem die Serienfahrzeuge als viertürige Stufenheck- und einer fünftürige Schräghecklimousine am 20. April desselben Jahres auf der New York International Auto Show vorgestellt worden waren.
Die Einführung auf dem europäischen Markt war zunächst für den Sommer 2012 geplant, wurde aber erst im April 2013 vollzogen. Vorab kam im März 2012 die Offroad-Variante XV auf Basis des neuen Impreza europaweit in die Läden.
Im Juni 2014 kam der bis zu 221 kW (300 PS) starke WRX auf den Markt, der seitdem aber als eigenständige Baureihe vermarktet wird.
In Japan und Europa (abhängig vom Land) werden als Saugmotoren ein Zweiliter-Benzinmotor mit 110 kW und ein 1,6-Liter-Motor mit 84 kW angeboten, während auf dem nordamerikanischen Markt nur der 2.0i verfügbar ist.

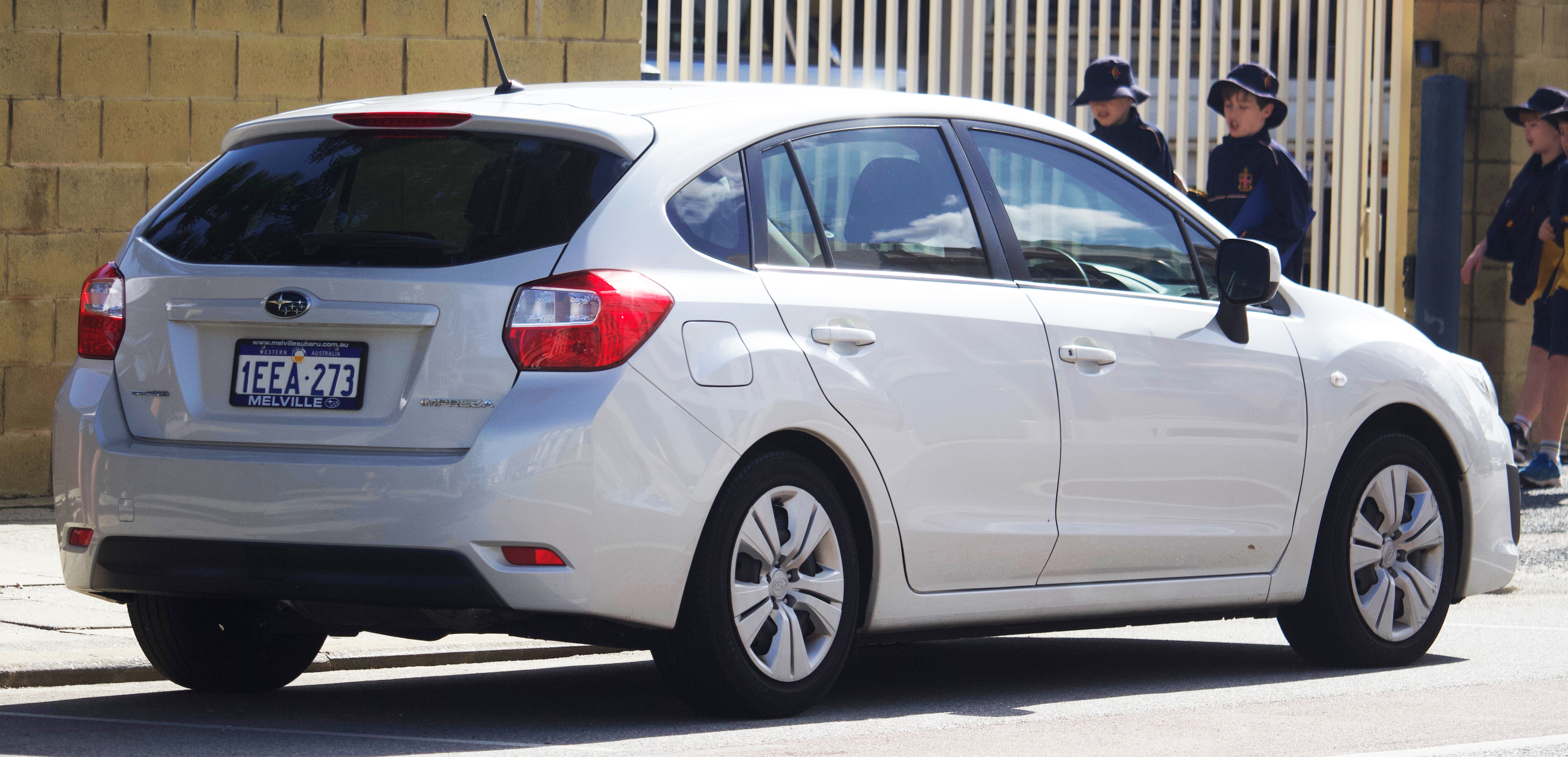
Heckansicht
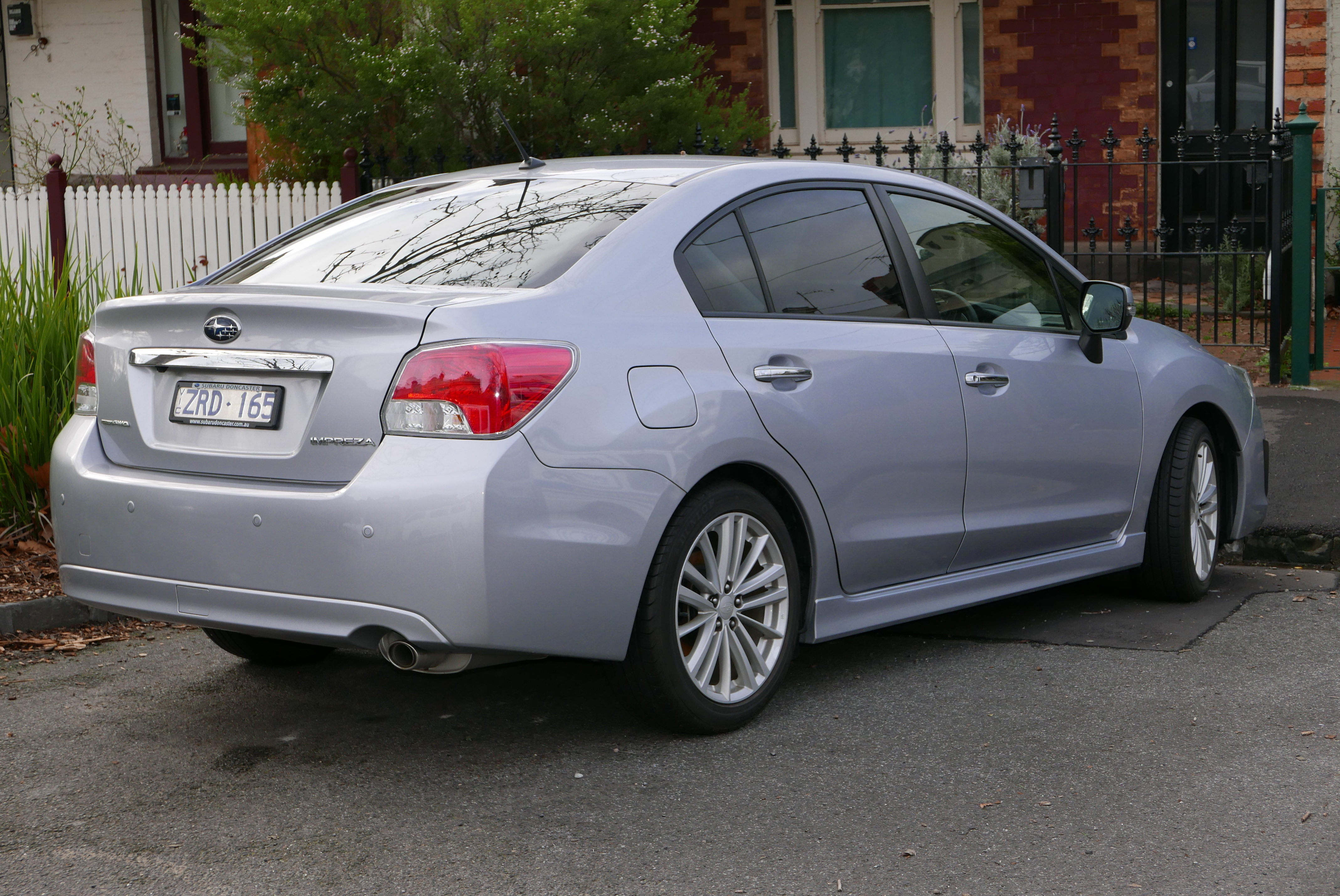
Subaru Impreza Stufenheck (2011–2018)
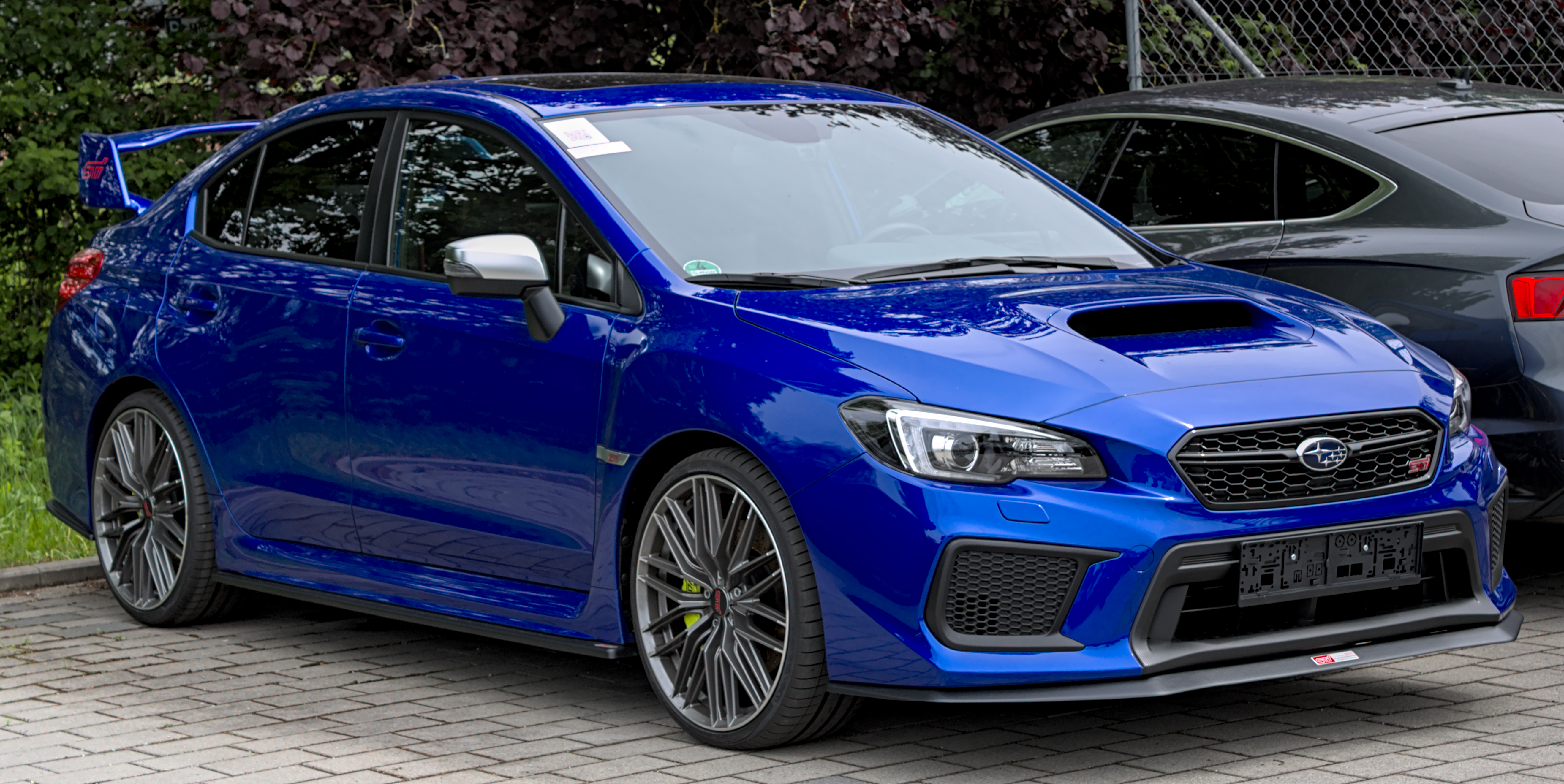
Subaru WRX STi (2014–2018)

### Technische Daten
| Kenngrößen                                  | 1.6i                                          | 2.0i                                          | WRX (USA und Russland)                     | WRX STI                      |
| Bauzeitraum                                 | 02/2013–01/2018                               | 02/2015–01/2018                               | 06/2014–01/2018                            | 06/2014–12/2018              |
| Motorkenndaten                              |                                               |                                               |                                            |                              |
| Motortyp                                    | 4-Zylinder-Boxer-Ottomotor                    | 4-Zylinder-Boxer-Ottomotor                    | 4-Zylinder-Boxer-Ottomotor                 | 4-Zylinder-Boxer-Ottomotor   |
| Gemischaufbereitung                         | Saugrohreinspritzung                          | Multipoint                                    | Direkteinspritzung                         | Multipoint                   |
| Motoraufladung                              | –                                             | –                                             | Turbolader                                 | Turbolader                   |
| Hubraum                                     | 1600 cm³                                      | 1995 cm³                                      | 1998 cm³                                   | 2457 cm³                     |
| max. Leistung                               | 84 kW (114 PS) bei 5600/min                   | 110 kW (150 PS) bei 6200/min                  | 197 kW (268 PS) bei 5600/min               | 221 kW (300 PS) bei 6000/min |
| max. Drehmoment                             | 150 Nm bei 4000/min                           | 196 Nm bei 4200/min                           | 350 Nm bei 2400–5200/min                   | 407 Nm bei 4000/min          |
| Kraftübertragung                            |                                               |                                               |                                            |                              |
| Antrieb, serienmäßig                        | Allradantrieb                                 | Allradantrieb                                 | Allradantrieb                              | Allradantrieb                |
| Getriebe, serienmäßig [optional]            | 5-Gang-Schaltgetriebe [CVT-Automatikgetriebe] | 6-Gang-Schaltgetriebe [CVT-Automatikgetriebe] | 6-Gang-Schaltgetriebe [Sport-Lineartronic] | 6-Gang-Schaltgetriebe        |
| Messwerte                                   |                                               |                                               |                                            |                              |
| Höchstgeschwindigkeit                       | 185 km/h [179 km/h]                           | 193 km/h [193 km/h]                           | 215 km/h [240 km/h]                        | 255 km/h                     |
| Beschleunigung, 0–100 km/h                  | 12,3 s [12,6 s]                               | 10,5 s [11,1 s]                               | 6,0 s [6,3 s]                              | 5,2 s                        |
| Kraftstoffverbrauch auf 100 km (kombiniert) | 6,2 l Super [5,9 l Super]                     | 6,9 l Super [6,5 l Super]                     | 9,2 l Super [8,6 l Super]                  | 10,4 l Super Plus            |
| CO2-Emission (kombiniert)                   | 144 g/km [136 g/km]                           | 159 g/km [149 g/km]                           | 213 g/km [199 g/km]                        | 242 g/km                     |
| Abgasnorm nach EU-Klassifikation            | Euro 5                                        | Euro 6                                        | Euro 5                                     | Euro 6                       |
| Leergewicht                                 | 1315–1320 kg [1350–1355 kg]                   | 1480 kg [1520 kg]                             | 1469–1504 kg [1527–1562 kg]                | 1524–1537 kg                 |
| Tankinhalt                                  | 55 l                                          | 55 l                                          | 60 l                                       | 60 l                         |

## Fünfte Generation (2016–2023)
| Sterne im Euro NCAP-Crashtest (2017) | 5 Sterne im Euro-NCAP-Crashtest |

Einen ersten Ausblick auf die fünfte Generation des Impreza präsentierte Subaru der auf der Tokyo Motor Show 2015 mit dem Impreza 5-Door Concept. Die Serienversion debütierte auf der New York International Auto Show 2016. Es ist das erste Fahrzeug, das auf der neuen Subaru Global Platform basiert, auf dem zukünftig alle Subaru-Modelle aufbauen werden. Der Verkauf startete auf dem japanischen Heimatmarkt am 13. Oktober 2016, Nordamerika und Australien folgten im Dezember 2016. Die Europaversion debütierte auf der Internationalen Automobil-Ausstellung im September 2017 in Frankfurt am Main. Sie wurde ab Januar 2018 ausgeliefert. Im Gegensatz zu den anderen Märkten, wo es das Fahrzeug auch als Stufenhecklimousine gab, wurde in Europa nur das Schrägheck-Modell verkauft.

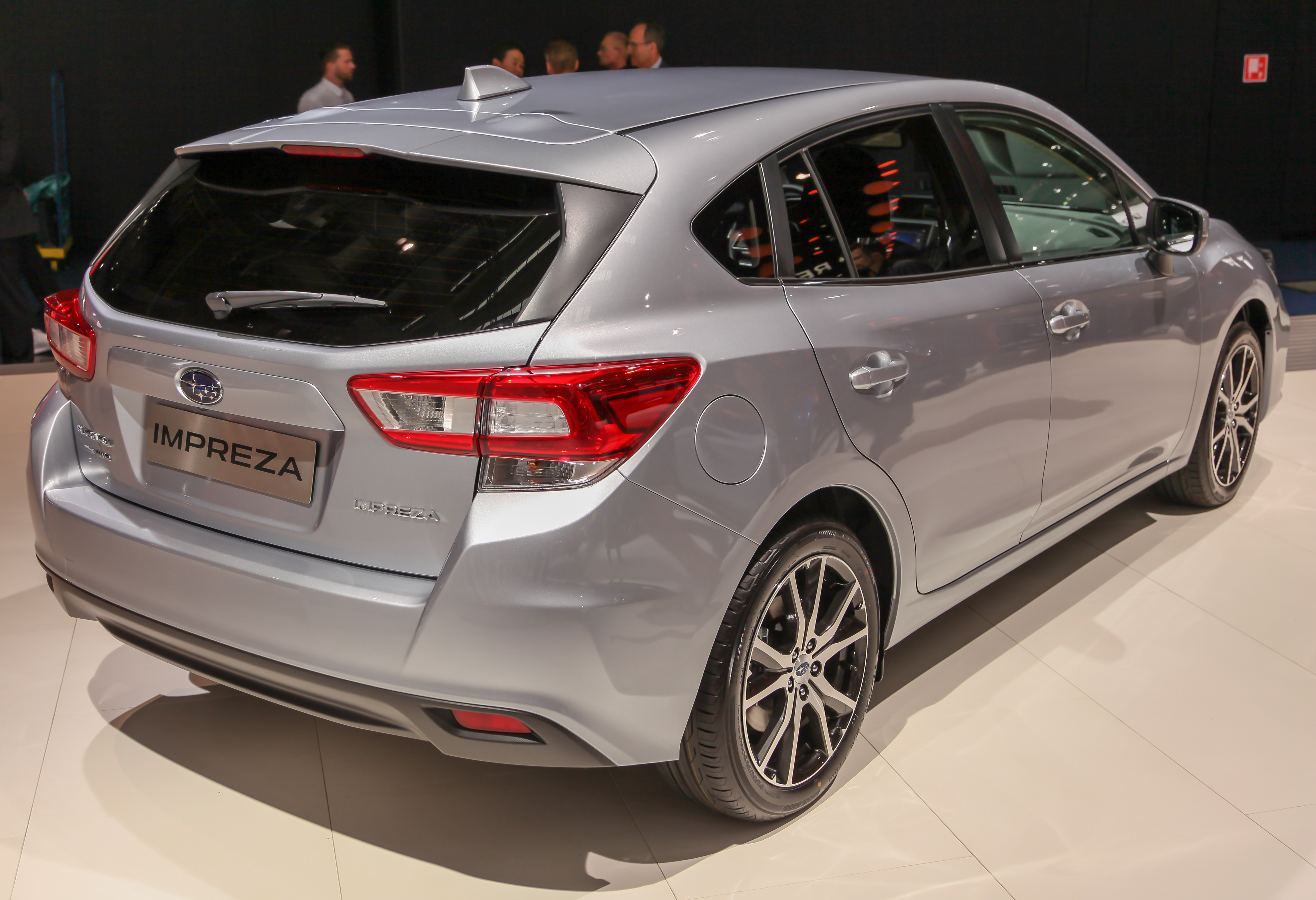
Heckansicht
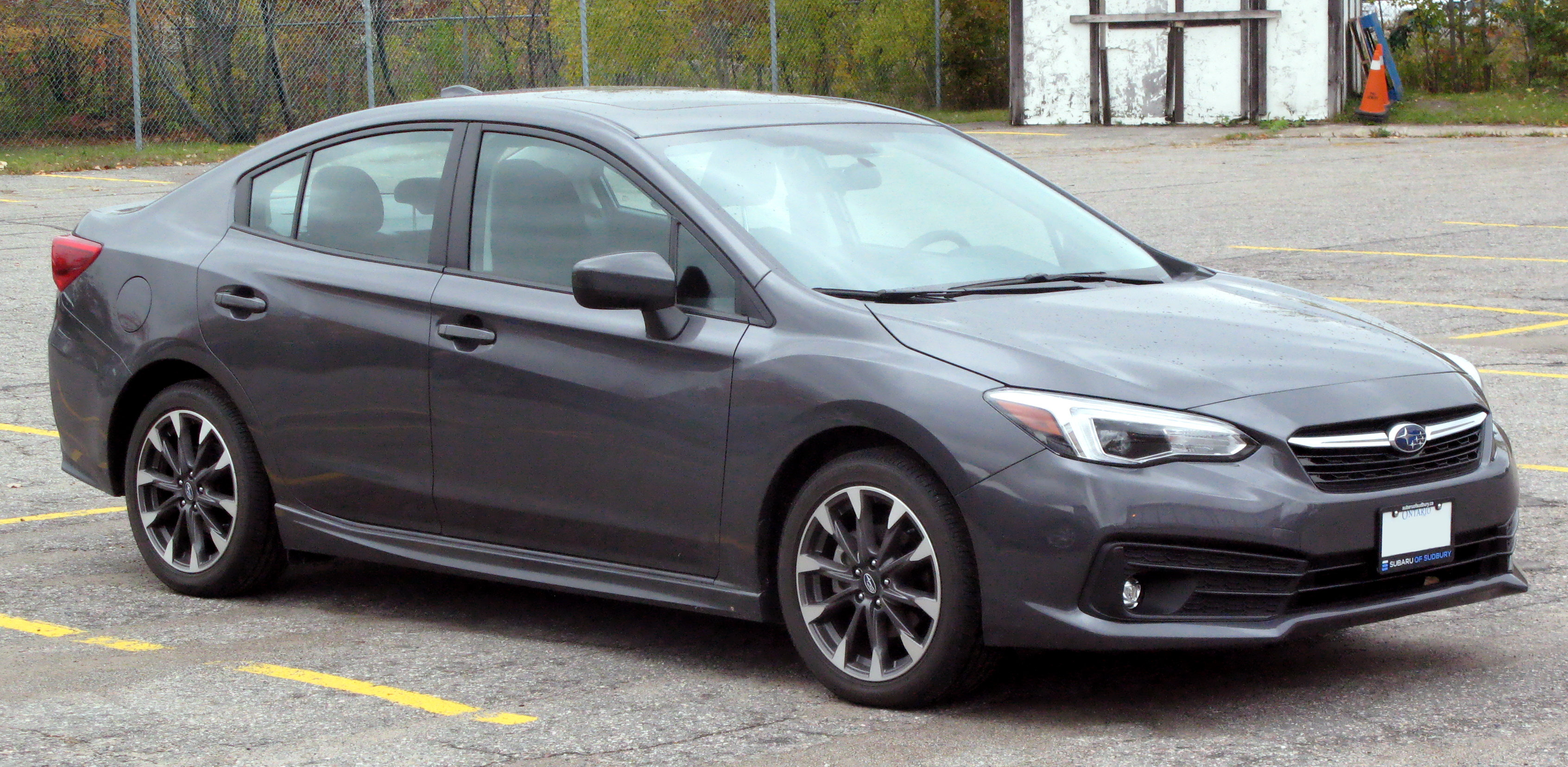
Subaru Impreza Stufenheck (2016–2023)
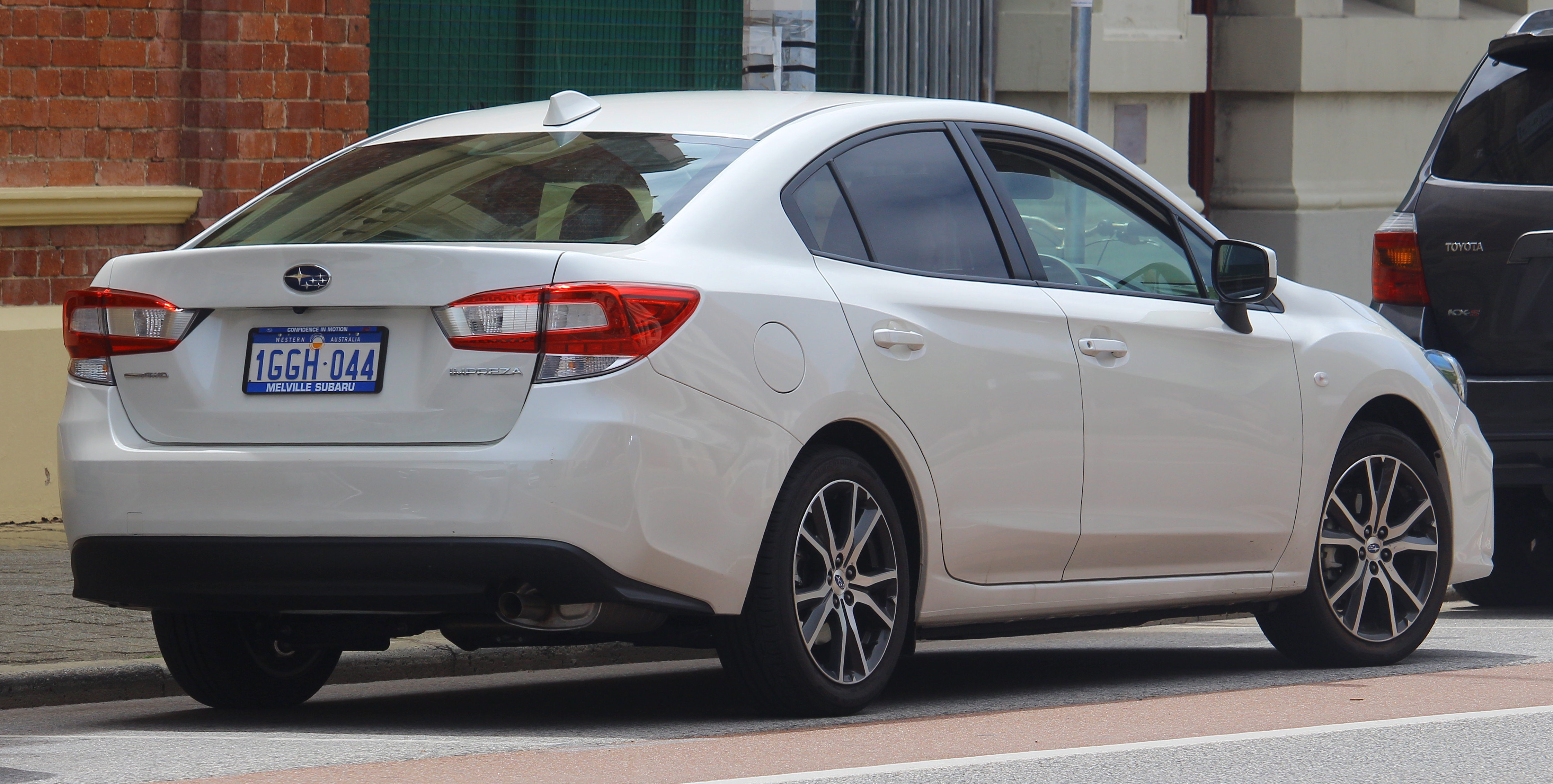
Heckansicht
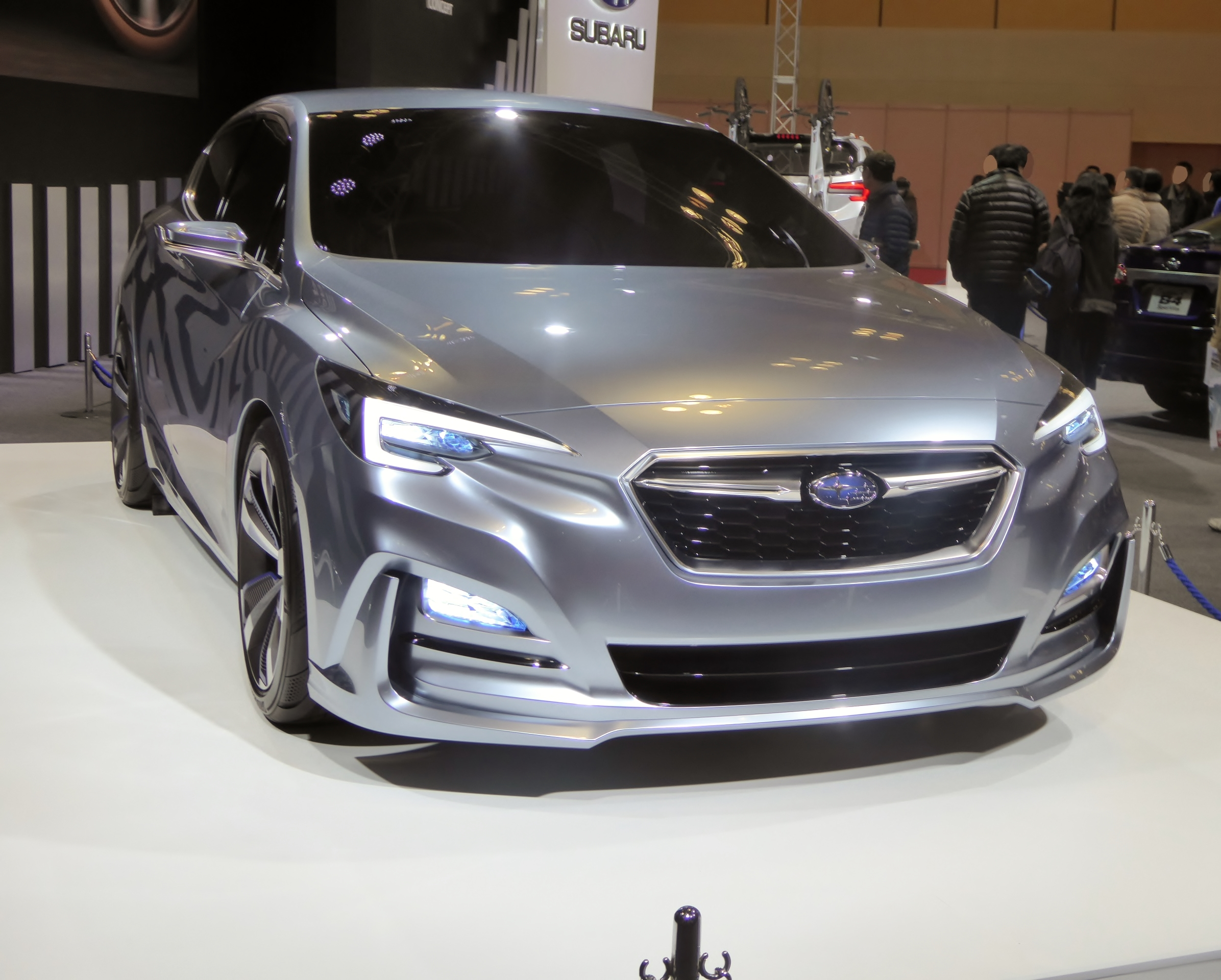
Subaru Impreza 5-Door Concept (2015)

### Technische Daten
Antriebsseitig kommen wieder die beiden aus dem Vorgängermodell bekannten Boxer-Ottomotoren zum Einsatz, wobei der stärkere nun 5 kW mehr leistet. Allradantrieb wurde weiterhin serienmäßig verbaut. Eine Diesel-Variante gab es nicht mehr.
| Kenngrößen                                  | Schrägheck 1.6i                                          | Schrägheck 2.0i              | Schrägheck 2.0ie                          |
| Bauzeitraum                                 | 01/2018–10/2023                                          | 01/2018–08/2018              | 03/2020–10/2023                           |
| Motorkenndaten                              |                                                          |                              |                                           |
| Motortyp                                    | 4-Zylinder-Boxer-Ottomotor                               | 4-Zylinder-Boxer-Ottomotor   | 4-Zylinder-Boxer-Ottomotor + Elektromotor |
| Gemischaufbereitung                         | Multipoint-Saugrohreinspritzung                          | Direkteinspritzung           | Direkteinspritzung                        |
| Motoraufladung                              | –                                                        | –                            | –                                         |
| Hubraum                                     | 1600 cm³                                                 | 1995 cm³                     | 1995 cm³                                  |
| Verdichtungsverhältnis                      | 11,0:1                                                   | 12,5:1                       | 12,5:1                                    |
| max. Leistung Verbrennungsmotor             | 84 kW (114 PS) bei 6200/min                              | 115 kW (156 PS) bei 6000/min | 110 kW (150 PS) bei 5600–6000/min         |
| max. Leistung antreibender Elektromotor     | —                                                        | —                            | 12,3 kW (16,7 PS)                         |
| max. Drehmoment Verbrennungsmotor           | 150 Nm bei 3600/min                                      | 196 Nm bei 4000/min          | 194 Nm bei 4000/min                       |
| max. Drehmoment antreibender Elektromotor   | —                                                        | —                            | 66 Nm                                     |
| Kraftübertragung                            |                                                          |                              |                                           |
| Antrieb, serienmäßig                        | Allradantrieb                                            | Allradantrieb                | Allradantrieb                             |
| Getriebe, serienmäßig                       | Lineartronic                                             | Lineartronic                 | Lineartronic                              |
| Messwerte                                   |                                                          |                              |                                           |
| Höchstgeschwindigkeit                       | 180 km/h                                                 | 205 km/h                     | 192 km/h                                  |
| Beschleunigung, 0–100 km/h                  | 11,8 s                                                   | 9,8 s                        | 10,0 s                                    |
| Kraftstoffverbrauch auf 100 km (kombiniert) | 6,2–6,6 l Super                                          | 6,6–7,0 l Super              | 6,3 l Super                               |
| CO2-Emission (kombiniert)                   | 140–151 g/km                                             | 152–159 g/km                 | 143 g/km                                  |
| Abgasnorm nach EU-Klassifikation            | Euro 6c (ab 06/2018: Euro 6d-TEMP) (ab 10/2020: Euro 6d) | Euro 6c                      | Euro 6d                                   |
| Leergewicht                                 | 1359–1402 kg                                             | 1379–1424 kg                 | 1553–1576 kg                              |
| Tankinhalt                                  | 50 l                                                     | 50 l                         | 48 l                                      |

## Sechste Generation (seit 2023)
| Sterne im Euro NCAP-Crashtest (2024) | 5 Sterne im Euro-NCAP-Crashtest |

Im November 2022 wurde die sechste Generation des Impreza auf der LA Auto Show vorgestellt. Dreißig Jahre zuvor wurde dort auch schon die erste Generation der Baureihe präsentiert. Die Markteinführung erfolgte in Nordamerika im Frühjahr 2023. Anfang 2024 folgte sie auch in Deutschland. Auf dem Tokyo Auto Salon im Januar 2023 debütierte die sportlicher gestaltete Version STI. Künftig wird es auch auf anderen Märkten nur noch die Fließheckversion geben. Wie die fünfte Generation basiert diese Generation auf der Subaru Global Platform.

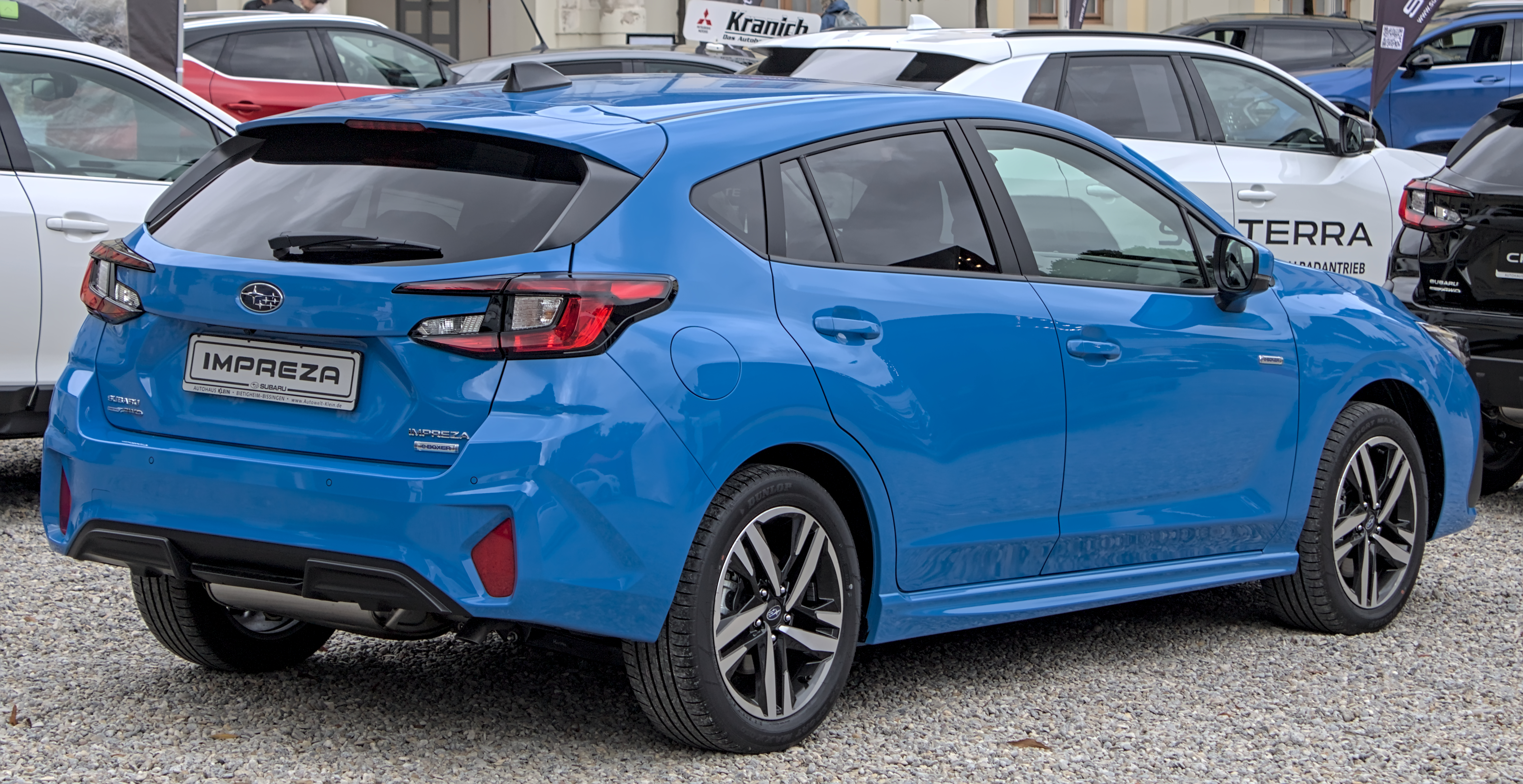
Heckansicht
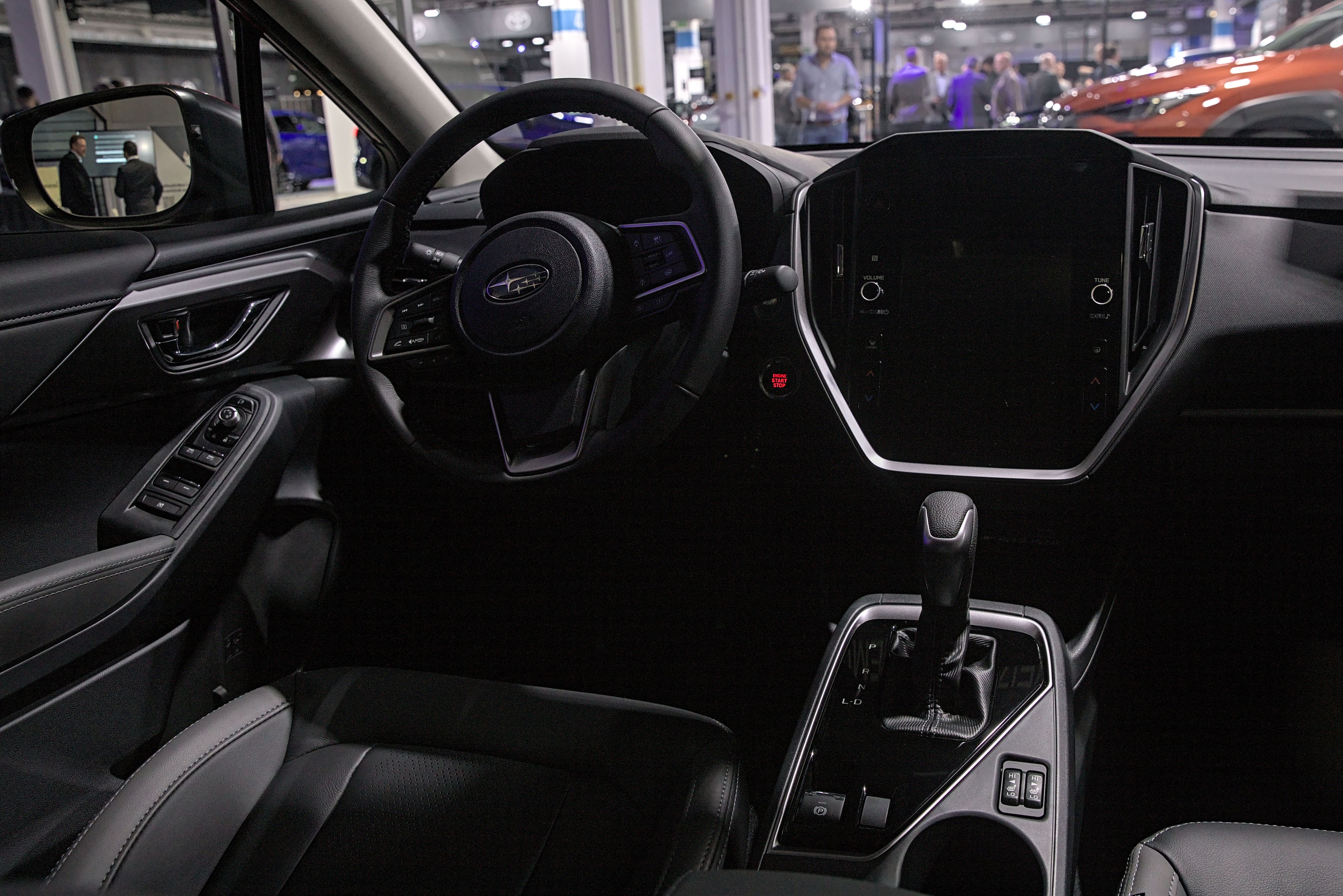
Interieur

### Technische Daten
Bei den Motoren gibt es in Nordamerika kaum Veränderungen. Der Vierzylinder-Boxermotor wird ab Werk in zwei Ausführen angeboten: mit 2,0 l Arbeitsvolumen, 113 kW Nennleistung und einem maximalen Drehmoment von 197 Nm sowie mit 2,5 l Hubraum und 136 kW (185 PS) Leistung und einem maximalen Drehmoment von 241 Nm. In Europa gibt es den aus dem Vorgängermodell bekannten 2,0 l e-Boxer. Sie werden alle mit einem CVT-Getriebe und Allradantrieb kombiniert.
| Kenngrößen                                  | 2.0ie                                            | 2.0i (1)                     | 2.5i (1)                     |
| Bauzeitraum                                 | seit 2024                                        | seit 2023                    | seit 2023                    |
| Motorkenndaten                              |                                                  |                              |                              |
| Motortyp                                    | 4-Zylinder-Boxer-Ottomotor + Elektromotor        | 4-Zylinder-Boxer-Ottomotor   | 4-Zylinder-Boxer-Ottomotor   |
| Gemischaufbereitung                         | Direkteinspritzung                               | Direkteinspritzung           | Direkteinspritzung           |
| Motoraufladung                              | —                                                | —                            | —                            |
| Hubraum                                     | 1995 cm³                                         | 1995 cm³                     | 2498 cm³                     |
| max. Leistung                               | 100 kW (136 PS) bei 5600/min + 12,3 kW (16,7 PS) | 113 kW (154 PS) bei 6000/min | 136 kW (185 PS) bei 5800/min |
| max. Drehmoment                             | 182 Nm bei 4000/min                              | 197 Nm bei 4000/min          | 241 Nm bei 3700/min          |
| Kraftübertragung                            |                                                  |                              |                              |
| Antrieb, serienmäßig                        | Allradantrieb                                    | Allradantrieb                | Allradantrieb                |
| Getriebe, serienmäßig                       | CVT-Automatikgetriebe                            | CVT-Automatikgetriebe        | CVT-Automatikgetriebe        |
| Messwerte                                   |                                                  |                              |                              |
| Höchstgeschwindigkeit                       | 199 km/h                                         | k. A.                        | k. A.                        |
| Beschleunigung von 0–100 km/h               | 10,6 s                                           | k. A.                        | k. A.                        |
| Kraftstoffverbrauch auf 100 km (kombiniert) | 7,3 l Super                                      | k. A.                        | k. A.                        |
| CO2-Emission (kombiniert)                   | 166 g/km                                         | k. A.                        | k. A.                        |
| Abgasnorm nach EU-Klassifikation            | Euro 6d-ISC-FCM                                  | k. A.                        | k. A.                        |

## Tuning
Subarus Haustuner STI (Subaru Tecnica International) stellt seit dem Produktionsbeginn des Impreza nicht nur die bekannte WRX-STI-Version und Sondermodelle her, sondern auch eine Vielzahl an Tuning- und Motorsportteilen, die das Potenzial des Impreza noch weiter heben. Der Impreza ist zudem bei vielen anderen Tuningfirmen beliebt. Die japanischen Firmen JUN, Bozz Speed, Tommy Kaira (M20b, M20b-2.2), Pleasure Racing Service und Zero/Sports sowie die US-amerikanische Firma Cobb Tuning und die britische Firma Prodrive stellen viele Tuningteile für die Impreza-Modelle her. Des Weiteren bieten einige Firmen komplett modifizierte Fahrzeuge an; unter anderem die englische Firma Litchfield mit ihren beiden Type-25 und dem Type-20 (ab 2009). Oder es werden wie bei L’aunsport WRC-Replikateile oder Komplettfahrzeuge angeboten.

## Filme
- The Subaru Impreza Story (DVD) (Jahr 2001), Sprache: englisch[70]
- Hyper Rev, Vol. 1 (DVD) (2005), Sprache: japanisch, Impreza
- Born to Race (2011)
- Kingsman: The Secret Service (2014), Impreza WRX STI (GD-F)
- Nerve (2016), Impreza WRX (GD-A)
- Baby Driver (2017), Sprache: englisch, Impreza 2.5 WRX
- Chappie (2015)
- Einige Impreza WRX spielen immer wieder in der Filmreihe Fast & Furious mit (seit 2001)